# 中央線快速
中央線快速（ちゅうおうせんかいそく）は、東日本旅客鉄道（JR東日本）の中央本線のうち、東京都千代田区の東京駅から八王子市の高尾駅までの快速電車の運行系統の案内上および営業上の呼称である。路線図などの案内では山梨県大月市の大月駅までとなっているものもある。駅ナンバリングで使われる路線記号はJC。
御茶ノ水駅 - 三鷹駅間の複々線区間のうち、快速電車と優等列車が走る線路は「中央急行線」がJR東日本社内の正式名称であるが（詳細後述）、書籍や雑誌、新聞、JRのプレスリリースなどでは東京駅 - 高尾駅・大月駅間の運転系統を「中央快速線」と表すことや、JRの路線図や駅ホームなどでは「中央線（快速）」「中央線快速電車」のほかに「中央線」と表記することがほとんどで、「中央急行線」の表記はほとんど見られない。

## 概要
東京都心の東京駅から山の手の副都心の一角である新宿駅を経由し、山手線を越えて郊外の住宅街が広がる多摩地域の各都市を結ぶ、東京都心への通勤・通学路線である。また甲府・松本へ至る特急「かいじ」「あずさ」や、大月駅から富士山麓電気鉄道富士急行線の河口湖駅まで直通する特急「富士回遊」なども走行する。吉祥寺駅や立川駅、八王子駅など多摩地域でも屈指のターミナル駅・繁華街を沿線に持ち、東京メトロ東西線、丸ノ内線、京王井の頭線、南武線、横浜線など中央線の駅を起点・終点として接続する路線も多いことから、多摩地域で最も主要な路線として機能している。多摩地域を東西に走る鉄道路線の中では唯一、地下鉄直通以外で都心に乗り換えなしでアクセスできる。
東京駅 - 新宿駅間を地下鉄以外の鉄道路線で唯一山手線の内側を通って走っている。飯田橋駅 - 四ツ谷駅間は江戸城（現在の皇居）の外濠に沿って建設されている。当線を利用すると、東京駅・神田駅 - 新宿駅間を山手線で移動するよりも短い時間で移動することができる。
起源は1933年（昭和8年）に東京駅 - 中野駅間で運行が開始された“急行電車”であり、その後“快速”と改称されている。国鉄時代に投入された101系電車以降の車両にはオレンジバーミリオン（■、国鉄朱色1号）が車体色に採用され、これが当路線のラインカラーとして旅客案内などにも使用されている。
基本的な運行系統は東京駅 - 高尾駅間であるが、立川駅から青梅線に直通して青梅駅まで乗り入れる列車もほぼ終日にわたって設定され、さらに一部時間帯を除き山梨県内の大月駅や、朝夕を中心にその先の富士急行線河口湖駅まで運行される列車もある。御茶ノ水駅 - 三鷹駅間の複々線区間では中央・総武緩行線として千葉方面から直通する各駅停車が並走する。御茶ノ水駅付近が方向別複々線となっているほかは線路別複々線となっており、接続などは考慮されずそれぞれ独立した運行形態となっている。日本国有鉄道（国鉄）時代に通勤五方面作戦によって複々線化された路線の中では中央線は複々線区間が短く、もともとは青梅線が分岐する立川駅までの複々線化が予定されていたが実現には至っていない。
新宿駅 - 八王子駅（京王八王子駅）・高尾駅間で京王電鉄の京王線・高尾線と競合関係にあり、京王線の特急（特別料金不要）に対抗するために、1967年に国鉄で初めて特別快速（中央特快）が設定された。
首都圏のJR他路線の例に漏れず、特にCOVID-19流行以前は横須賀線、東海道線、総武緩行線などに次ぐ屈指の混雑路線であるが、その沿線は「中央線カルチャー」と称される根強い人気を誇り、中野駅、高円寺駅、阿佐ケ谷駅、荻窪駅、吉祥寺駅など不動産各社による住みたい街ランキング常連の駅や、中央線沿線を取り上げる街あるき本も数多く出版されているなど独自色が強い。
2007年10月から、JR東日本八王子支社では「中央線が好きだ。」というポスターを製作し、駅や電車の中吊りに掲出している。
2025年からは首都圏の他の中距離電車に見られるような2階建てグリーン車のサービスを開始した。

### 名称について
正式には東京駅–神田駅間は東北本線、代々木駅–新宿駅間は山手線に属し、その他の区間は中央本線である。国鉄時代はこれらの2区間が重複所属であったが、民営化後に変更された。マルスシステムの経路表示は「中央東線」と称して区間は「東京–神田–御茶ノ水–代々木–新宿–韮崎–」としており、東京駅–神田駅間が「東北線」と重複して「山手線」の代々木駅–新宿駅間は分断されている。当該区間のうち、御茶ノ水駅–中野駅間は国鉄時代に早くから複々線化されたことや、複々線の両方に旅客列車が走行し急行運転を行ってきたことから、現在も快速電車や長距離列車などが走る線路の正式な呼称は「中央本線」である。
かつて、現在の快速電車は急行電車と称していたが、松本・甲府方面の準急が急行列車（有料）に格上げされたことから、料金不要の急行電車は快速電車と改称された。

## 路線データ
東京駅 - 高尾駅間のもの（御茶ノ水駅 - 三鷹駅間は急行線に関するもののみ）。
- 路線距離（営業キロ）：53.1 km
- 管轄（事業種別）
  - 東日本旅客鉄道（第一種鉄道事業者）：53.1 km（全線）
  - 日本貨物鉄道（第二種鉄道事業者）：42.8 km（新宿駅 - 高尾駅間）
- 軌間：1,067 mm
- 駅数：24（起終点駅を含む。急行線上にホームのない駅は除く）
- 複線区間：全線
- 電化区間：全線（直流1,500 V）
- 閉塞方式：自動閉塞式
- 保安装置：ATS-P
- 最高速度
  - 東京駅 - 八王子駅間：100 km/h（E233系0番台で運転する列車[報道 3]）、95 km/h（その他の列車）
  - 八王子駅 - 高尾駅間：130 km/h（優等列車）、100 km/h（普通列車）
- 運転指令所：東京総合指令室
  - 準運転取扱駅（異常時、入換時は駅が信号を制御）：御茶ノ水駅・新宿駅・三鷹駅・武蔵小金井駅・国分寺駅・立川駅・豊田駅・八王子駅・高尾駅
- 列車運行管理システム：東京圏輸送管理システム (ATOS)
- 車両基地：豊田車両センター（豊田駅）、豊田車両センター武蔵小金井派出所（武蔵小金井駅）
- 担当乗務員区所（E電担当区所）
  - 豊田統括センター：東京駅 - 高尾駅間
  - 八王子統括センター：立川駅 - 高尾駅間
  - 山梨統括センター　：立川駅 - 高尾駅間
  - 立川統括センター：東京駅 - 高尾駅間
  - 武蔵野統括センター：国立駅 - 八王子駅間（むさしの号のみ）
- IC乗車カード対応区間：全線（Suica首都圏エリア）

東京駅 - 西荻窪駅間が首都圏本部、吉祥寺駅 - 高尾駅間が八王子支社の管轄であり、西荻窪駅 - 吉祥寺駅間に支社境界がある。

## 歴史
甲武鉄道の東京都心乗り入れに際して建設された市街線（しがいせん）に、関東大震災後の復興事業での貨客分離および長距離列車と近郊電車との路線分離を行うために複々線化した上で、列車線兼貨物線として開業したのが現行の中央線快速の始まりとされる。
御茶ノ水駅 - 中野駅間で複々線が建設され、1932年（昭和7年）に完成した。計画当初は貨物輸送力の増強を企図していたが、完成後は一部時間帯に急行電車を運行させて旅客輸送力の強化を図った。この計画と同時に総武本線両国駅 - 御茶ノ水駅間も高架鉄道として建設され、ラッシュ時は東京駅発着の電車を急行電車として運行することとなり、各駅に停車する電車は一部の時間帯に総武本線へ乗り入れることとなった。
第二次大戦後は中央線の輸送力増大が重要な課題となり、1957年に東京駅 - 御茶ノ水駅間および中野駅 - 三鷹駅間の複々線化を決定するも実施に苦慮していたところ、1960年に帝都高速度交通営団から東西線との直通運転の提案を受け、東京 - 御茶ノ水駅間線増に代わるものとした。引き続き「通勤五方面作戦」が進む中で1966年（昭和41年）に中野駅 - 荻窪駅間の複々線化が完成し、中央緩行線の電車と営団地下鉄東西線（現在の東京メトロ東西線）乗り入れの電車がこの区間に運行されている。1969年（昭和44年）には複々線区間が三鷹駅まで延長された。だがそれ以降計画はほとんど進まず、三鷹駅 - 立川駅間の複々線化事業は事実上の凍結状態にある（詳細は複々線化を参照）。
- 1889年（明治22年）
  - 4月11日：甲武鉄道新宿駅 - 立川駅間が開業。
  - 8月11日：立川駅 - 八王子駅間が延伸開業。
- 1894年（明治27年）10月9日：牛込駅 - 新宿駅間が延伸開業（市街線の開業）。
- 1895年（明治28年）4月3日：飯田町駅 - 牛込駅間が延伸開業。
- 1901年（明治34年）8月1日：官設鉄道八王子駅 - 上野原駅間が開業。
- 1902年（明治35年）
  - 6月1日：上野原駅 - 鳥沢駅間が延伸開業。
  - 10月1日：鳥沢駅 - 大月駅間が延伸開業。
- 1904年（明治37年）
  - 8月21日：飯田町駅 - 中野駅間が電化（直流600V）。
  - 12月31日：御茶ノ水駅 - 飯田町駅間が延伸開業（電化）。
- 1906年（明治39年）10月1日：甲武鉄道御茶ノ水駅 - 八王子駅間を買収・国有化。御茶ノ水駅 - 篠ノ井駅間が中央東線となる。
- 1908年（明治41年）4月19日：御茶ノ水駅 - 昌平橋駅間が延伸開業（電化）。
- 1911年（明治44年）5月1日：宮ノ越駅 - 木曽福島駅間が延伸開業（全通）。中央西線を編入し、昌平橋駅 - 名古屋駅間を中央本線に改称。
- 1912年（明治45年）4月1日：昌平橋駅 - 万世橋駅間が延伸開業（電化）。
- 1919年（大正8年）
  - 1月25日：中野駅 - 吉祥寺駅間が電化。
  - 3月1日：万世橋駅 - 東京駅間が延伸開業（電化）。
- 1920年（大正9年）5月26日：国分寺駅 - 下河原駅間貨物支線が開業（通称：下河原線。東京砂利鉄道の線路を譲受、1910年（明治43年）敷設）。
- 1922年（大正11年）11月20日：吉祥寺駅 - 国分寺駅間が電化。
- 1925年（大正14年）7月1日：ダイヤ改正。ラッシュ時に東京駅 - 中野駅間で3分間隔の高頻度運転を開始。中野駅 - 吉祥寺駅は12分間隔、吉祥寺駅 - 国分寺駅間は24分間隔となった。始発は東京駅発4時30分、終発は東京駅発0時14分とそれぞれ繰り上げ、繰り下げが行われた[14]。
- 1927年（昭和2年）
  - 2月：東浅川駅が開業。
  - 3月1日：信濃町駅 - 代々木駅間が複々線化。
- 1928年（昭和3年）
  - 5月11日：新宿駅 - 中野駅間が複々線化。
  - 11月15日：飯田橋駅が開業。牛込駅及び電車線の飯田町駅が廃止。跡地は複々線化用地となる。
- 1929年（昭和4年）
  - 3月10日：国分寺駅 - 国立駅間が電化。
  - 3月15日：飯田町駅 - 信濃町駅間が複々線化。
  - 6月15日：国立駅 - 立川駅間が電化。両駅発着の電車運転が開始、これに伴い飯田町、新宿発着の汽車（出典ママ）は国分寺駅、国立駅を通過運転する[15]。
- 1930年（昭和5年）12月20日：立川駅 - 浅川駅（現在の高尾駅）間が電化。
- 1931年（昭和6年）4月1日：浅川駅 - 甲府駅間が電化。ただし、浅川駅以西を結ぶ列車は電気機関車牽引の客車により運転される。
- 1932年（昭和7年）7月1日：御茶ノ水駅改良工事完了。総武本線乗り入れ開始。
- 1933年（昭和8年）
  - 7月15日：長距離列車の東京側の始発駅が飯田町駅から新宿駅に変更。飯田町駅は貨物駅となる。
  - 9月15日：御茶ノ水駅 - 飯田町駅間が複々線化。
  - 9月15日：朝夕ラッシュ時に限り列車線を使用して御茶ノ水駅 - 中野駅間で急行電車が運行開始。
- 1934年（昭和9年）4月2日：国分寺駅 - 東京競馬場前駅間の支線開業（電化路線、国分寺駅 - 北府中駅間は国分寺駅 - 下河原駅間貨物支線と重複）。
- 1943年（昭和18年）11月1日：万世橋駅が休止（事実上廃止）。
- 1944年（昭和19年）
  - 3月5日：急行電車の運行を休日にも拡大。
  - 10月1日：国分寺駅 - 東京競馬場前駅間の支線の運行が休止。
- 1946年（昭和21年）
  - 6月14日：東中野駅 - 大久保駅間の旧神田上水（現神田川）橋梁上で木製ドア破損により通勤客が旧神田上水に放り出され死亡する中央線乗客転落事故が発生する。
  - 6月17日：朝間上りに限り急行電車が四ツ谷駅を通過。
- 1947年（昭和22年）
  - 4月24日：国分寺駅 - 東京競馬場前駅間の支線の運行が再開。
  - 5月5日：急行電車に婦人子供専用車が設定。
- 1949年（昭和24年）9月：二等車の連結が再開。
- 1951年（昭和26年）
  - 4月14日：三鷹駅 - 武蔵野競技場前駅間の支線（通称：武蔵野競技場線）が開業[16]する。ただし不定期列車のみ運行する。
  - 9月17日：急行電車の朝間上りの四ツ谷駅通過措置が終了。
- 1956年（昭和31年）9月1日：国分寺駅 - 下河原駅間貨物支線の起点を北府中駅に変更、これにより国分寺駅 - 東京競馬場前駅間の支線との重複が解消する。
- 1957年（昭和32年）：急行電車に101系が導入開始。二等車の設定が廃止され、代わって老幼優先車が設定される。1958年に廃止。
- 1959年（昭和34年）
  - 11月1日：三鷹駅 - 武蔵野競技場前駅間の支線が廃止[17]。
  - 11月9日：平日に限り急行電車の終日運行開始。
- 1960年（昭和35年）9月10日：東浅川駅が廃止。
- 1961年（昭和36年）3月17日：急行料金を徴収する急行列車「アルプス」の運行開始（1960年）により、急行電車を現行の快速電車に改称。
- 1966年（昭和41年）4月28日：中野駅 - 荻窪駅間が複々線化。休日にも快速電車の終日運行が行われる。
- 1967年（昭和42年）
  - 7月3日：国電区間が中野駅から高尾駅まで延長。同時に特別快速の運行開始。設定時より昼間時のみ運行。
  - 10月29日：荻窪駅 - 三鷹駅間が高架化[18]。
- 1969年（昭和44年）4月8日：荻窪駅 - 三鷹駅間が複々線化。
- 1973年（昭和48年）
  - 4月1日：西国分寺駅開業。国分寺駅 - 東京競馬場前駅間の支線（下河原線）廃止。北府中駅 - 下河原駅間貨物支線は武蔵野線に移籍（1976年9月20日廃止）。
  - 9月1日：シルバーシート設置に伴い婦人子供専用車が廃止。
- 1979年（昭和54年）：201系試作車の導入開始。
- 1981年（昭和56年）：201系量産車の導入開始。
- 1983年（昭和58年）3月3日：快速の103系がこの日限りで運転終了。
- 1985年（昭和60年）3月14日：定期普通列車の新宿乗り入れを夜行の下り1本を除いて廃止。
- 1986年（昭和61年）11月1日：定期普通列車の新宿駅乗り入れを朝夕を中心に復活。快速電車の大月方面への直通運行および通勤快速の運行開始。当初は新宿駅始発の通勤快速も設定されていた。停車駅は現在と異なり、新宿駅以東と三鷹駅以西は快速と同じ、新宿駅 - 三鷹駅間は中野駅のみ停車（新宿駅始発は中野駅通過）。途中での追い越しはなし。設定は深夜帯。
- 1988年（昭和63年）12月1日：国分寺駅2面4線化完成。従来の特別快速を「中央特快」に名称を変更し、新たに国分寺駅に停車。休日の夕方以降にも運行時間帯を拡大。青梅線に直通し国分寺駅を通過する「青梅特快」が運行開始。当時のダイヤでは青梅特快のみ新宿駅の発車時刻がほかの特快よりも特急に近く、国分寺駅に停車させるとそこで追い抜かれざるを得ないため、青梅線方面への速達効果を最大限に出すために国分寺駅通過の措置を採っていた。夜間の新宿駅始発含む通勤快速を中央特快に格上げ。夕方ラッシュ時に新たな通勤快速を新設。停車駅は現行と同じ。
- 1990年（平成2年）
  - 3月10日：快速電車の富士急行線河口湖駅までの直通運転開始。
  - 3月25日：東京駅 - 中野駅間にATS-Pを導入[新聞 1]。
- 1991年（平成3年）
  - 3月16日：「おはようライナー高尾・青梅」「ホームライナー高尾・青梅」が運行開始。
  - 12月1日：吉祥寺駅 - 立川駅間にATS-Pを導入[19]。
- 1993年（平成5年）
  - 4月10日：「青梅特快」が国分寺駅に停車[20]。「通勤特快」運行開始[20]。
  - 12月1日：新宿駅発着の普通列車（下り3本・上り1本）が廃止。115系が新宿駅から完全に撤退。
- 1994年（平成6年）12月3日：土曜日も休日ダイヤでの運転となる。
- 1996年（平成8年）
  - 3月16日：八高線電化により青梅線経由で拝島駅 - 高麗川駅間へ直通運転開始。
  - 12月14日：東京圏輸送管理システム (ATOS) の使用開始[21]。
- 1999年（平成11年）12月4日：「成田エクスプレス」高尾駅発着列車の運行開始（1往復）。
- 2001年（平成13年）12月1日：「おはようライナー高尾・青梅」と「ホームライナー高尾・青梅」が「中央ライナー」「青梅ライナー」に列車名と運行形態を変更して運行開始。
- 2003年（平成15年）9月28日：三鷹駅 - 立川駅間の連続立体交差事業（高架化）により、前日の午後4時から同日にかけて三鷹駅 - 国分寺駅上り線の仮線切替工事が実施[新聞 2]。この際に信号トラブルが発生し、工事終了予定時刻（朝6時頃）を過ぎても8時間あまり同区間が不通になる状態が続いた[新聞 3][22]。
- 2004年（平成16年）
  - 7月19日：高架化工事のため、武蔵小金井駅付近の下り線が仮線化[23]。
  - 11月7日：高架化工事のため、国分寺駅・東小金井駅・武蔵境駅付近の下り線を仮線化[24]。三鷹駅 - 国分寺駅間は上下線とも仮線となった。
- 2005年（平成17年）
  - 9月5日：女性専用車両が再設定。
  - 9月25日：高架化工事のため、西国分寺駅 - 立川駅間の上り線が仮線化。
- 2006年（平成18年）
  - 10月9日：高架化工事のため、西国分寺駅 - 立川駅間の下り線を仮線化。西国分寺駅 - 立川駅間は上下線とも仮線となった。
  - 12月26日：E233系の運用開始[2]。
- 2007年（平成19年）7月1日：三鷹駅 - 国分寺駅間の下り線が高架化。
- 2008年（平成20年）
  - 3月15日：ダイヤ改正でライナーにおける183系・189系の運用が終了。東京駅発箱根ケ崎駅行が運行開始（平日のみ）。
  - 4月10日：国分寺駅西側にある変電所にて火災が発生。午前8時 - 午後3時の約7時間にわたり東京駅 - 高尾駅間（一時は東京駅 - 甲府駅間）で運転が見合わされ、約50万人に影響がでる[新聞 4]。同区間を併走する京王線のダイヤが混乱、さらに沿線の教育機関や企業にも影響を与えた[新聞 5]。
- 2009年（平成21年）
  - 1月11日：西国分寺駅 - 立川駅間の下り線が高架化。
  - 3月14日：上りの「ホリデー快速おくたま」が新宿行きから東京行きに変更。
  - 12月6日：三鷹駅 - 国分寺駅間の上り線が高架化。
- 2010年（平成22年）
  - 10月14日：201系がこの日を最後に定期運用を終了。
  - 10月17日：豊田駅 - 松本駅間の廃車回送を兼ねたさよなら運転をもって201系の運用が完全に終了。
  - 11月7日：西国分寺駅 - 立川駅間の上り線が高架化。
- 2013年（平成25年）3月16日：ダイヤ改正。日中の特別快速を1時間当たり平日5本、土休日6本に増発[報道 4]。東京駅 - 三鷹駅間の急行線と三鷹駅 - 八王子駅間の最高速度が95km/hから100km/hに向上[報道 3]。
- 2017年（平成29年）3月4日：ダイヤ改正。下りの中央特快を東京始発・中野駅停車に統一。
- 2019年（平成31年）3月16日：ダイヤ改正。定期運転の特急列車がすべてE353系に統一される。特急「スーパーあずさ」の名称が消滅し、「あずさ」に統一される。特急「富士回遊」「はちおうじ」「おうめ」の運行が開始される。「中央ライナー」「青梅ライナー」の運行が終了する[報道 5]。209系1000番台の一時運用開始（後述）。
- 2020年（令和2年）3月14日：ダイヤ改正。早朝・深夜に運転されていた東京駅発着の各駅停車が廃止され、中央線快速と中央・総武線各駅停車が完全に系統分離される[報道 6]。
- 2021年（令和3年）1月20日：新型コロナウイルス感染症の拡大に伴う緊急事態宣言の発出および国・関係自治体からの要請に伴い、以下の列車を運休[報道 7]。
  - 下り：東京駅を0時10分以降に発車する列車を運休。終電が東京駅 - 武蔵小金井駅間で30分程度、武蔵小金井駅 - 豊田駅間で21分程度、豊田駅 - 高尾駅間で10分程度繰り上げ。
  - 上り：三鷹駅を0時28分以降に発車する列車を運休。終電が三鷹駅 - 東京駅間で17分程度繰り上げ。
- 2022年（令和4年）3月12日：ダイヤ改正。八高線八王子駅 - 高麗川駅間のワンマン運転開始により、拝島駅 - 高麗川駅間への直通運転を終了。
- 2024年（令和6年）
  - 3月16日：ダイヤ改正。日中時間帯に大月駅まで直通する快速・中央特快を増発。
  - 10月13日：2階建てグリーン車2両を連結した12両編成の運転を開始[報道 8]。2025年3月14日まで「グリーン車お試し期間」としてグリーン車をグリーン料金不要の普通車として開放[報道 9]。
- 2025年（令和7年）3月15日：グリーン車サービス開始。下りの「ホリデー快速おくたま」が新宿始発から東京始発に変更。平日運行の特急「はちおうじ」「おうめ」が廃止[報道 9]。
- 2026年（令和8年）7月1日（予定）：支社制から事業本部制への再編に伴い、首都圏本部管内のうち東京駅 - 神田駅間が東京事業本部、御茶ノ水駅 - 西荻窪駅間が新宿事業本部、八王子支社管内のうち吉祥寺駅 - 立川駅間が立川事業本部（ただし、西国分寺駅の業務は武蔵野事業本部が担当）、日野駅 - 高尾駅間が八王子事業本部の管轄となる[25]。

補記：『鉄道ジャーナル』2025年2月号65ページに1933年 - 1985年の、同誌同年3月号113ページに1986年 - 2024年の、詳細な「中央快速線関連年表」が掲載されている。

## 沿線概況

### 東京駅 - 新宿駅間
東京駅の中央線快速ホームは、1995年7月2日に完成した3重層構造高架線の最上部にある（それ以前は現在の3・4番線の位置にあった）。東海道・東北・上越の各新幹線のホームを真下に見渡すことも、赤レンガ駅舎を真横に見ることもできるホームは、非常に近代的な構造となっている。
東京駅を発車すると、左半分が側道に架かる形になった高架線を34‰で下っていき、一層下の山手線・京浜東北線とフラットレベルになると首都高速八重洲線（地下）と交差、日本橋川と直上の首都高速都心環状線を潜り渡る。直後に右手の東北本線列車線（上野東京ライン）が急勾配で上ってゆく。
神田駅を出て、高尾寄りで国道17号（中央通り）を跨ぐ。この付近は中小ビルが連なる中で商店も多く軒を連ねている。間もなく緩やかに左へカーブし山手線・京浜東北線・上野東京ラインから分かれる。間もなく交通博物館および万世橋駅・昌平橋駅の跡地が見えると右手から神田川が近付く。間もなく総武本線支線（中央・総武緩行線）の松住町架道橋・総武線神田川橋梁が見え、中央・総武緩行線が合流し、聖橋を潜ると御茶ノ水駅に到着する。同駅は神田川を通すため武蔵野台地を削った谷にあり、都心部とは思えない崖に引っかかっているような駅となっており、眼下には川を渡る東京メトロ丸ノ内線を見ることができる。駅周辺は日本最大の学生街であり、明治大学や東京科学大学（旧・東京医科歯科大学）などの教育施設がある。
御茶ノ水駅から複々線区間に入る。右へ左へとカーブを切りながら方向別複々線から緩行線が山側である線路別複々線となり、左手から崖がなくなると水道橋駅を通過する。水道橋駅・飯田橋駅・市ケ谷駅の各駅に快速電車は停車しないが、海側（千代田区北・西部、皇居の北・西側）は各企業の本社が集い、山手線沿線に引けを取らないオフィス街となっており、また飯田橋駅・市ケ谷駅は地下鉄とのジャンクション駅となっているため、各駅とも緩行電車単独でも乗車人員が多い。間もなく首都高速5号池袋線を潜り、神田川と別れ、左手に日本貨物鉄道（JR貨物）の旧本社ビルと合流してくる留置線が見えてくる。かつての飯田町駅はこの付近の本線上にあった。甲武鉄道のターミナルとして開業し、近年は紙の物流基地として栄えた飯田町駅だが、開発の進んだ現在はほとんどその面影がない。間もなく飯田橋駅を通過する。飯田橋駅を通過すると見えてくるのは旧江戸城の外堀となる。お堀の堤には青々と草が生えて桜の木も多く、さながら都会のオアシスのようである。市ケ谷駅下の外堀には釣り堀があり、毎日のように釣り人で賑わっている。
市ケ谷駅を通過すると並行していた外堀が消え（正確には埋め立てられて二次利用されている）、左へカーブし南を向くと緩行線が急行線を跨いで海側に移り四ツ谷駅に到着し、国道20号（新宿通り）と東京メトロ丸ノ内線を潜る。高尾寄りがカーブ上にあり、再び南西を向く。四ツ谷駅も飯田橋駅・市ケ谷駅と同じく地下鉄とのジャンクション駅であるとともにオフィス街が近傍にあるほか、快速電車が停車するため乗降客が非常に多く、特に丸ノ内線との乗換口は非常に混雑する。
四ツ谷駅を発車すると間もなく御所トンネルを抜ける。このトンネルは赤坂離宮（現・赤坂迎賓館）を潜るため、離宮内の土を開削しトンネルを建設した後再び廃土を埋め戻す、地下鉄の開削工法のような工事が行われた。御所トンネルを抜けると新宿区に入り、左手から首都高速4号新宿線が近付くと信濃町駅を通過する。なお、御所トンネル内で港区に接近するが、わずかに掠めない。
間もなく左手奥に明治神宮外苑が見えて渋谷区に入る。さらに右手に新宿御苑が見えると千駄ケ谷駅。並行していた首都高速4号新宿線が左へ分かれると右へカーブして北を向き、山手線・埼京線・湘南新宿ラインと合流して代々木駅を通過する。
間もなくバスタ新宿・ルミネが見えると勾配を下り再び新宿区に入り、国道20号（甲州街道）を潜ると新宿駅。JR以外に京王電鉄・小田急電鉄・東京メトロ・東京都交通局と、4社局の路線が接続するターミナル駅である。JRの1日の平均乗降人員が150万人（2005年度）で日本一、さらに接続する路線の乗降人員を含めると346万人（2004年度）に達し、世界一である。
駅東側はかつて甲州街道の第1宿（内藤新宿）や青梅街道が分岐する交通の要衝として発達し、伊勢丹などの老舗デパートや専門店・飲食店が立ち並び日本有数の繁華街となっており、特にスタジオアルタなどは全国的に知名度が高く、繁華街に北接する駅北東側の歌舞伎町は日本有数の歓楽街であり、飲食店やホテルが軒を連ねている。
一方の駅西側は戦前まで行楽地であったが、高度経済成長期の1960年代から1970年代にかけて京王百貨店・小田急百貨店・ヨドバシカメラが開店し、1971年に淀橋浄水場の跡地に建てられた京王プラザホテルを皮切りに続々と高層ビルが建設された。さらに1991年に千代田区丸の内から東京都庁が移転し、現在は新宿副都心として都心部に次ぐ商業集積地帯となっている。駅南側は再開発によって商業化が進み、前述のルミネのほか、新南口に隣接してタカシマヤタイムズスクエアがある。

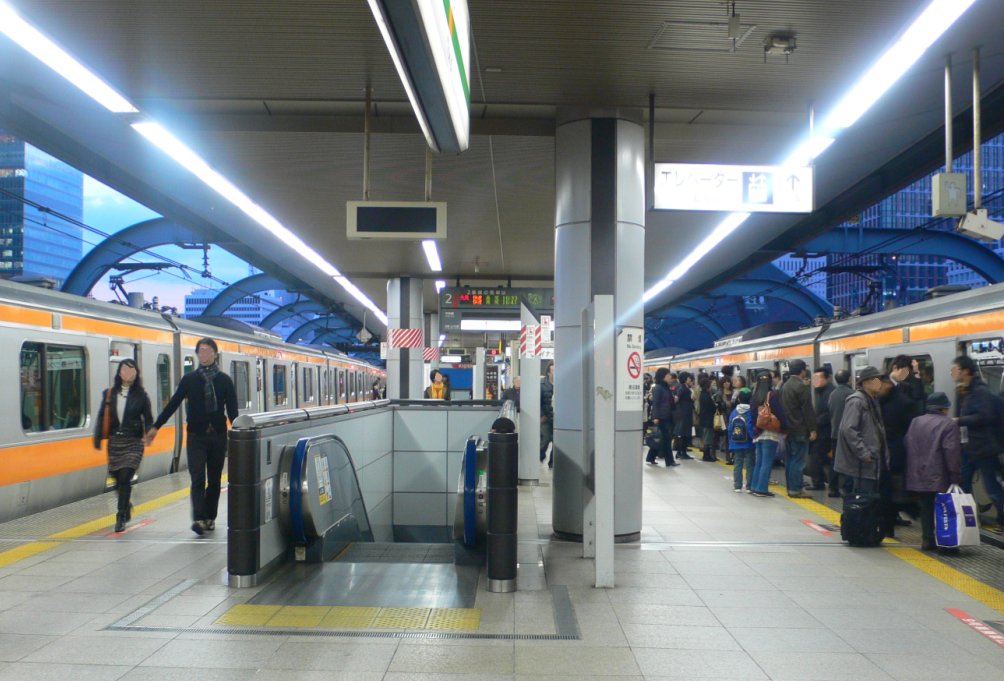
東京駅1・2番線
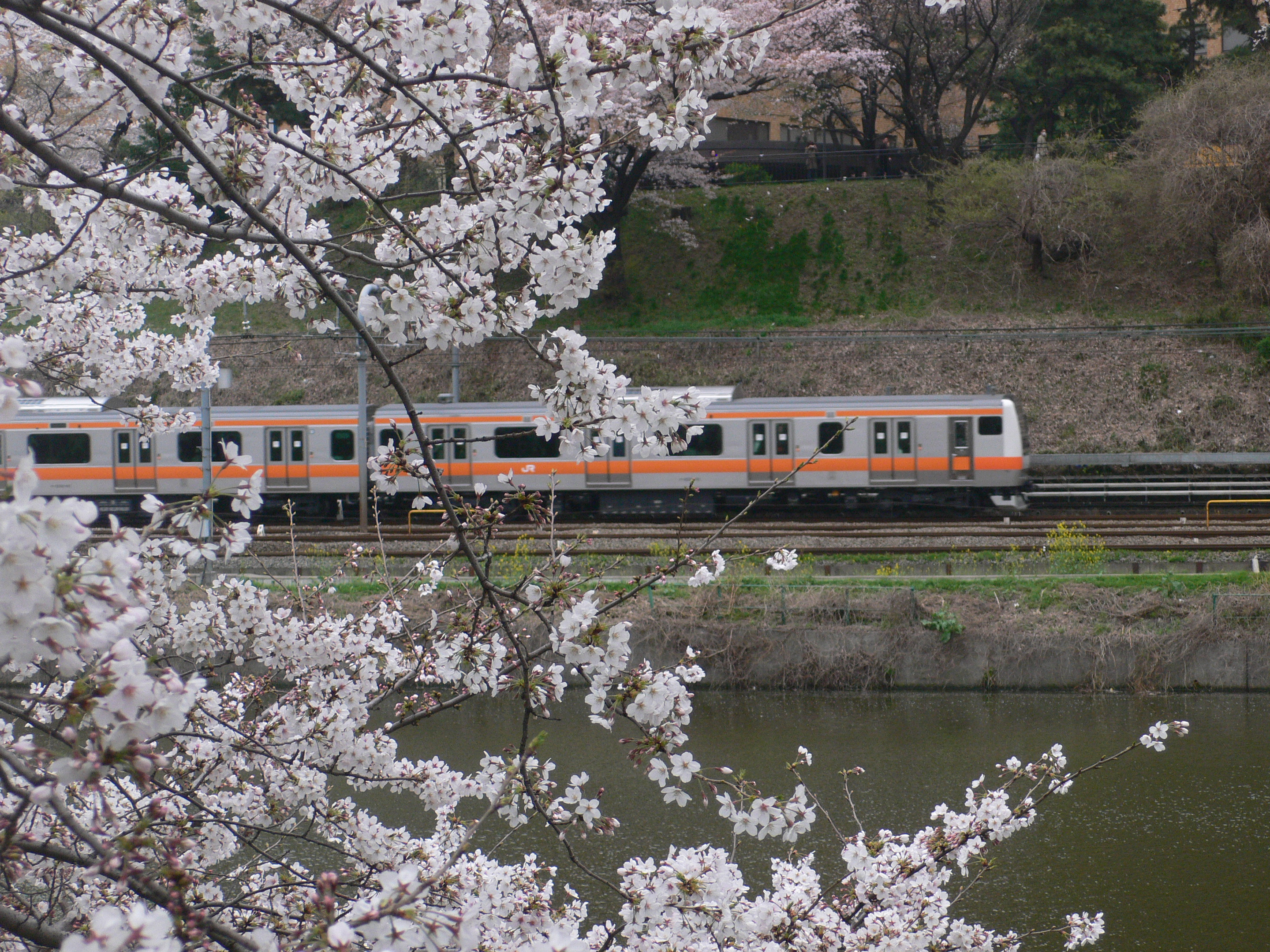
飯田橋駅 - 市ケ谷駅間の外堀の横を走る

### 新宿駅 - 三鷹駅間
新宿駅を発車するとガード（新宿大ガード）を渡り、西側に高層ビル群、東側に西武新宿駅を見ながら緩やかに左へカーブして湘南新宿ライン・山手線・埼京線から分かれ、間もなく大久保駅を通過、その先も緩やかにカーブし、カーブを抜けて西を向くと再び神田川を渡り中野区に入って東中野駅を通過、ここから遥か先の立川駅まで長い直線区間となる。東中野駅を発車し、東京都道317号環状六号線（山手通り）を潜ると、掘割の右手に桜並木が見える。左手に中野電車区が現れると東京メトロ東西線が地上に出て合流し、中野駅に到着する。
中野駅から荻窪駅までの区間は「中央線中野三鷹間線路増設計画」に基づき1961年12月から高架化工事が行われ1964年に工費260億円をかけて完成し、同年9月20日より上下線同時に運用が開始された。これによりそれまで同区間にあった24の踏切はすべて姿を消した。
同駅周辺は中野サンプラザや中野ブロードウェイを中心に繁華街が形成されて賑わいを見せている。高架駅だが、高架が低い上構内が広く、地上駅の様相を見せる。この先いったん高架線を降りるが、間もなく杉並区に入ると再び高架線を上り、東京都道318号環状七号線を跨いで、程なく高円寺駅に到着する。
高架線の下には住宅街が広がっているが、高円寺駅・阿佐ケ谷駅周辺はコンパクトに収まった商業地帯となっている。高架線の下に住宅街が迫り側道を作る余裕がないため、この区間の高架下には歩行者専用道路を作るなどの苦慮が施されている。いったん高架線を降り、東京都道5号新宿青梅線（青梅街道、都道4号と重複）を潜ると荻窪駅に到着する。東京都道311号環状八号線（環八通り）を跨ぐと再び高架を上り、善福寺川を渡る。
西荻窪駅は東京女子大学を中心とした文教地区にあり、駅周辺にはアンティーク雑貨店や古書店が立ち並ぶ。宗教団体の関連施設も多く、かつてオウム真理教の主要施設があったことでも知られる。発車すると間もなく東京23区を抜け多摩地域に移り、武蔵野市に入る。
東京都道7号杉並あきる野線（五日市街道）を跨ぐと左手に丸井とユザワヤ、右手に東急百貨店等が見え、大規模な繁華街に入り、吉祥寺駅へ。水道橋にあった同名の寺院の門前町の住民が五日市街道沿いのこの付近に移住し開墾したことから始まり、現在では京王井の頭線と接続して多摩地域有数の商業地帯となっている。発車すると間もなく両側の高層ビルはなくなり、再び住宅街を走る。駅から北へ15分のところには成蹊学園がある。南口は歓楽街として、夜になると別の顔を見せる。
そして再び高架線を下ったところが三鷹駅となる。駅直下に玉川上水が流れ、武蔵野市と三鷹市の市境となっている。北側（武蔵野市）には官公庁の施設が多く、南側（三鷹市）には南北に商店街が伸びている。ここで複々線区間は終わる。

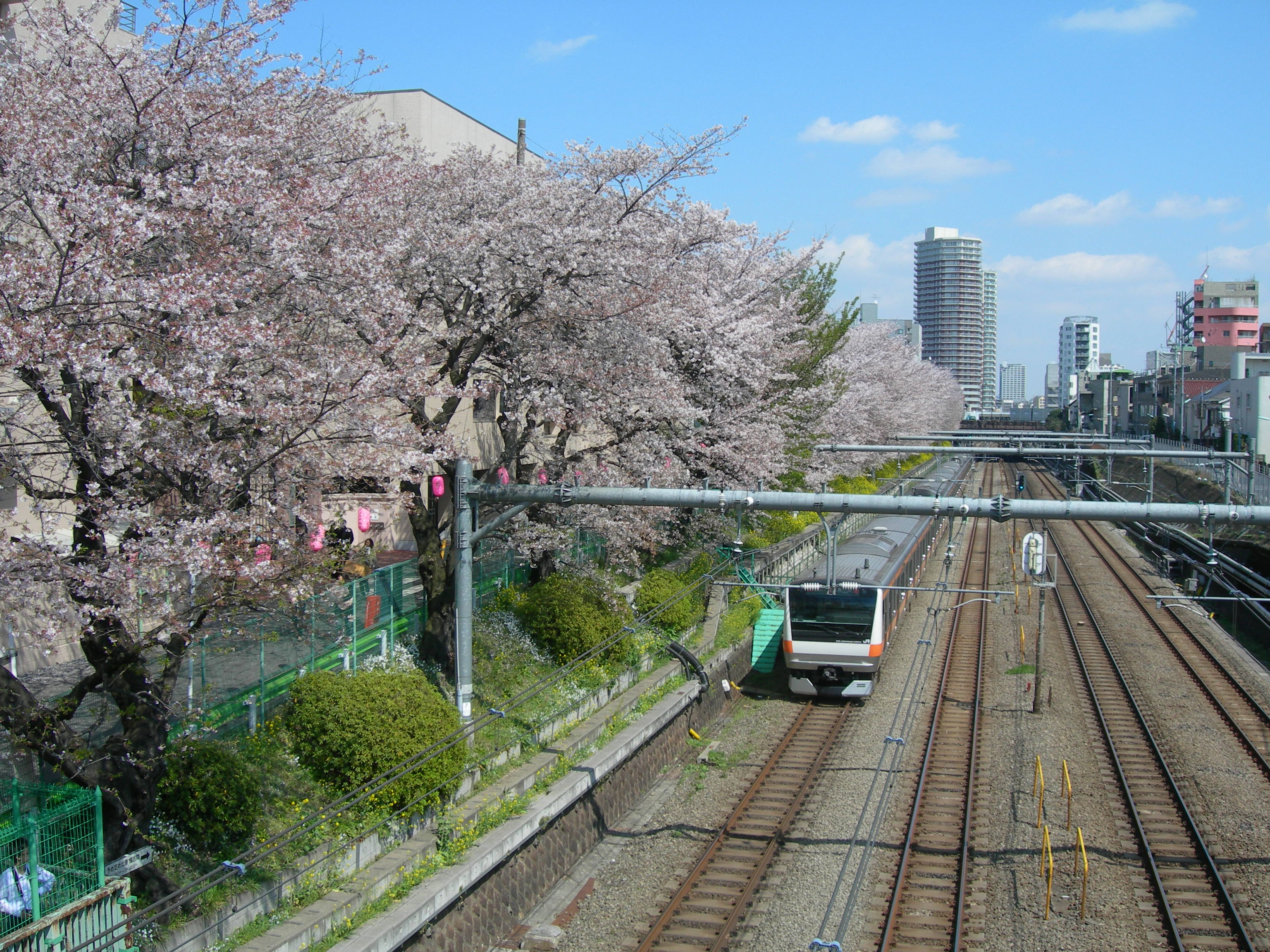
東中野駅 - 中野駅間の桜並木の横を走る（2010年4月10日）
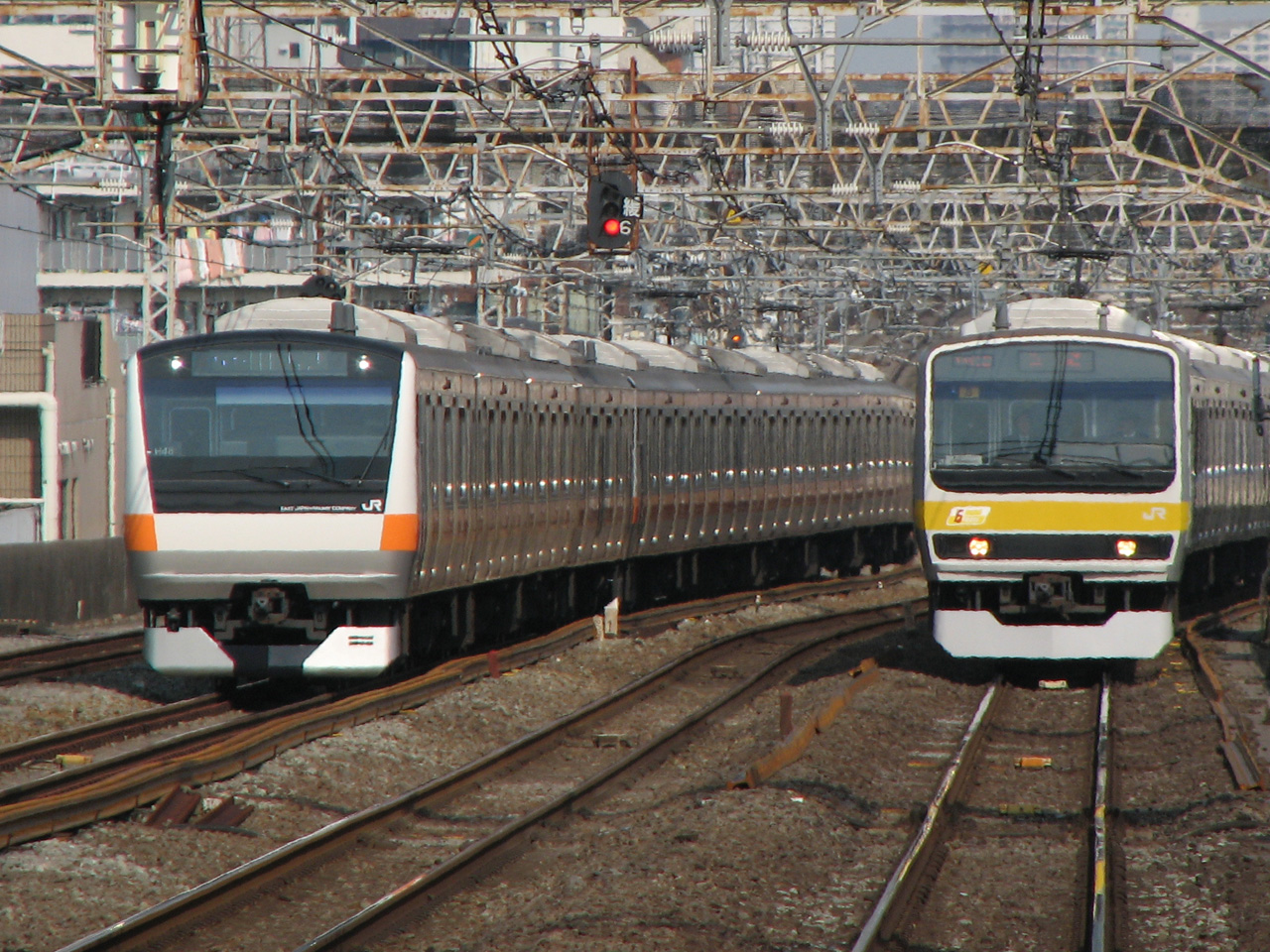
高円寺駅 - 阿佐ケ谷駅間の高架複々線区間（2008年4月6日）

### 三鷹駅 - 立川駅間
三鷹駅を発車すると左手に三鷹車両センターが見えてきて、跨線橋をくぐると間もなく高架線をのぼる。再び武蔵野市に入り、左手の日本獣医生命科学大学を過ぎると武蔵境駅に到着する。甲武鉄道開業時からの駅であり周辺には商業施設も多いが、三鷹・吉祥寺の両駅に近く商業地帯としてはあまり大規模なものではない。
西武多摩川線の高架が地上に降りて左手に分かれると間もなく小金井市に入る。東小金井駅周辺は東京農工大学や法政大学など実に大学6校と高校3校が所在する文教地区だが、北口・南口共に大規模な商業施設はなく、少し閑散とした様相である。駅前ロータリーから50mほどのところに畑があるなど、近隣の他駅と比べ郊外然とした雰囲気が特徴である。
武蔵小金井駅の手前（地上）には、開かずの踏切である東京都道15号府中清瀬線（小金井街道）の踏切があった。同駅を発車すると高架線から電車庫に通じる線路が分かれて下っていく。駅北西方向には東京学芸大学がある。右手に豊田車両センター武蔵小金井派出所（旧武蔵小金井電車区）を見ながら間もなく国分寺市に入る。
東京経済大学を左手に見ながら高架線を下りると、間もなく東京都道133号小川山府中線（国分寺街道）を跨いですぐ掘割となり、国分寺駅に到着する。元々快速と各駅停車のみの停車駅であったが、駅周辺の再開発によって大きく変貌し、現在では特別快速・通勤快速・通勤特快の全電車と成田エクスプレスが停車するようになった。並行してホームがある西武国分寺線との間にはかつて渡り線があり、貨物列車の受け渡しが行われ、甲武鉄道時代には飯田町駅 - 川越駅間（現在の西武新宿線本川越駅）間直通列車まで運行されていた。さらにかつて下河原線が分岐し、廃止後もホームが残されていたが、駅構造が大きく変化した現在ではその面影はほとんどなくなり、高尾寄りの線路脇に廃線跡が残るのみである。
国分寺駅を発車すると右手に西武国分寺線が並行するが、野川を渡ると間もなく分かれ、右側に住宅街と姿見の池緑地保全地域を見下ろす。かつては左手に中央鉄道学園があり、前述の下河原線の廃線が中央鉄道学園への引き込み線として使用されていた。現在跡地は再開発が進められており、西側が団地、東側が武蔵国分寺公園となっている。旧鉄道学園は線路よりやや高くなっている。間もなく再び切り通しに入り、西国分寺駅に到着する。同駅は住宅街に囲まれているため乗降客はそれほど多くないが、武蔵野線に接続するため乗り換え客が多く、特に朝夕ラッシュ時は混雑する。
西国分寺駅を発車すると間もなく府中市をかすめるが、駅はなくすぐに再び国分寺市に入る。勾配を上り切ると上下線の間が広がり、間から武蔵野線の短絡線が地上に出てくる。下り勾配となって短絡線と合流し、国分寺崖線を越え国立市に入る。間もなく掘り割りを出て高架線を上る。国立駅は箱根土地（後のコクド、現在のプリンスホテル）の堤康次郎が計画した学園都市の最寄り駅として開業した経緯があり、駅南口から南・南西・南東の3方向に放射状に道路が伸びる。三角屋根の国立駅旧南口駅舎の屋根の形状はこの道路の形状を現しているといわれる。南へ延びる東京都道146号国立停車場谷保線（大学通り）に沿って一橋大学や桐朋中学校・高等学校など教育施設が多く立ち並び、駅から2km程南進したところに南武線の谷保駅がある。北側（所在地は国分寺市）には鉄道総合技術研究所があり、かつて同駅から引き込み線があったが、2004年に廃止され、その跡地は遊歩道などとなっている。国立駅を発車すると両側に住宅街を見て走る。左側は学園都市の計画によって碁盤状に整備されている。
立川市に入ると次第に国立市から続く住宅街から商業地帯へと入っていく。前方にルミネが見え、高架線を下りると間もなく左手から南武線が合流、東京都道・埼玉県道16号立川所沢線（立川通り）を跨ぎ、立川駅に到着する。高尾寄りで直上を多摩都市モノレール線が跨いでいる。同駅はかつて日本国有鉄道東京西鉄道管理局が所在し、一部の中距離電車も発着する交通の要衝であり、現在は利用客の増加に伴い大規模な駅舎改良工事が進んでいる。駅周辺は多摩地区でも随一の繁華街であり、北側・南側共に商業施設が軒を連ねている。

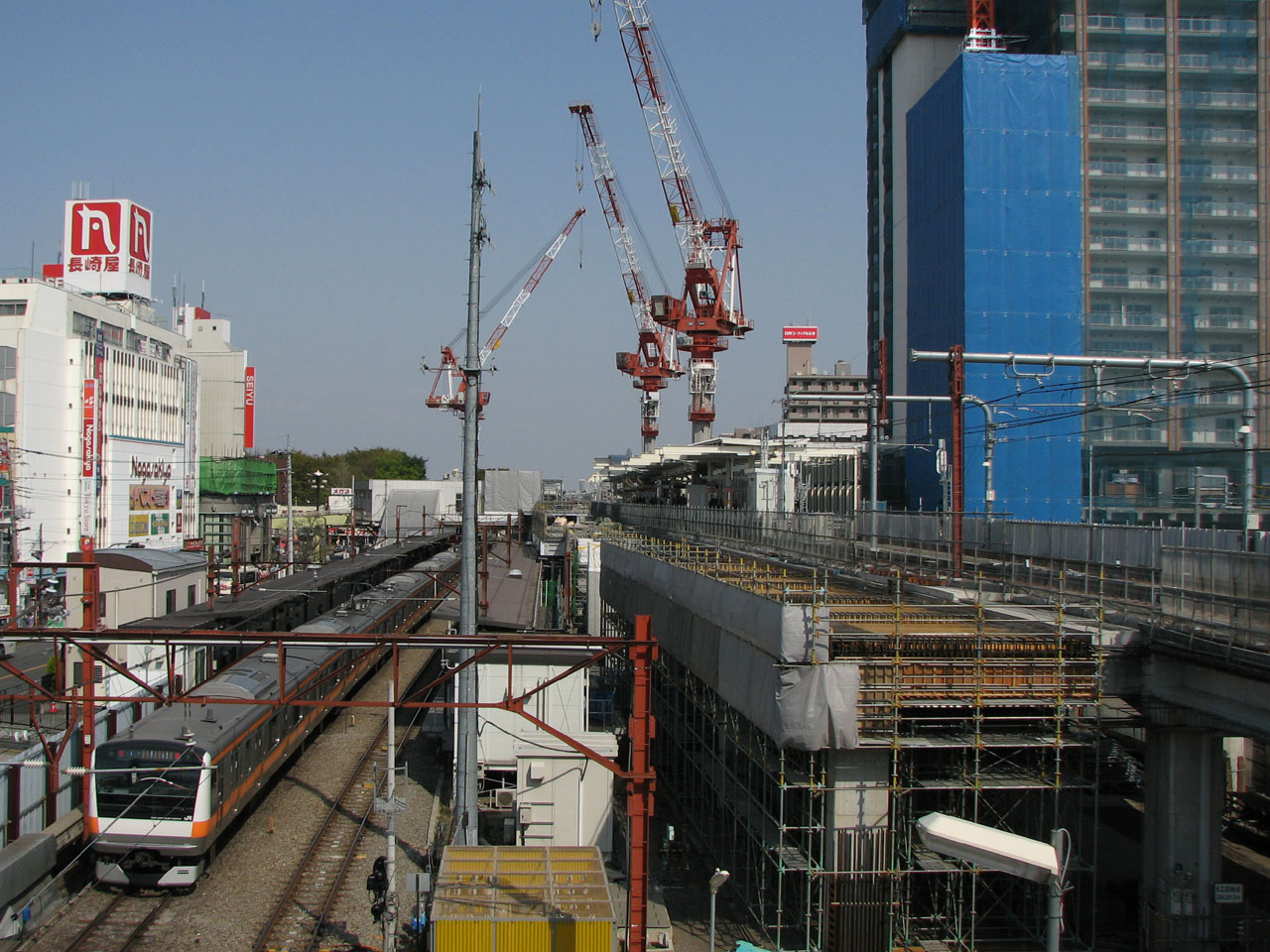
高架化工事中時代の武蔵小金井駅付近（2008年4月6日）

### 立川駅 - 高尾駅間
立川駅を発車すると右手に青梅線が分かれ、その先で中央線快速→青梅線直通電車や貨物列車などが使用する青梅短絡線が分かれると大きく左へカーブし南西を向き、切り通しに入り勾配を下っていく。
切り通しが終わり、武蔵野台地を抜けると残堀川を渡り築堤となり、東京都道29号立川青梅線（新奥多摩街道）を跨ぐと多摩川橋梁にて多摩川を渡り、日野市に入る。日野駅は東京都道256号八王子国立線（旧甲州街道）との交差部の築堤上にあり、利用客に対してホームが大変狭く、危険な状態になっている。日野市の中心部にあり、駅周辺には商業施設が広がるが、市内の豊田駅、高幡不動駅と比べると農地や住宅地の占める割合が大きく、同規模都市の中心駅にありがちな賑わいは弱い。
日野駅を発車すると中央自動車道を潜り、日野台地に入る。切り通しに入ると鉄道総合研究所の研究施設と共に本線に挟まれたホームのない待避線が現れる。開業時はこちらに日野駅が設置され、1937年に現在地に移転した後も同駅発着列車の折り返しに使用されていたが、発着列車がなくなった現在では一部の回送列車や臨時列車が使用するのみである。
国道20号（日野バイパス）を潜ると日野台地を抜け築堤となり、緩やかに右へカーブしながら勾配を下っていく。カーブを抜けたところが豊田駅となる。同駅は日野台地南端の崖下にあり、駅北側は商業施設や工場が多いが、駅南側は北側ほど開発が進んでおらず少し閑散としている。発車すると間もなく左手に豊田車両センター（元豊田電車区）が広がり、E233系や211系、E257系、E353系などさまざまな車両を見ることができる。周辺は住宅街だが、大規模な農地も多い。
右へ大きくカーブしながら勾配を上ると切り通しに入りすぐに左へカーブする。そして切り通しと八王子盆地に入り、浅川を渡ると八王子市に入る。再び大きく右へカーブし北西を向くと右手に八王子卸売市場などの大型商業施設と日本オイルターミナルの引き込み線を見ながら勾配を上り、国道16号（八王子バイパス）を跨ぐと右手に八王子（貨物）駅（八王子オフレールステーション）を見る。
前方にセレオ八王子（旧そごう）が現れると間もなく京王線を跨ぎ、右手から八高線が合流、さらに左手から横浜線も合流し、八王子駅に到着する。かつて八王子機関区も所在し、現在もJR東日本八王子支社とJR貨物八王子総合鉄道部が所在する多摩地区の交通の要衝であり、構内には多くの側線がある。駅北側はかつて甲州街道最大の宿場（八王子横山十五宿）であり、多摩地区の経済的中心として古くから発達、官公庁施設や大規模な商業施設が立ち並び、近年は中央大学を初め多数の大学を擁する学生街、学園都市として大きな繁華街を形成している（ただし中央大学は八王子駅より立川駅の方がアクセスが良い）。駅から北東へ0.4km程離れた繁華街の東側には京王線京王八王子駅がある。一方で駅南側は再開発が進んでおり、2010年（平成22年）秋に地上41階の複合ビルサザンスカイタワー八王子が完成し、同年12月に開業した。これにあわせ、南口も北口同様ペデストリアンデッキ化された。
八王子駅を発車すると勾配を上り、東京都内では珍しい国道16号（東京環状）の踏切を渡る。1.5km程走ると大きく左へカーブし南西を向き、西八王子駅に到着する。八王子駅から続く市街地にあるが、駅南側を中心に住宅街も広がっており、教育施設も多く、朝夕は多くの学生で賑わう。
発車すると前方には関東山地が現れ、市街地から抜け住宅街をほぼ一直線で抜けていくが、2km程走ると右手に駐車場と化した空き地が見える。ここは東浅川駅の跡地である。同駅は大正天皇の大喪列車の終着駅として設置され、その後も皇室の多摩御陵参拝に利用された。廃止後駅舎は八王子市に下賜され「陵南会館」という集会施設となっていたが、1990年の過激派による放火で焼失してしまった。
東浅川駅跡地を過ぎると右へカーブしながら勾配を上り、東京都道47号八王子町田線（町田街道）を跨ぎ勾配を上りきったところが高尾駅。左手に京王高尾線の高架線が見える。同駅は八王子盆地の西端にあり、駅北側と西側には共に山が迫る。駅南側は開発が進み、住宅街が広がっている。

## 運行形態
東京駅 - 高尾駅間のうち、御茶ノ水駅 - 三鷹駅間では急行線と緩行線から構成される複々線区間となっており、快速系電車は急行線を、各駅停車の電車（中央・総武緩行線）は緩行線を走行する。御茶ノ水駅付近では方向別複々線をなすが、以西では線路別複々線となる。中央線は貨客分離を優先とした大改修を行った上で旅客化されていることや、改修に際して渡り線を複々線区間の出入口に当たる地点にのみ設けた関係で、各駅停車以外は快速も特急もすべて急行線で運行されている。
中央線快速の定期列車のうち、かつての国電に相当する近距離電車は、停車駅の少ない順に通勤特快・中央特快・青梅特快・通勤快速・快速が設定されている。このうちほぼ終日運行されるのは中央特快・青梅特快・快速の3種別で、それ以外の種別は一部の時間帯のみ運行される。「特快」（とっかい）とは特別快速の略称である。
これらの快速系電車は、東京駅 - 新宿駅 - 立川駅間で日中1時間に平日は12 - 14本（中央特快3本・青梅特快1本・快速8 - 10本）、 休日は14本（中央特快4本・青梅特快1 - 2本・快速8 - 9本）、平日朝は25本（新宿駅8時台上り到着本数）と高頻度で運行されており、緩行線（御茶ノ水駅 - 新宿駅 - 中野駅間で平日日中1時間に11本、休日日中5分間隔で1時間に12本、平日朝24本）よりも運行本数が多い。
下り電車に関しては、特別快速と通勤快速は立川駅から、快速は中野駅（土休日〈年末年始期間含む。以下同じ〉は吉祥寺駅）から先は各駅に停車するため、各駅に停車する区間では駅・車両（E233系）ともに種別表示が消え、「各駅停車」または「普通」（高尾駅より先）と案内される。上り電車に関しては、御茶ノ水駅・神田駅では種別名を表示せず単に「東京行」のみの案内であり、快速以上の種別の停車駅がすべて同一となる新宿駅・四ツ谷駅においては、快速以上の種別はすべて「快速」と案内される（例外的にホリデー快速のみ四ツ谷駅までそのままの種別・列車名で案内される）。中野駅においては案内の統一などは行われていない。
なお、急行線を走行する東京駅・新宿駅発の下り列車は特急列車も含め三鷹駅まで追い越しや待避がない。上り列車も、平日の一部快速が中野駅で特急・通勤特快の待避を行う以外は三鷹駅から終点の東京駅まで追い越し・待避がない（輸送障害時を除く）。
国鉄時代より高尾駅で運行系統が分断されているが、中央本線普通列車（中距離列車）の新宿駅への乗り入れ縮小（その後廃止）と引き換えに1986年11月1日の改正より大月駅までの直通運転が増えている。高尾駅を越えて大月方面に直通運転する列車は、高尾駅 - 大月駅・河口湖駅間では末尾が「M」の列車番号となり、高尾駅以東の種別に関係なくすべて「普通」（中距離列車）である。冊子の時刻表でも「東京・高尾間快速」などと注記されている。ただし上り列車の場合、駅・車両では同区間でも高尾駅以東の種別（快速など）を掲示している。
|        | 上り（新宿・東京方面）   | 下り（立川・高尾方面）   |
| ------ | ------------------------ | ------------------------ |
| 早朝   | 快速・中央特快・青梅特快 | 快速・中央特快           |
| 朝     | 快速・通勤特快           | 快速                     |
| 昼     | 快速・中央特快・青梅特快 | 快速・中央特快・青梅特快 |
| 夕・夜 | 快速・中央特快・青梅特快 | 快速・通勤快速・中央特快 |
| 深夜   | 快速                     | 快速・中央特快           |

- 臨時列車や普通・特急等は上表の対象外。

### 特急
特急列車は、新宿と甲府・松本方面とを結ぶ「あずさ」と「かいじ」がおおむね30分間隔で運行され、一部は東京駅・千葉駅発着で運行される。定期列車はすべてE353系が使用される。また、「あずさ」「かいじ」の一部列車と併結される形で、新宿と富士山麓電気鉄道富士急行線河口湖駅までを結ぶ「富士回遊」が運行されている。なお、臨時列車の「あずさ」「かいじ」「富士回遊」にはE257系が充当されることもある。
また、かつて朝夜には、後述する通勤ライナーの「中央ライナー」「青梅ライナー」を発展解消した形で設定された「はちおうじ」「おうめ」が運行されていた。

### 通勤特快
1993年（平成5年）4月10日より、遠距離利用の速達化および遠距離・近距離利用客の分離を目的として、平日朝ラッシュ時の上り東京行のみ設定されている種別である。略さずに「通勤特別快速」とも表記される。種別カラーは赤。
青梅線青梅始発2本、大月・高尾始発各1本の計1日4本が運行されている。高尾駅 - 御茶ノ水駅間で通過運転を行う。この区間の途中停車駅は八王子駅・立川駅・国分寺駅・新宿駅・四ツ谷駅で、国分寺駅 - 新宿駅間では中央特快・青梅特快が停車する三鷹駅・中野駅を通過する、料金不要の列車では最も停車駅が少ない種別である。運行開始以来、停車駅の変更はない。大月駅 - 高尾駅間および青梅線内は各駅に停車する。
立川駅と国分寺駅で快速に接続するほか、三鷹駅・中野駅で快速を追い越す列車がある。
なお、「通勤特快」の種別が存在するのは当路線のみである。　
また、通勤特快には、東京寄りの1号車に女性専用車が設定されている。

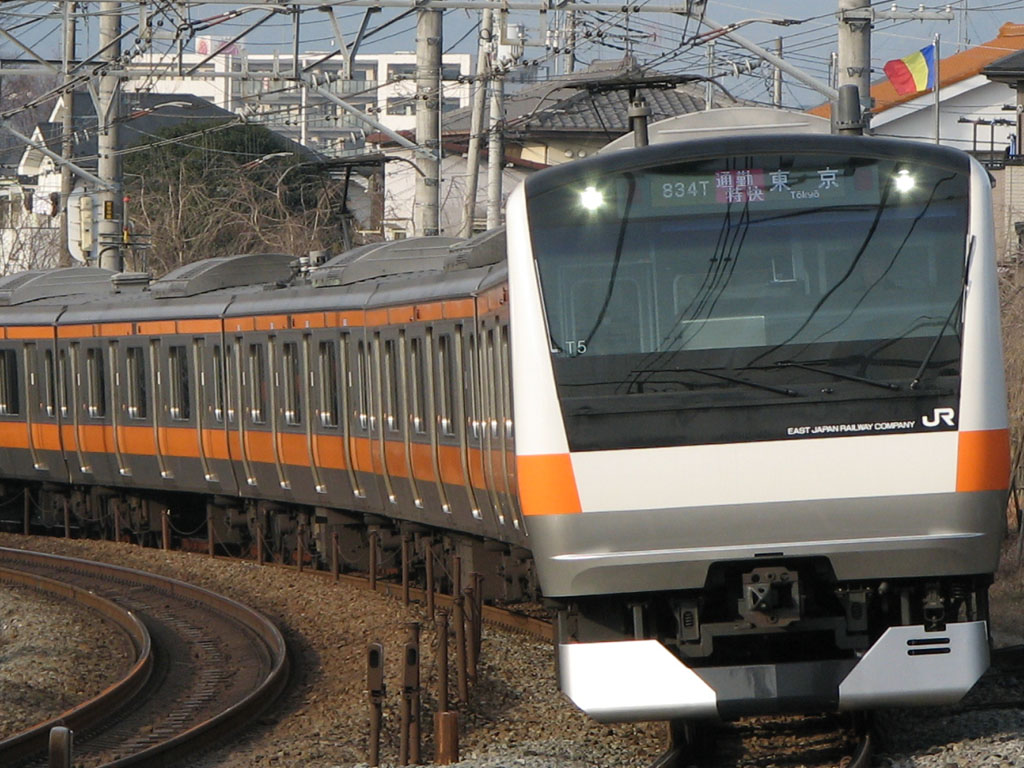
通勤特快
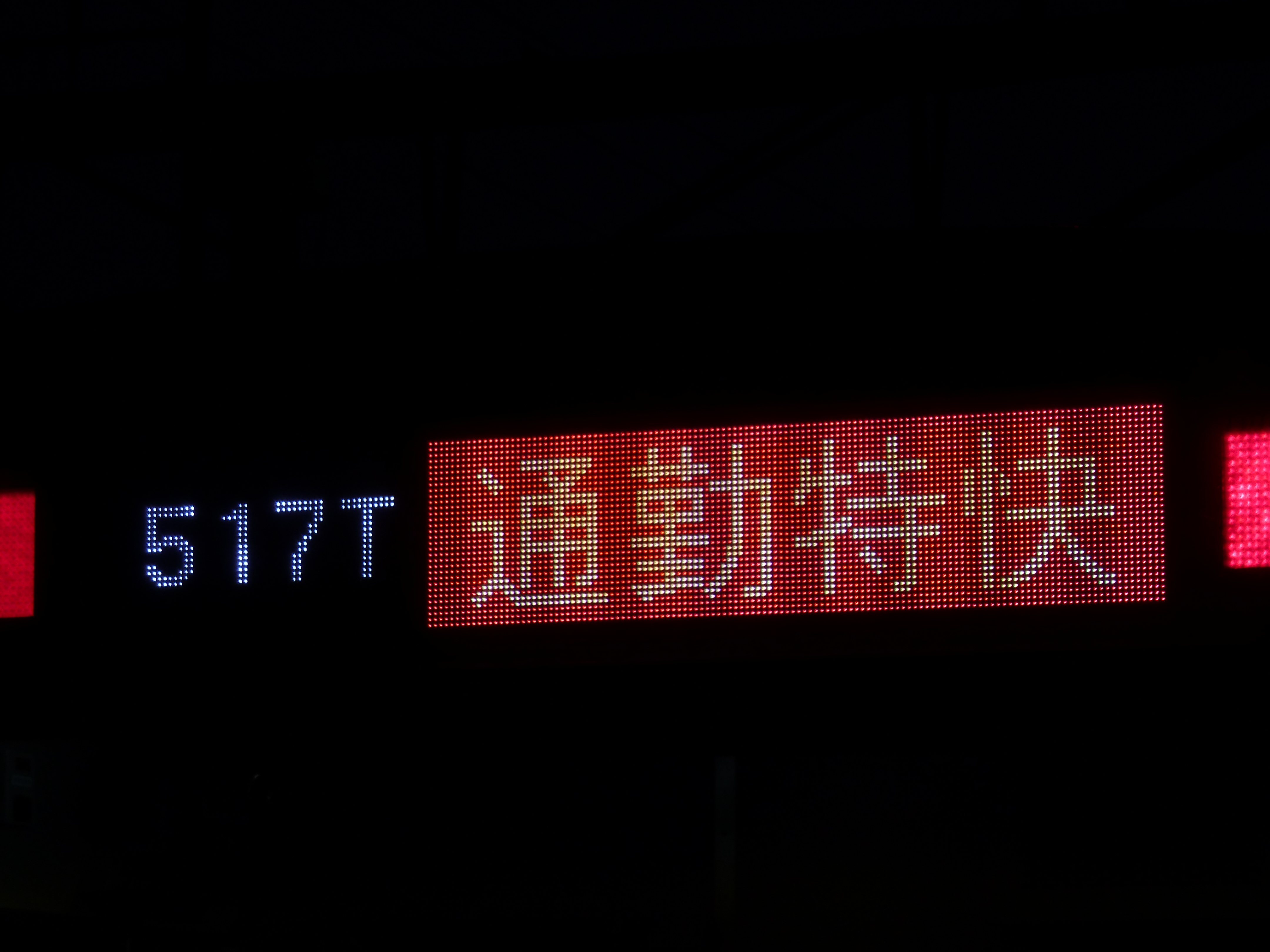
通勤特快LED表示

### 特別快速（中央特快・青梅特快）
競合する京王線特急（特急料金不要）への対抗を目的に、国鉄時代の中野駅 - 荻窪駅間複々線化翌年の1967年（昭和42年）7月3日に運行を開始した快速の上位種別である。中野駅 - 立川駅間でも通過運転を行う。現在は早朝から深夜にかけて運行されており、立川から八王子・高尾方面に運行されるものが中央特快、青梅線に直通するものが青梅特快と称される。中央特快の種別カラーは青、青梅特快の種別カラーは緑。平日の朝ラッシュの上下と夕方ラッシュの下りは運転されず、代わりに朝ラッシュ時の上りは通勤特快、夕方ラッシュの下りは通勤快速が運転されている。平日の朝ラッシュの下りは、特別快速や通勤快速などの上位種別の運行はなく、全て快速のみの運行となっている。
中央線は国鉄で最初に「特別快速」が設定された路線であり、当時は、東京駅・神田駅・御茶ノ水駅・四ツ谷駅・新宿駅・中野駅・三鷹駅と立川駅 - 高尾駅間の各駅に停車していた。当初は1時間に3本設定され、1970年（昭和45年）10月より1時間の本数が4本に増発されたが、特快通過駅利用客から不満が発せられ1985年（昭和60年）3月14日に1時間に3本に戻された。民営化された1987年（昭和62年）4月1日時点では、特別快速は日中のみ設定されていた。
1988年（昭和63年）12月1日に国分寺駅ホームが2面4線に拡張され、青梅線直通の特別快速として「青梅特快」が新設された。従来の特別快速は「中央特快」に呼称が変更され国分寺駅も停車するようになった。1993年（平成5年）4月10日のダイヤ改正からは青梅特快も国分寺駅に停車するようになり、中央特快・青梅特快の中央線内での停車駅は統一された。以降、平日・土休日ともに日中は1時間に4本前後（およそ15分間隔）運行され、おおむね中央特快3本と青梅特快1本の割合で運行されていた。2013年（平成25年）3月16日改正からは、日中1時間に平日5本・土休日6本（中央特快4本、青梅特快平日1本土休日2本）に増発された。
2017年3月4日の改正では、平日深夜に運転されていた中野駅を通過する新宿始発の下り中央特快が廃止され、週明け月曜日の6日から適用されたダイヤですべての中央特快が東京駅発着となり、下りの特別快速は全列車が中野駅停車に統一された。
2022年3月12日の改正で、平日日中下りのみ中央特快が毎時1本減便され、1時間当たり中央特快3本に青梅特快1本の合計4本の運転となる。
三鷹駅、国分寺駅、立川駅（一部のみ）または豊田駅（一部の上り列車のみ）で快速に接続する（早朝・深夜は例外もある）。多くは東京駅 - 新宿駅 - 高尾駅間の運転だが、一部列車は大月駅発着で、土休日は上下各2本が富士急行線河口湖駅発着で運転される。青梅特快は東京駅 - 青梅駅間で運転される。以前は土休日に五日市線武蔵五日市始発と八高線高麗川始発で運転し、拝島駅で連結する上り列車が1本設定されていたが、2022年（令和4年）3月12日のダイヤ改正で廃止となった。一部の中央特快（高尾以西に乗り入れるもの）は高尾駅・相模湖駅・四方津駅のいずれかで特急の通過待ちを行う。
2023年3月18日のダイヤ改正においては、後述のグリーン車導入に関連して、青梅線青梅駅 - 奥多摩駅間は4両編成ワンマン運転のみとなることから、青梅線への直通列車は青梅駅までに短縮したうえで、特に日中の時間帯の東京駅 - 青梅駅間の列車が、平日は上り18本・下り17本、休日はそれぞれ21本・19本増発される。

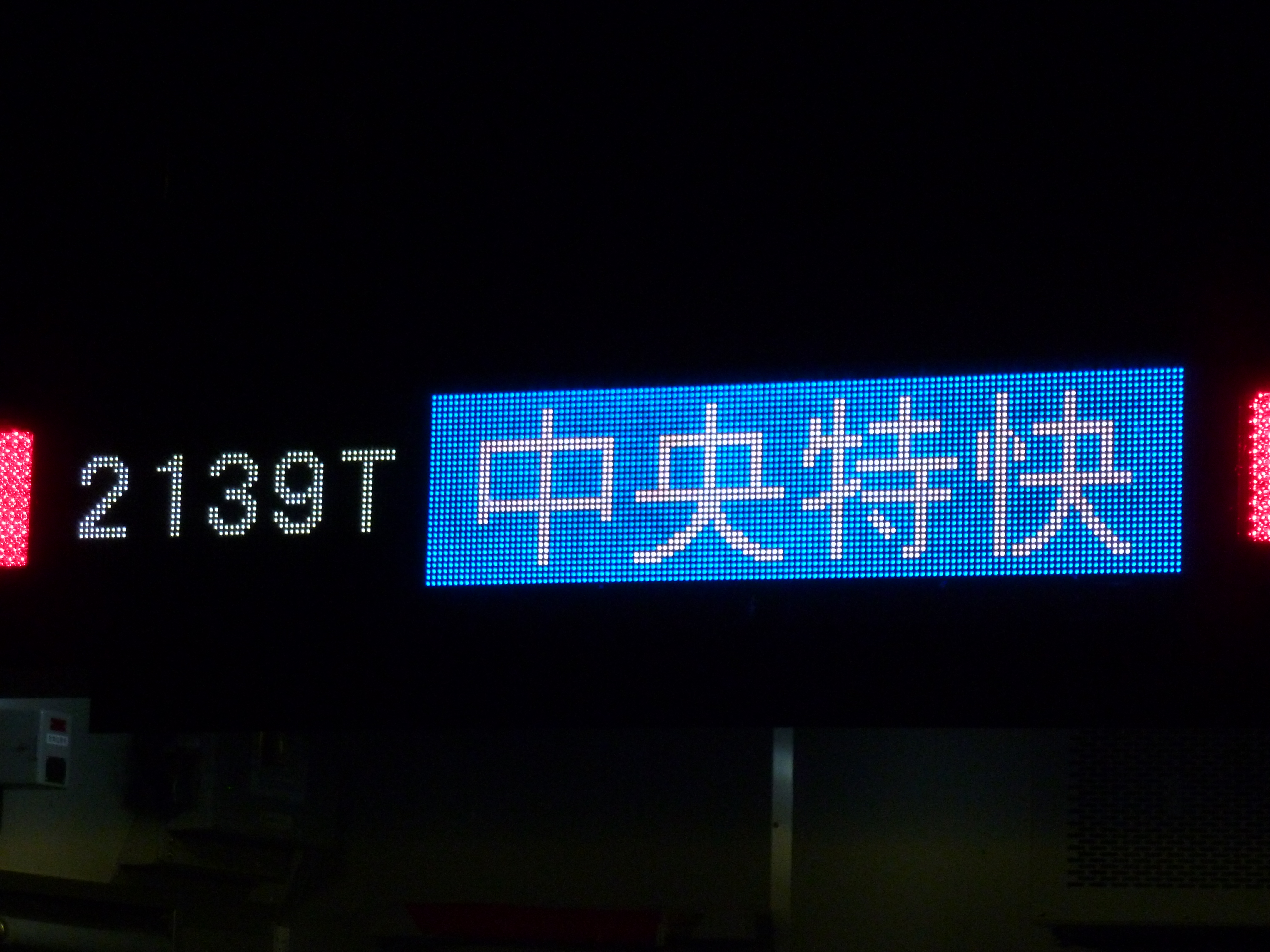
中央特快LED表示
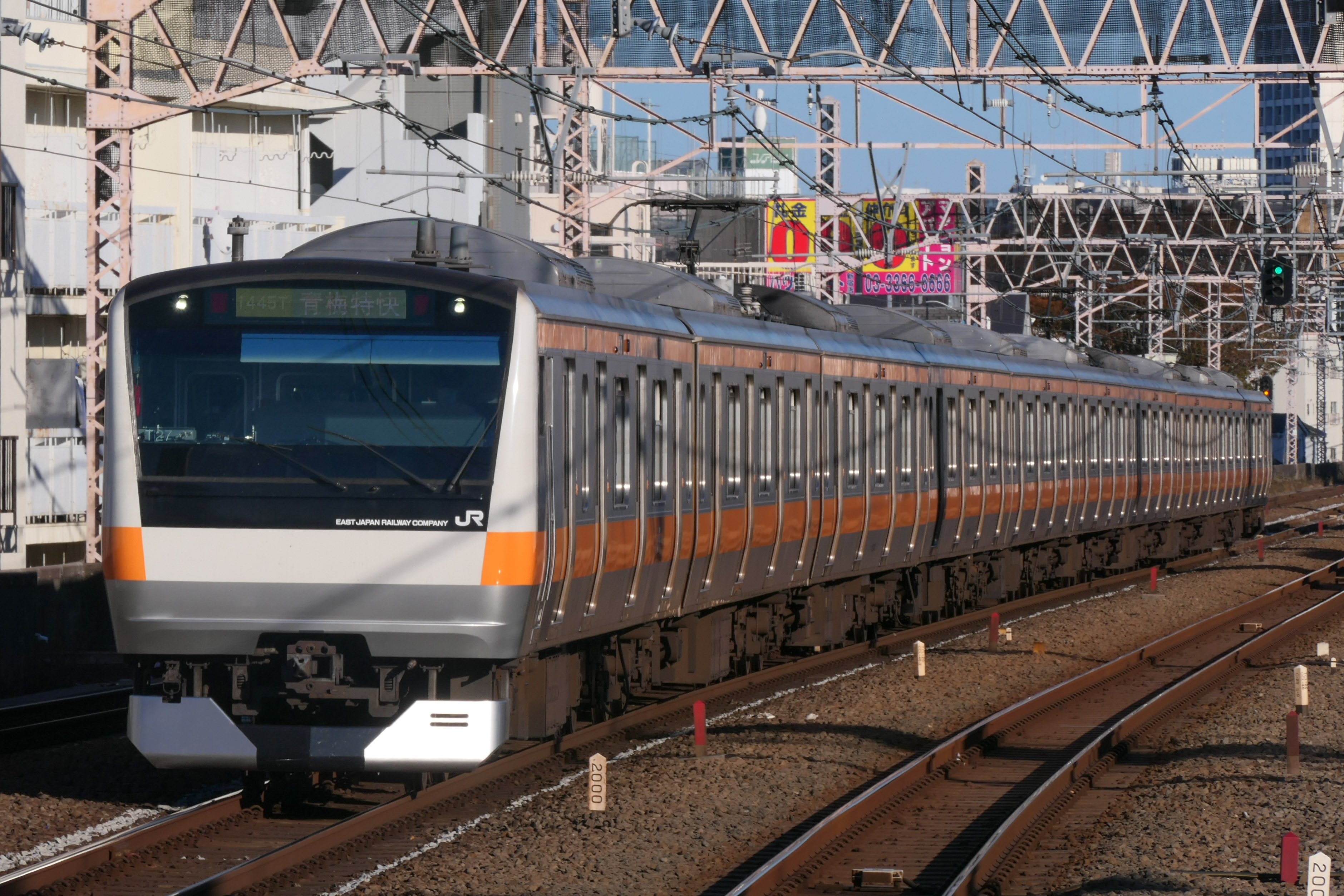
青梅特快
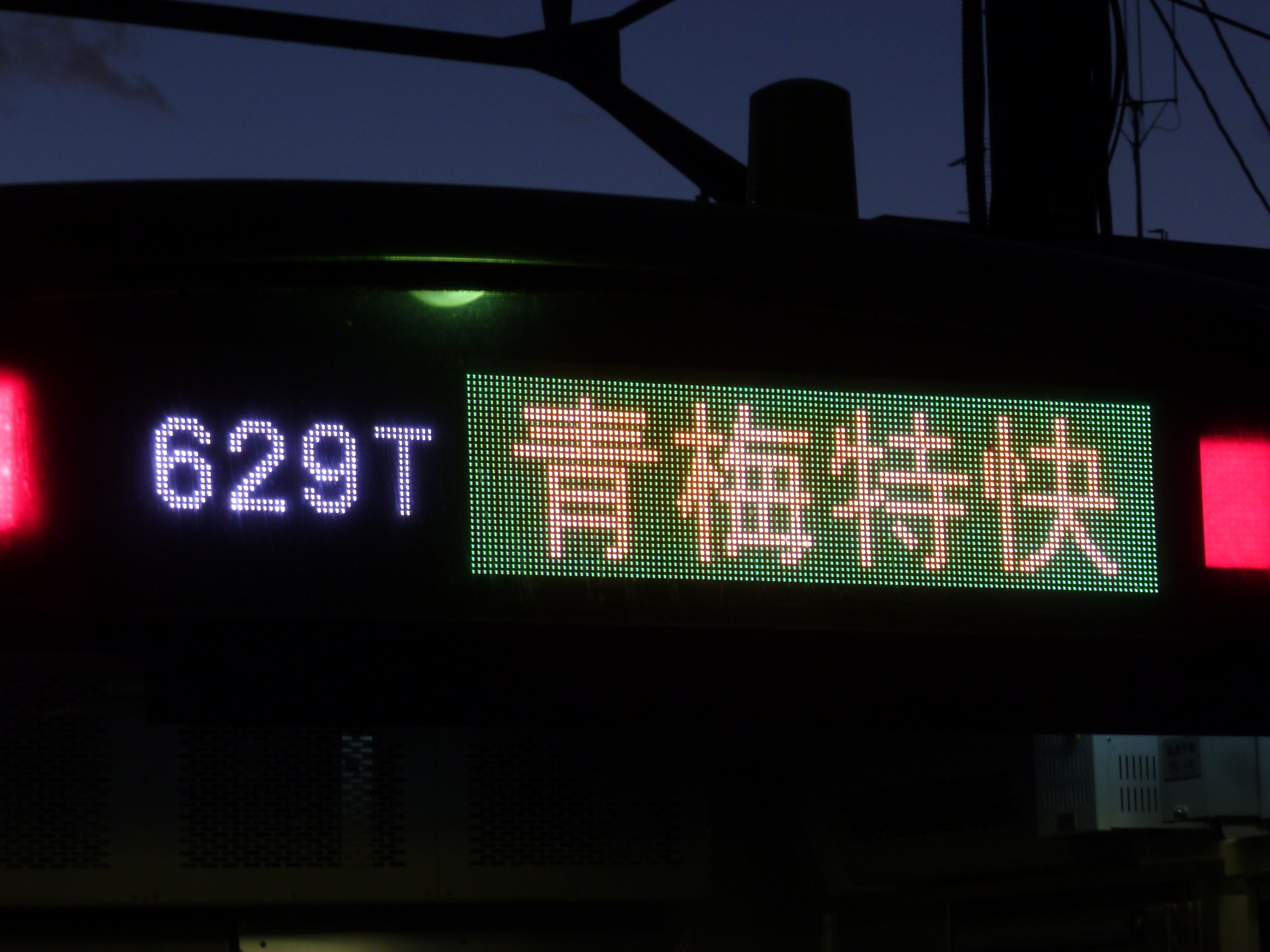
青梅特快LED表示

### 通勤快速
国鉄最終年度の1986年（昭和61年）11月1日改正から運行されている種別である。種別カラーは紫。平日の東京発17時台 - 21時台の下りのみで特別快速に代わって運行されている。
2019年3月16日時点では、東京発17時台から21時台までの速達種別として最大で1時間に4本が運行されている。中央特快・青梅特快との違いは、荻窪駅・吉祥寺駅にも停車する点である。また、通勤特快との違いは、西八王子駅、豊田駅、日野駅、三鷹駅、吉祥寺駅、荻窪駅、中野駅にも停車し、通勤特快が先述の通り上りのみの運行であるのに対し、通勤快速は下りのみの運行であることが挙げられる。
運行開始当時は東京始発6本・新宿始発3本が設定されていた。東京駅 - 三鷹駅間（通過運転区間）の途中停車駅は神田駅・御茶ノ水駅・四ツ谷駅・新宿駅・中野駅で、三鷹駅から終点の高尾駅までは各駅に停車した。新宿始発の列車は中野駅を通過していた。後に、三鷹駅 - 立川駅間は国分寺駅のみ停車となり、1988年（昭和63年）12月1日に荻窪駅・吉祥寺駅に停車するようになり、現在に至る。
三鷹駅・国分寺駅・立川駅で快速（各駅停車区間）と接続する。一部の通勤快速は豊田駅・高尾駅・相模湖駅・四方津駅のいずれかで特急の通過待ちを行う（ほとんどが大月行または河口湖行。高尾行のうち東京20:35発〈新宿20:50発〉のみ新宿21:00発特急「あずさ55号」を豊田駅で通過待ちする）。
現行ダイヤでは高尾行きが中心に運転されるが、そのほか大月行、青梅行、富士急行線河口湖行（後ろ6両大月止まり）が設定されている。

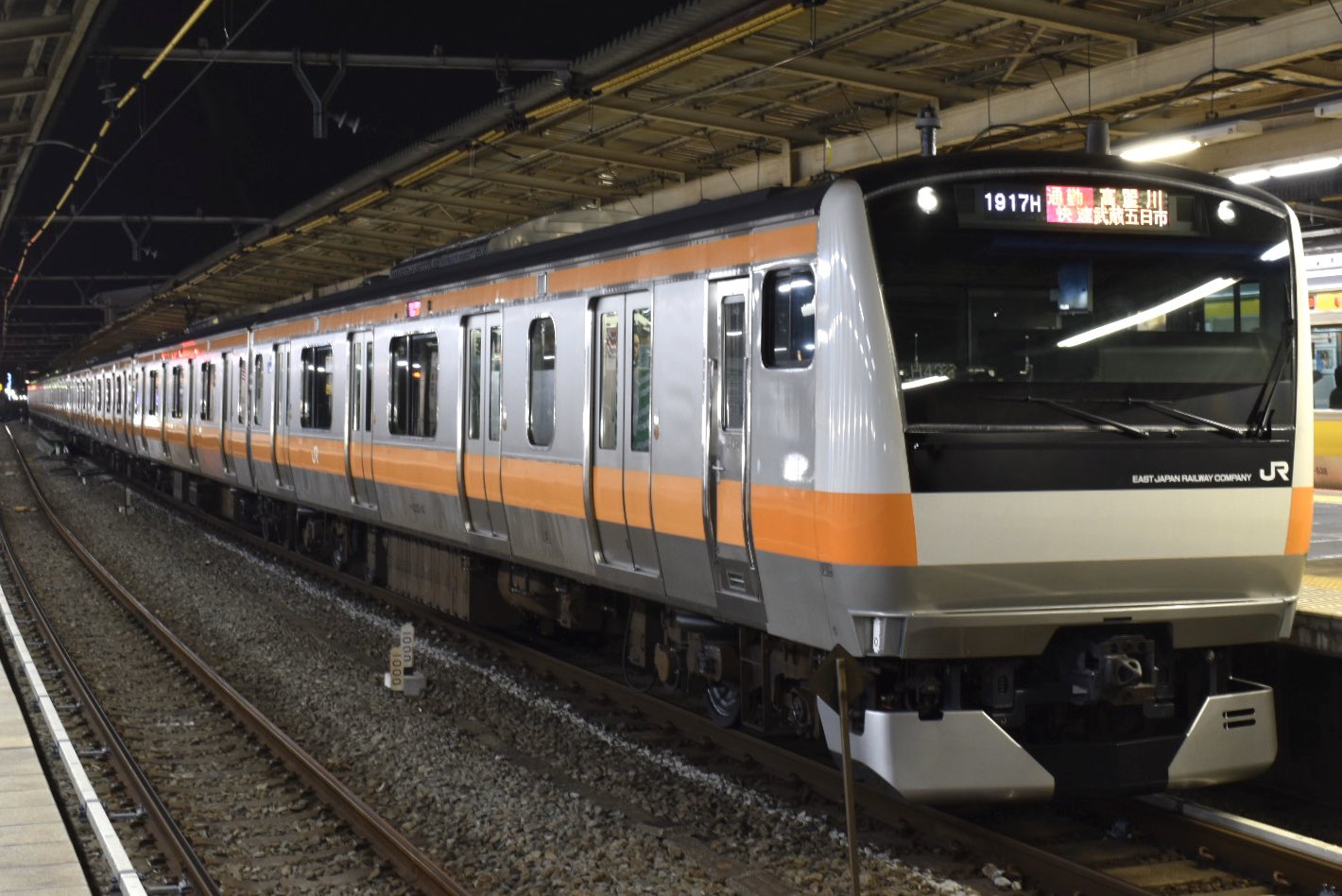
通勤快速
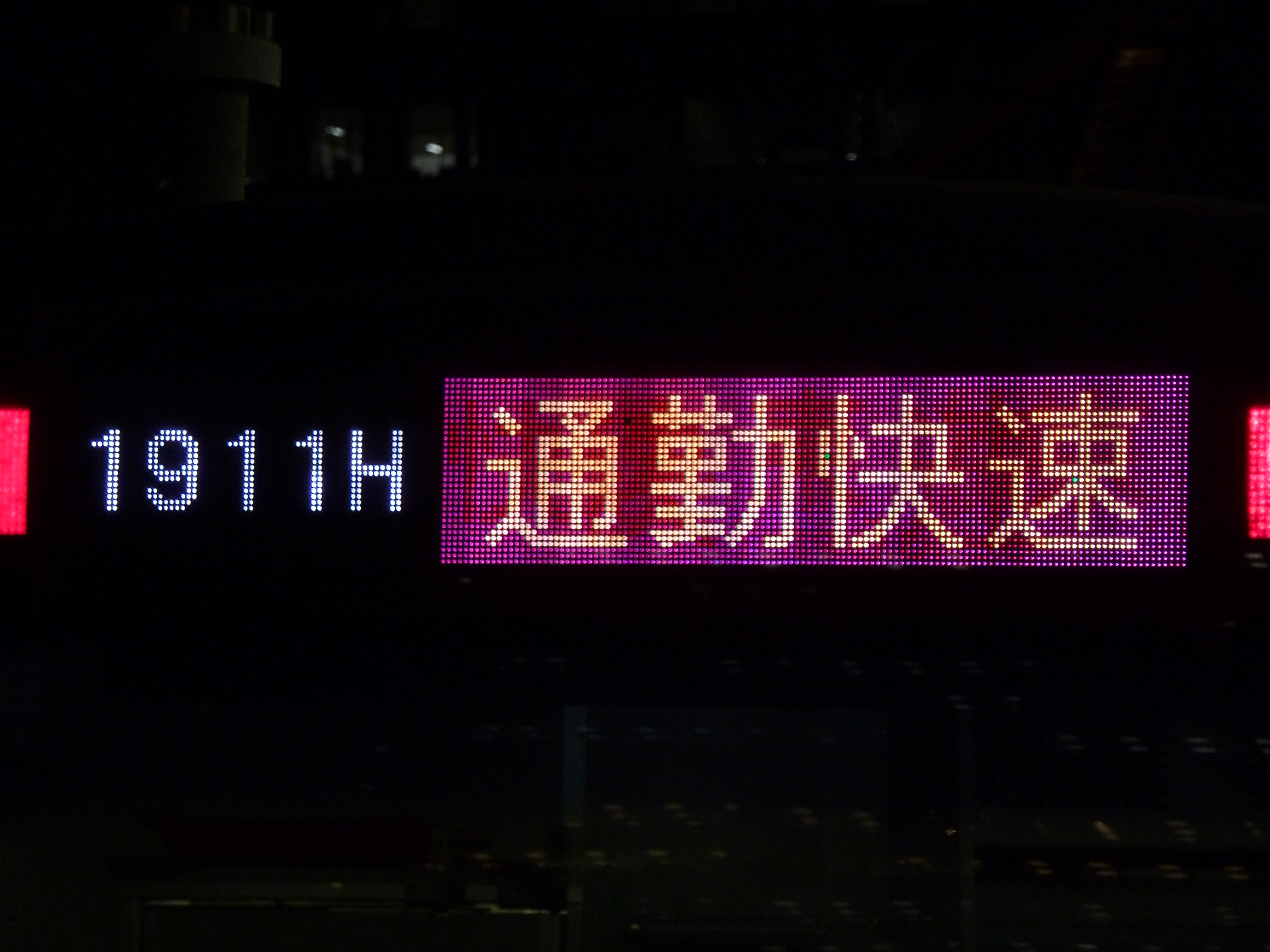
通勤快速LED表示

### 快速
中央快速線で最も多く運行されている基本種別である。複々線区間である御茶ノ水駅 - 中野駅（土休日は吉祥寺駅）間で通過運転を行う（E233系に限り、平日は中野以西、土休日は吉祥寺以西で種別表示を取りやめ、当該区間のホームでは「各駅停車」として案内される）。1933年（昭和8年）9月15日に「急行」の名称で運行を開始し、1961年（昭和36年）3月20日に現在の「快速」に改称された。種別カラーはオレンジ。
運行開始当時は、東京駅・神田駅・万世橋駅（のちに休止）・御茶ノ水駅・四ツ谷駅・新宿駅と中野駅から先の各駅に停車し、平日ラッシュ時のみ運行されていた。その後1959年（昭和34年）11月から平日の日中、1966年（昭和41年）4月から休日の運行が開始されている。中野駅 - 三鷹駅間の複々線化後も平日は中野駅から先は各駅に停車し、土休日に限り高円寺駅・阿佐ケ谷駅・西荻窪駅が通過となった（経緯は後述）。1987年（昭和62年）4月1日時点で、東京発の快速は夜間（22時以降）はほとんどが武蔵小金井行きか立川方面・豊田行きのどちらかで、八王子駅・高尾駅まで行くのは少ない本数の各駅停車や通勤快速のみであった。2008年（平成20年）3月15日にダイヤが均等化されてからは10本程度運行され、2013年（平成25年）3月16日改正では特別快速が増発された代わりに日中時間帯は東京駅 - 新宿駅 - 立川駅間で1時間に9本（土曜・休日は8本）程度の運行となった。2017年（平成29年）3月6日から適用のダイヤでは、東京発22時台終わり（新宿発は23時過ぎ）に快速が増発され、23・0時台に新宿始発の列車（大久保駅・東中野駅のみ通過）が設定された。2020年（令和2年）3月14日改正で、東京駅発着の各駅停車に代わり設定が早朝から深夜までの終日となり、平日深夜の新宿駅発着列車が廃止された。
運行区間は主に東京駅 - 新宿駅 - 立川駅・豊田駅・八王子駅・高尾駅・青梅線青梅駅間であり、ほかに大月駅発着も設定されている。朝夕は武蔵小金井駅・国分寺駅・富士急行線河口湖駅・青梅線河辺駅発着の列車も設定されている。上りはほとんどが東京行だが、深夜に三鷹・武蔵小金井行、土曜・休日朝に新宿行の列車（折り返し新宿発のホリデー快速おくたまの送り込みを兼ね、新宿駅では多くが下り線用11番線に到着、一部は7番線到着）も設定されている。下りもほとんどが東京発で、早朝や朝夕の出庫列車に三鷹・武蔵小金井・立川・豊田発がわずかにある程度である。
三鷹駅以西のみを運転する列車は、通過駅はないが種別は快速となる。当該列車はE233系電車では全区間で種別が表示されない。
中央特快・青梅特快・通勤快速とは三鷹駅・国分寺駅・立川駅・豊田駅で、通勤特快とは国分寺駅・立川駅で、特急とは新宿駅・三鷹駅・立川駅・八王子駅でそれぞれ接続する。それ以外に、中野駅・東小金井駅・武蔵小金井駅・国立駅・豊田駅・高尾駅・相模湖駅・四方津駅で中央特快・通勤特快・特急の通過待ちを行う場合もある。

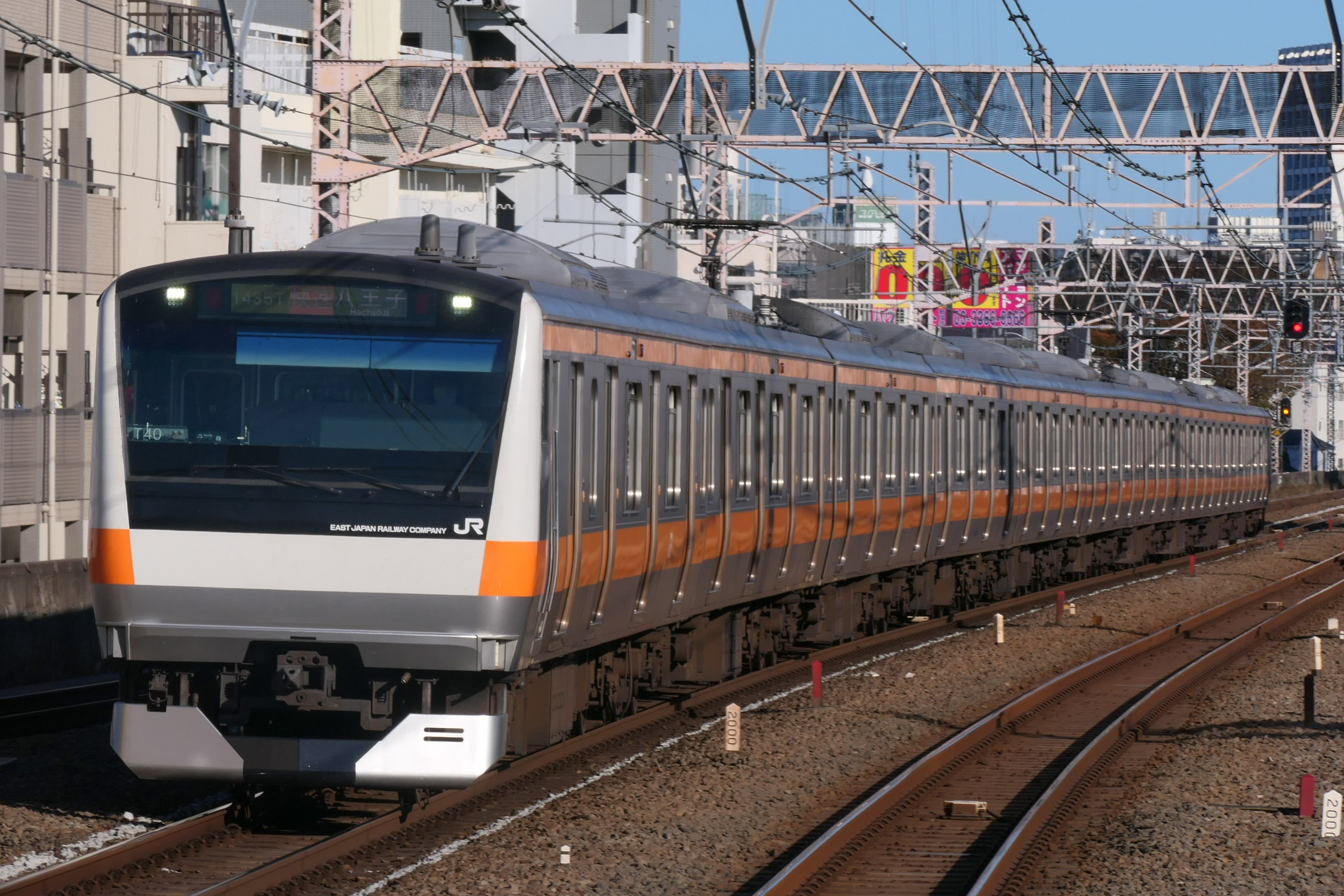
快速
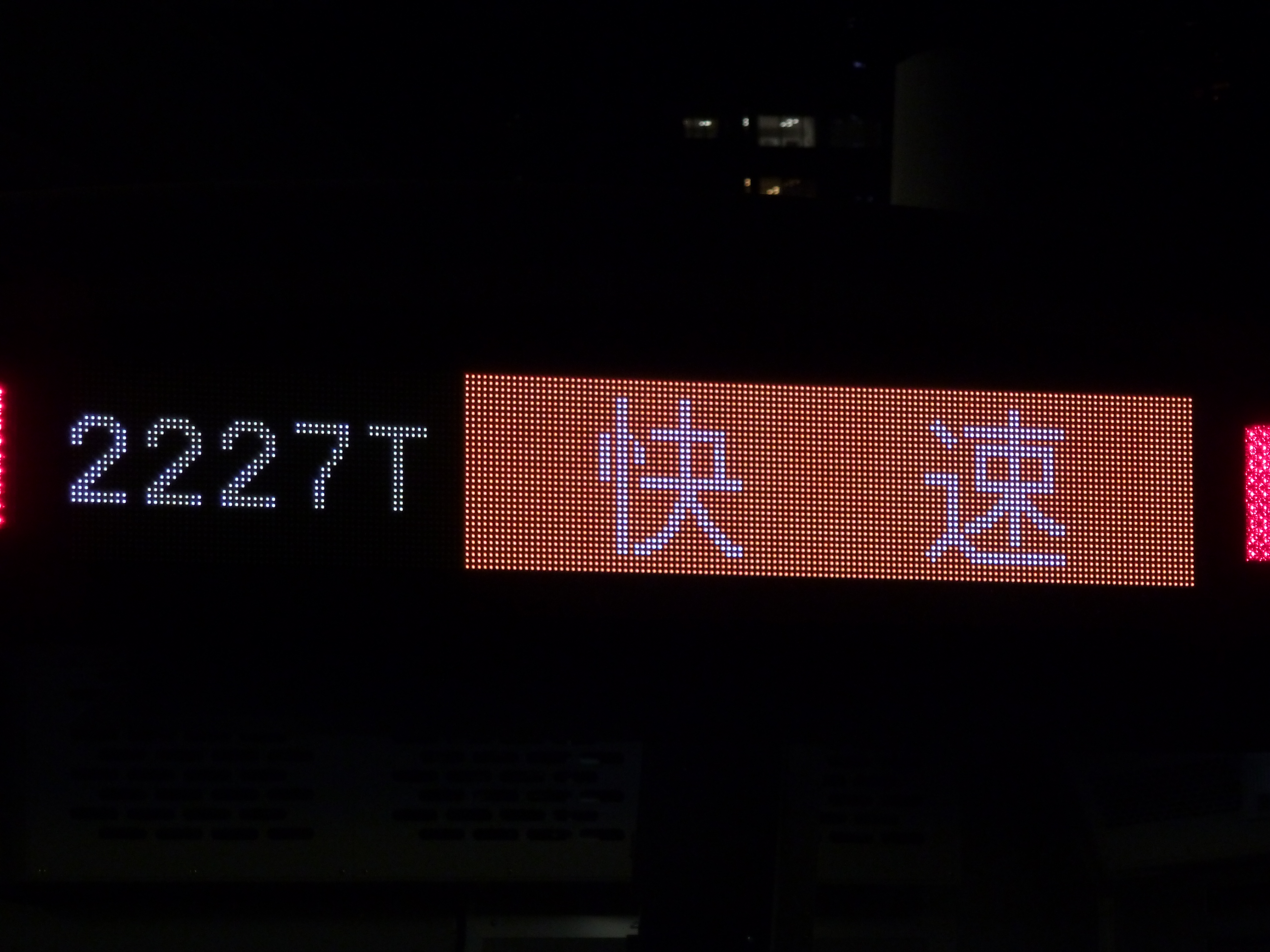
快速LED表示

### 普通（中距離列車）
立川駅 - 高尾駅間には、中央本線大月・甲府方面の中距離列車である3ドアの普通列車も運行されている。高尾駅での列車番号・種別の変更はなく、立川駅 - 高尾駅間も「普通」のまま運転する。立川駅・豊田駅・八王子駅・高尾駅発着で、ほぼ半数以上が高尾駅での折り返し運転となっており、日中は高尾駅で中央特快との相互接続が行われている。時間帯によっては、途中駅発着の快速と高尾駅との接続列車にもなっている（例：快速豊田行下り列車から、立川始発の列車に接続など）。
1933年（昭和8年）7月15日以前は東京駅へも乗り入れており、1911年（明治44年）5月1日の全線開通時からしばらくは中央本線全区間を結ぶ列車も存在した。戦後「三多摩」周辺市街地の拡大や人口急増により、東京駅・高尾間の快速は101系・103系・201系といった最新鋭の4ドア通勤形電車が次々投入され、特別快速、通勤快速の設定により、近距離需要を重視した運行形態がとられ、3ドア・ボックス席の115系電車を用いる普通は新宿駅 - 立川駅間では過密状態になり、新宿駅発着列車が減少した（中央本線の定期客車列車が全廃された1970年代後半になると2時間に1本の割合にまで減少した）。同じく中電と通勤電車が混在する常磐線では、通勤電車まで15両編成化して需要増大に応えたが、中央線ではこのような措置は取られず、代わりに10両編成の快速を日中でも数分間隔で運転するという方針を採り、最大12両編成の中電が停車できるのは新宿駅 - 立川駅間で三鷹駅だけであった。このため、甲府駅・松本駅方面へは立川駅・高尾駅発着の短編成の列車が多くなった。なお、1984年（昭和59年）2月1日のダイヤ改正の時点で新宿発着は下り9本、上り7本（うち下り・上り1本ずつは夜行）となっていた。1985年3月14日のダイヤ改正で、新宿駅を日中に発着する列車がなくなり、朝と夕方以降の発着のみとなった。
新宿駅始発の普通列車は、立川駅・八王子駅と高尾駅以西の各駅に停車していたが、1986年（昭和61年）11月1日から三鷹駅にも（その後さらに西八王子駅も）停車を開始した。しかし、1993年（平成5年）12月1日に新宿駅発着が廃止され（当該列車は東京駅 - 大月駅間の運行に見直したうえで、停車駅追加で中央特快に編入）、普通列車は都心に入らず、立川駅・高尾駅発着のみとなり、1996年（平成8年）12月1日に日野駅・豊田駅にも停車するようになってからは通過駅がなくなった。

### 「むさしの号」
|          | 大宮行     | 大宮行 | 大宮行   | 大宮発 |
| 八王子発 | 府中本町発 | 計     | 八王子行 |        |
| -------- | ---------- | ------ | -------- | ------ |
| 朝       | 1 / 2      | 2 / 1  | 3 / 3    | 1 / 1  |
| 夕-夜    | 1 / 1      | 0 / 0  | 1 / 1    | 2 / 2  |
| 計       | 2 / 3      | 2 / 1  | 4 / 4    | 3 / 3  |

国立駅以西では、武蔵野線を経由して中央線沿線と東北本線大宮駅とを結ぶ「むさしの号」が運行されている。この列車は元来臨時快速列車であったが、2010年12月4日より定期列車化したことに伴い、同日付で列車種別が普通列車に変更された。車両は武蔵野線の209系・E231系が使用されている。当初は中央線内では通勤特快と同じ停車駅（立川駅・八王子駅）であり、国立駅・日野駅・豊田駅の3駅は通過となっていた。八王子行は一部列車が立川駅で快速立川止まり・青梅行・武蔵五日市行からの接続を受け、大宮行は立川駅で豊田発・青梅発の快速または青梅特快に接続する。
2014年3月ダイヤ改正で通過駅となっていた3駅はすべて停車となり、従来から各駅停車区間となっていた大宮駅 - 武蔵野線新小平駅間と合わせて、全区間各駅停車に変更された。なお、配線の事情で、武蔵野線の西浦和駅には運行当時より停車していない。

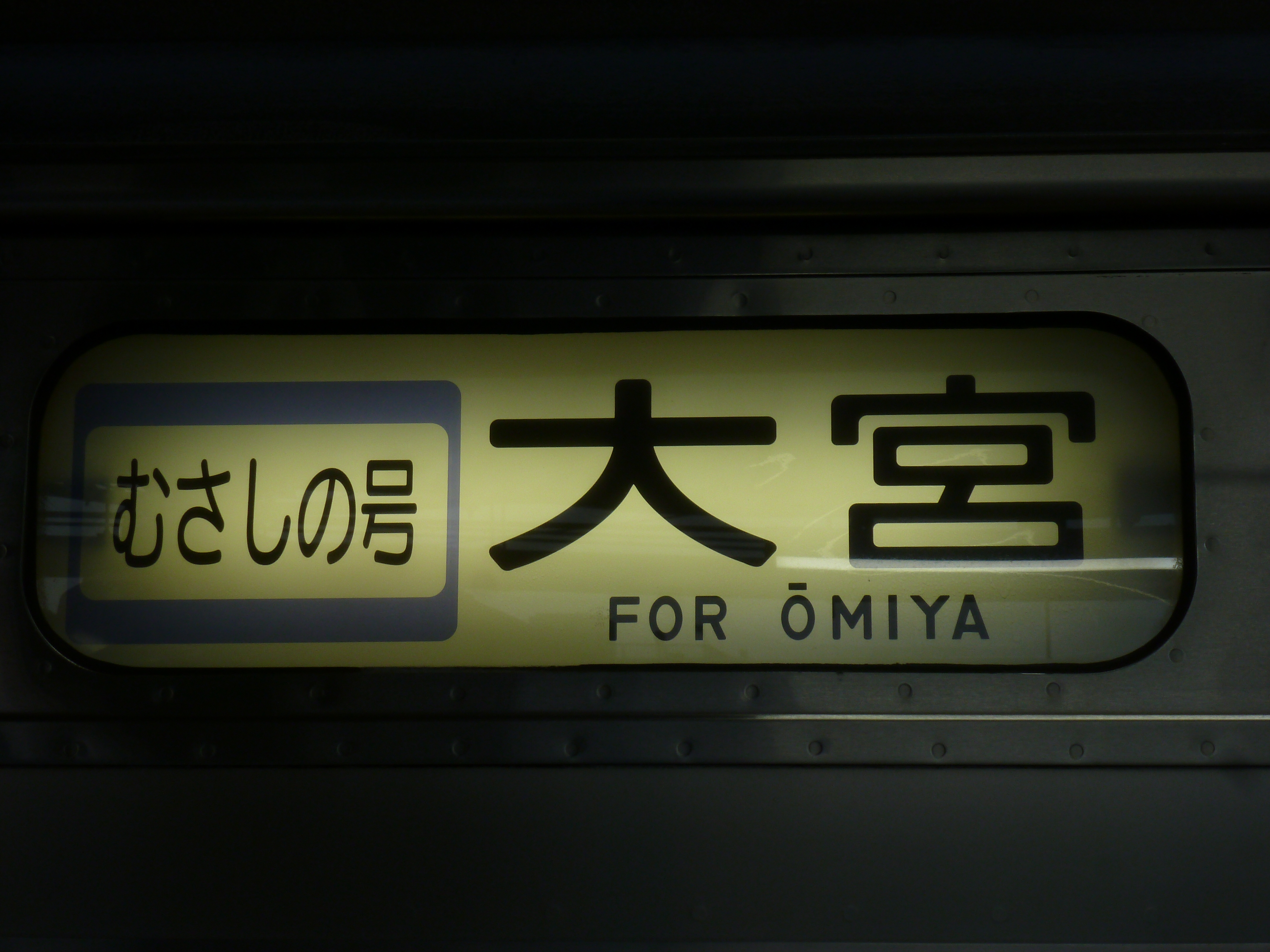
むさしの号幕表示
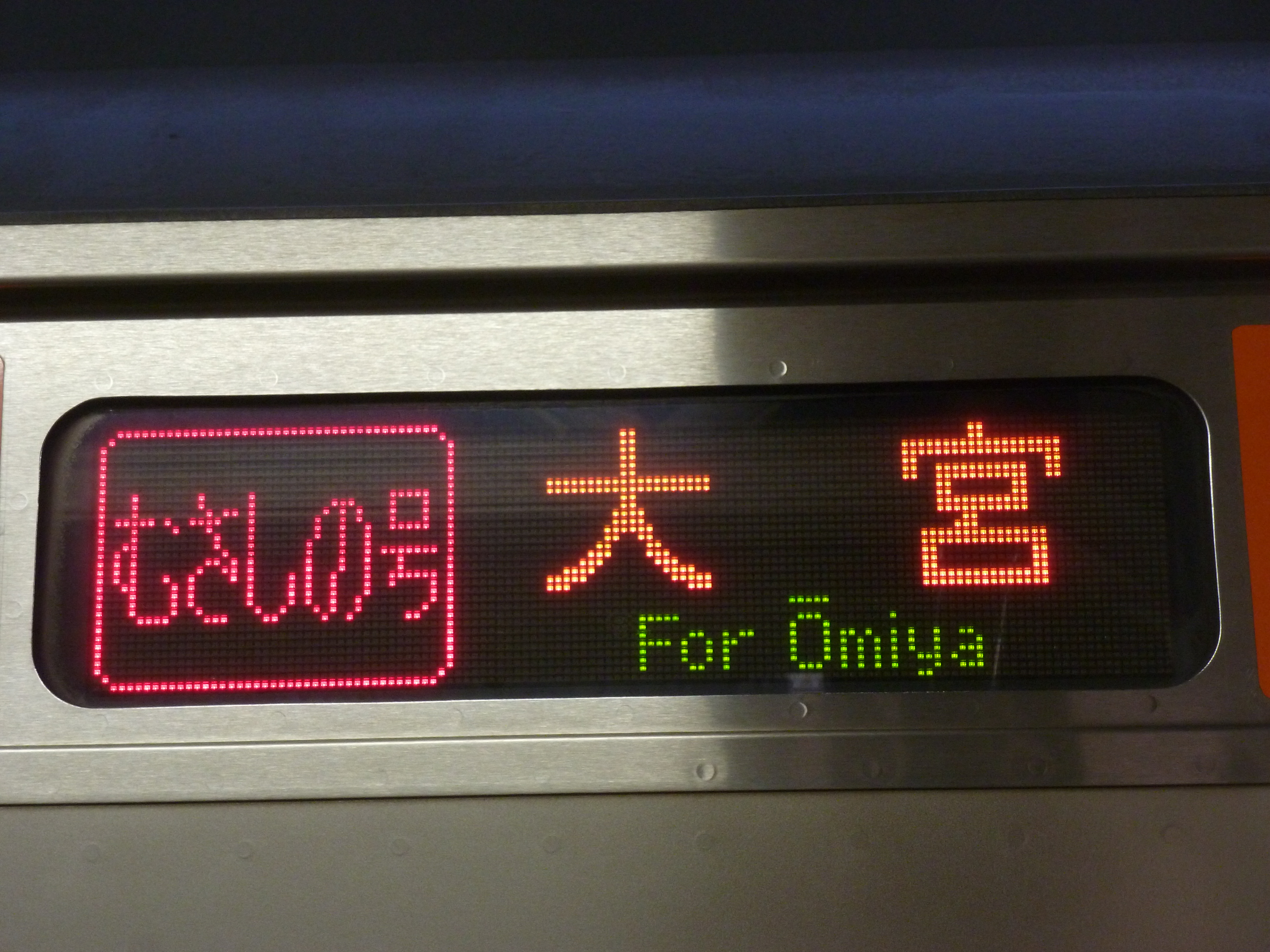
むさしの号LED表示

### ホリデー快速
土曜・休日には行楽客などを対象にホリデー快速が運行される。
このうち定期列車の青梅線直通「ホリデー快速おくたま」は特別快速（電車）のグループに含まれるが、青梅線内でも通過運転を行う。基本的に青梅線方面が新宿始発で、東京方面が東京行きである。

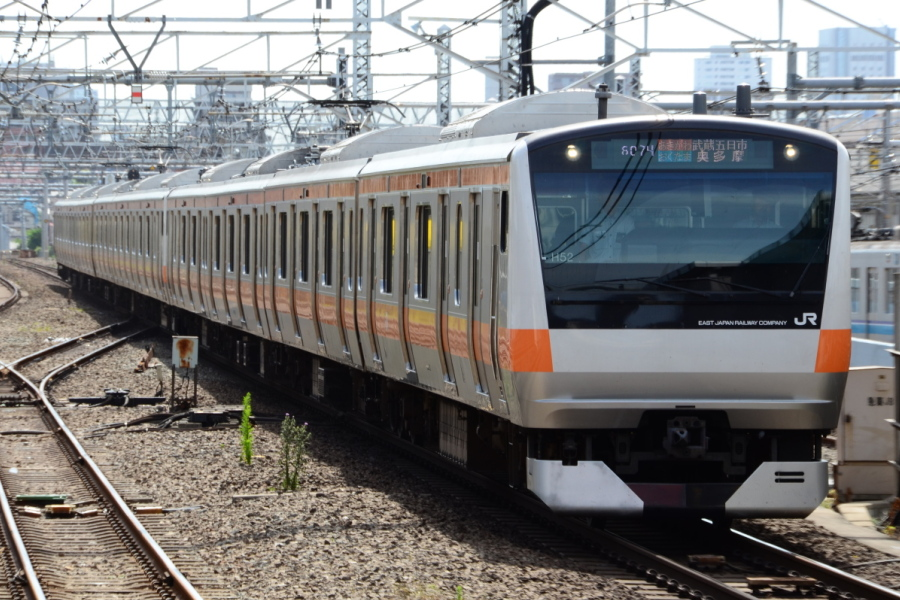
ホリデー快速「おくたま」「あきがわ」
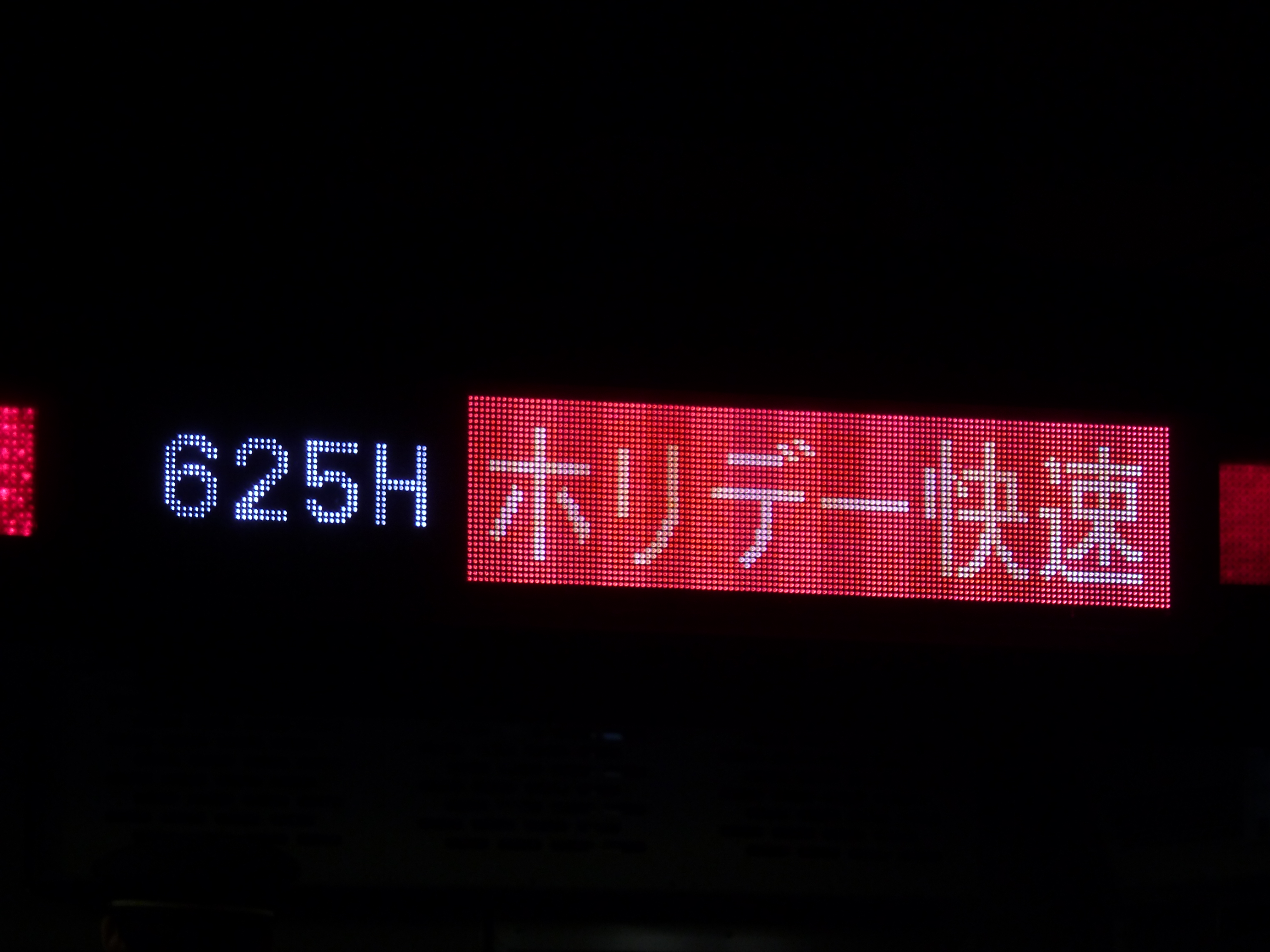
ホリデー快速のLED表示
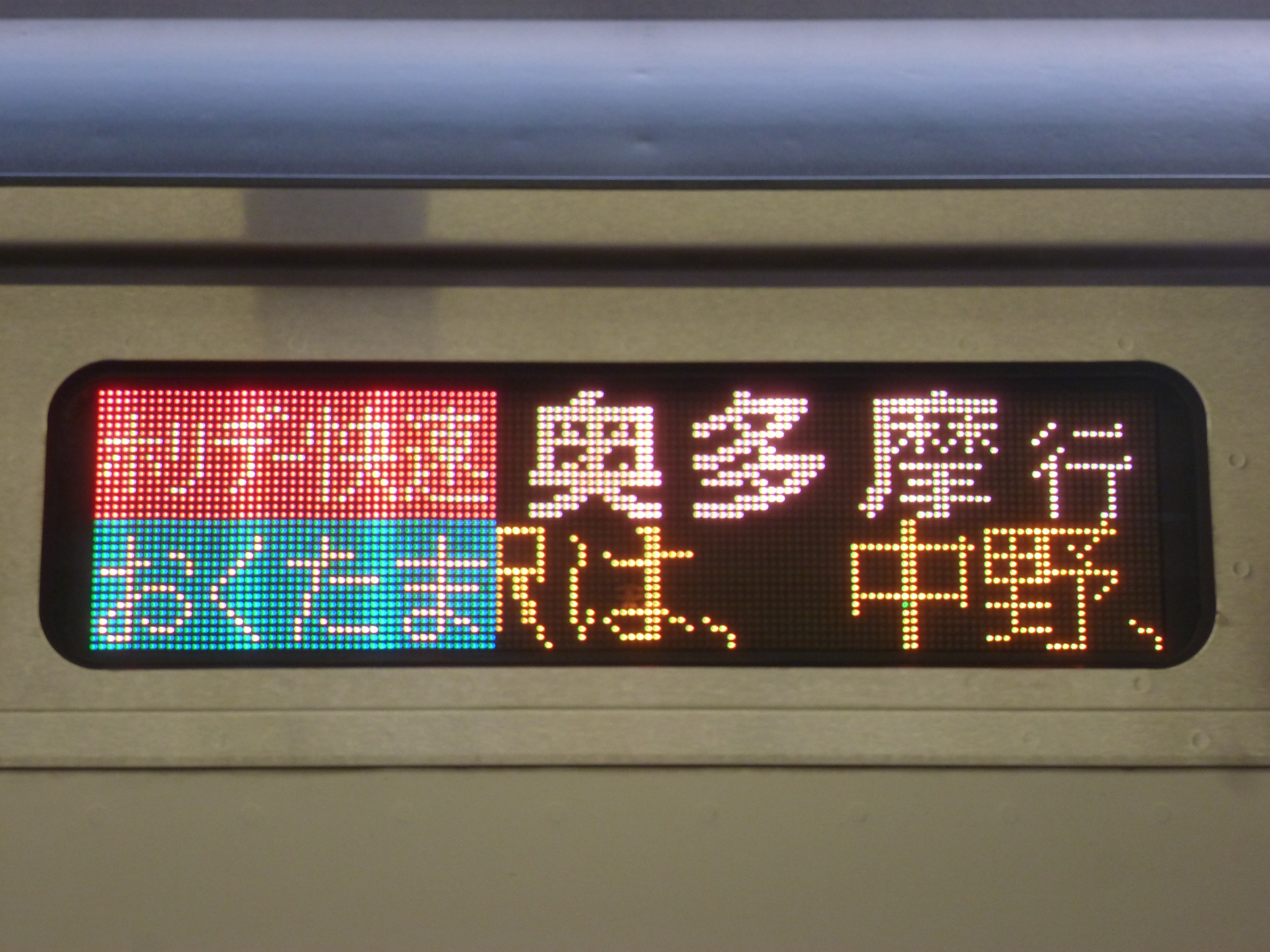
おくたま号LED表示

### 過去に運行されていた列車

#### 特急成田エクスプレス
2024年3月15日までは、成田国際空港へのアクセス特急「成田エクスプレス」も八王子発着で2往復運行されていた。

#### 特急スーパーあずさ
2019年3月15日までは、新宿と松本方面を結ぶ特急「スーパーあずさ」も運転されていた。車両は、特急用のE351系およびE353系が使用され、2018年3月のダイヤ改正でE353系に統一されていた。その後、「あずさ」と「かいじ」の定期列車もE257系からE353系に置き換えられ、2019年3月のダイヤ改正で定期列車のみE353系に統一された。それに伴い、「スーパーあずさ」と「あずさ」の定期列車がどちらも同じ車両（E353系）になり、同改正をもって「スーパーあずさ」の列車名を廃止し、「あずさ」に統一された。

#### ホリデー快速あきがわ
2023年3月12日までは中央線から五日市線に直通する「ホリデー快速あきがわ」が東京駅・新宿駅 - 武蔵五日市駅間で運転されていた。東京駅・新宿駅 - 拝島駅間では「ホリデー快速おくたま」と併結して運転され、五日市線内は各駅に停車していた。

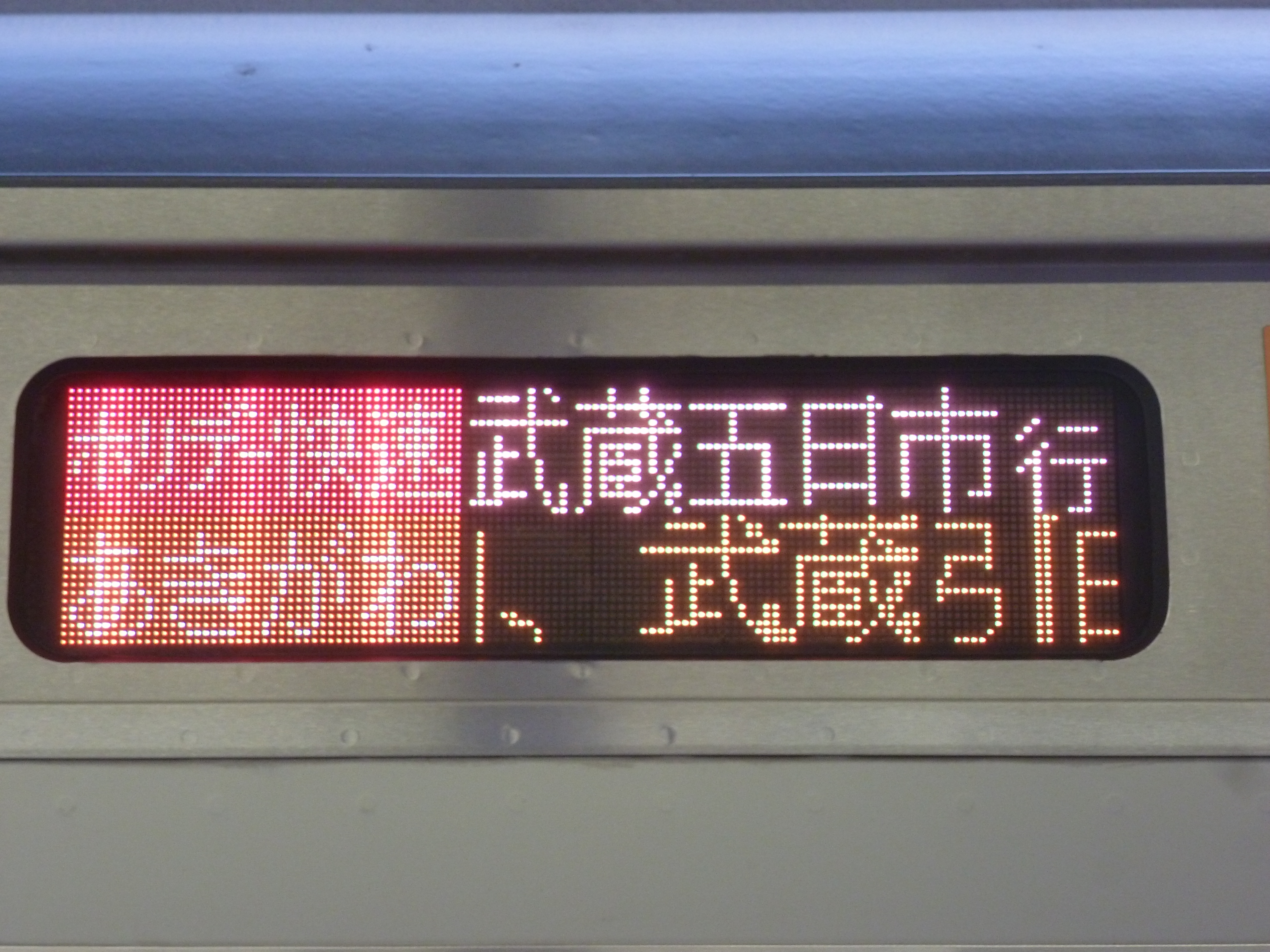
あきがわ号LED表示

#### ホリデー快速ビューやまなし
新宿駅から中央本線甲府・小淵沢方面へ直通運転していたホリデー快速。列車種別が「快速」（列車）であるものの、特別快速より停車駅が少なく設定されていた（新宿駅・三鷹駅・立川駅・八王子駅・高尾駅のみに停車し、中野駅・国分寺駅・日野駅・豊田駅・西八王子駅ほか高尾駅以西の一部駅は通過）。これは、かつて存在した新宿駅発着の普通（前述）の上位種別として設定された列車であることによる。
2020年11月29日の運行を最後に設定が無くなり、2021年春以降の臨時列車のプレスリリースにも記載されていなかった。

#### ホームライナー
東京駅・新宿駅 - 高尾駅（一部八王子駅発着）・青梅線青梅駅間で、1991年（平成3年）3月16日の改正から2019年3月16日の改正まで、座席定員制のホームライナーが運行されていた。運行当初は「おはようライナー高尾」「ホームライナー高尾」・「おはようライナー青梅」・「ホームライナー青梅」の列車名で運行され、2001年（平成13年）12月1日の改正からは、座席指定制に変更し「中央ライナー」・「青梅ライナー」として運行されていた。
車両は、特急用のE257系およびE351系が使用され、2018年3月のダイヤ改正でE257系に統一されていた。下りライナーは東京駅・新宿駅で乗車客扱いのみを、ほかの駅では降車客扱いのみを行っていた。上りライナーはその逆である。グリーン車の扱いは、首都圏の他路線のホームライナーとは違い指定席扱いとなる。
2019年3月16日に行われたダイヤ改正によって、「中央ライナー」と「青梅ライナー」はそれぞれ特急に変更され「はちおうじ」「おうめ」となり、運行を終了した。

#### 各駅停車（東京発着）
2020年（令和2年）3月13日までは東京駅発着の各駅停車が設定され、快速用の車両で運転されていた。基本的に急行線と併設された緩行線を使用し、すべての駅に停車した。
1933年（昭和8年）の急行電車の運行開始当時、急行運行時間帯の東京駅発着の中央線電車は半数が緩行線で運行されていたが、1941年 - 1942年ごろに中央線の運行本数が増発されたことにより御茶ノ水駅での急行線・緩行線の振り分けが困難となり、ラッシュ時の東京駅発着電車はすべて急行となった。その後も前述のとおり、平日日中は1959年（昭和34年）まで、休日は1966年（昭和41年）まで急行（快速）が運行されておらず、緩行線経由の各駅停車が東京駅に乗り入れていた（総武線電車は御茶ノ水駅折り返し）。
2020年3月13日まで運転されていた東京駅発着の各駅停車は早朝・深夜のみの運転となっていた。1987年（昭和62年）4月1日時点では東京発で朝4時半から6時半までと夜の22時15分ごろから0時半過ぎの最終まで設定があった。廃止時点では東京発で朝4時半から5時台までと夜の22時55分ごろから0時半過ぎの最終までの運行となっていた。運行時間帯は土曜・休日ダイヤでは朝・夜とも平日ダイヤより40分程度長かった。種別カラーは黄色であったが、下り列車はE233系電車では三鷹駅以西で種別表示を取りやめていた。かつて同線に走っていた201系電車もE233系電車と同様に種別表示（各駅停車表示）を出したまま運転されており、201系電車は、三鷹駅以西も種別表示を出したまま走行していた。
毎日早朝と土曜・休日の深夜上りは、ほぼ各駅停車のみの運行（ただし、早朝の上りは総武線直通電車も混在する）であったが、平日深夜の上下と土曜・休日深夜の下りは、終電の少し前の時間帯まで特快・快速と各駅停車が混ざって走行する状態となっていた。深夜の下りは、山手線などとの接続の観点から、新宿駅で数分程度停車する電車があった。特に、新宿発1時過ぎの三鷹行き終電は、京浜東北線品川発1時過ぎの蒲田行き終電と並び、他会社の列車も含め山手線の駅を最後に出発する放射路線の列車であった。上下線初電（各1本）と上り終電（2本）は中野駅発着である。土曜・休日の夜間には大月始発の東京行直通列車も存在した。2013年3月18日から2018年3月16日までは平日にも設定されていた。
この運行と前後して、早朝の上りと夜間の下りに武蔵小金井駅・立川駅発着および国分寺発の総武線直通電車があり、それらは緩行線用の車両が運用されていた。緩行線用の車両で運行される場合は、三鷹駅 - 立川駅間においても「中央・総武線（各駅停車）」のLED表記・車内自動放送が行われた。
このほか、新宿駅跨線橋架け替え工事が行われる場合など、急行線が使用停止になる際には、快速電車の運行が中止され、終日東京駅発着の各駅停車が運行されたことがあった。この場合、総武線直通電車と交互に運行された（総武線直通と中央線の本数は通常より減り、東西線との直通運転は中止となる）。また、大晦日から元旦にかけての終夜運転では、基本的に中野駅発着の総武線直通電車と高尾方面発着の中央線車両による各駅停車が交互に運転されていた。
2020年3月14日のダイヤ改正により、将来的なホームドアの設置工事が予定されていることを踏まえ、早朝と深夜の東京駅発着の各駅停車の運行、並びに総武線各駅停車の御茶ノ水駅折り返しを廃止し、東京駅からの中央線の電車はすべて快速電車（特別快速などを含む）のみとし、各駅停車は中央・総武緩行線の千葉駅 - 御茶ノ水駅 - 三鷹駅間直通運転の早朝・深夜を含む終日運転に移行した。また、当初2020年に予定されていたE233系のグリーン車連結に伴うホームの12両対応への改築計画についても、緩行線の駅は対象に含まれていなかった。

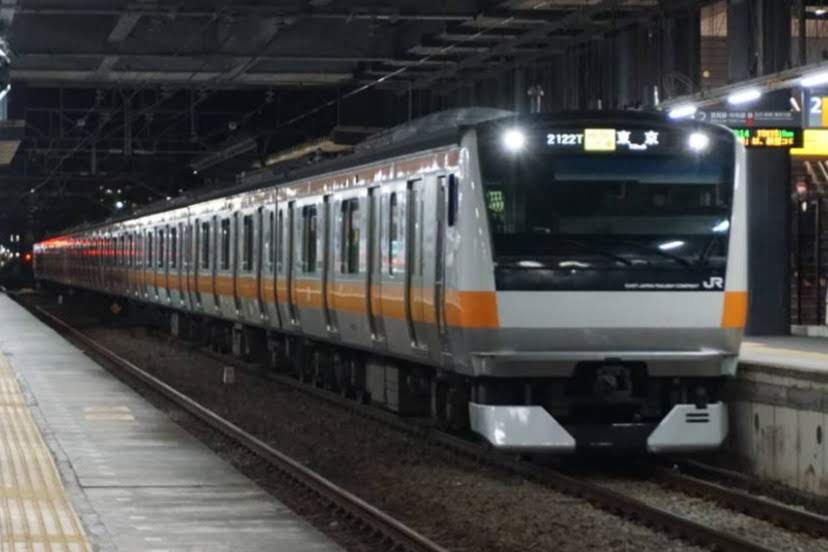
E233系による各駅停車東京行き
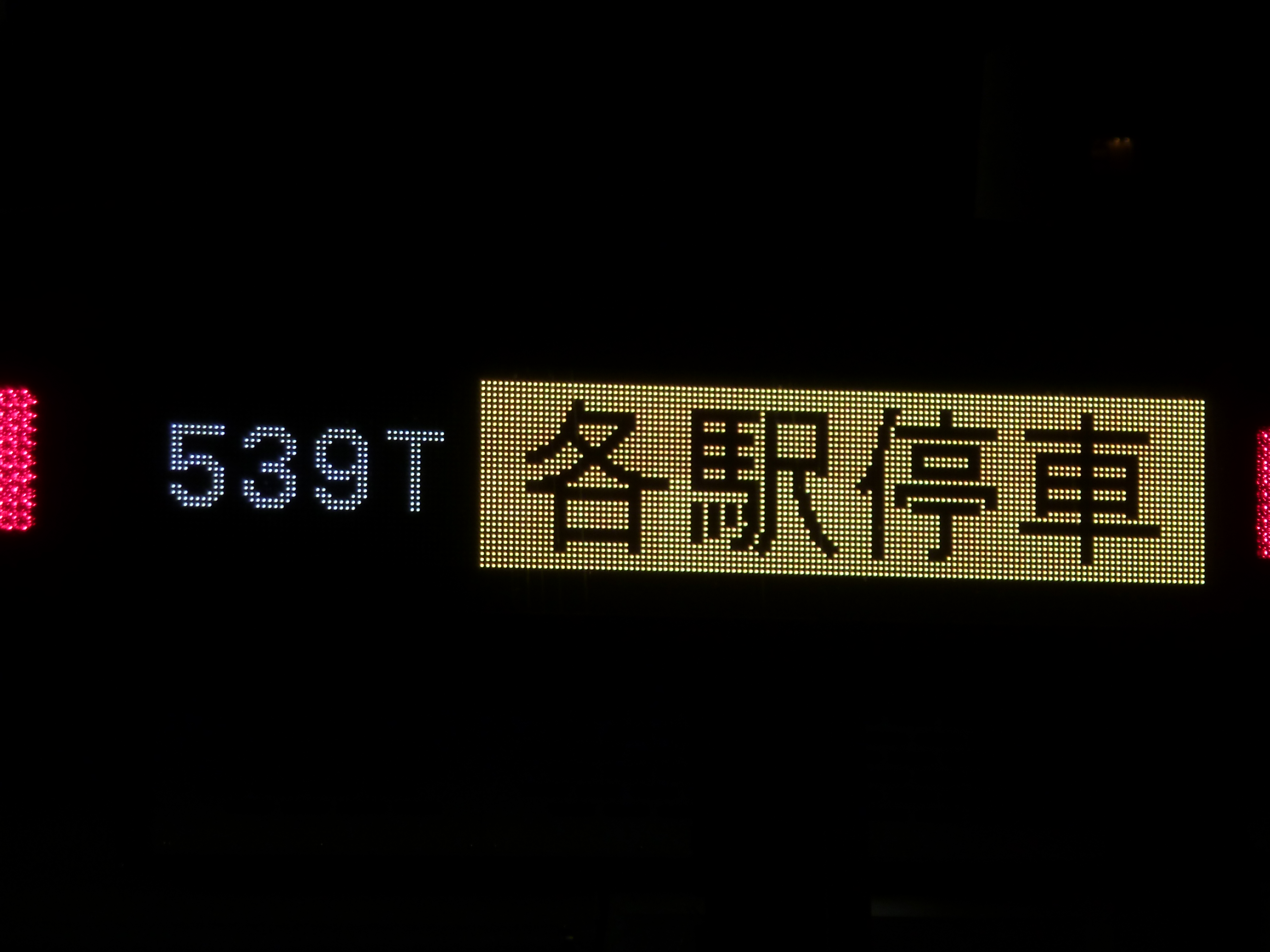
E233系での各駅停車LED表示

## 利用状況
2023年度の朝ラッシュ時最混雑区間は中野駅 → 新宿駅間であり、ピーク時の混雑率は158%である。
朝ラッシュ時は新宿駅や中野駅、三鷹駅、国分寺駅、立川駅等の主要駅で相互発着をし、東京駅では車止めの位置をホームの先端から数十メートル伸ばしたことで入線速度を高めるなど、運転本数を極限まで増やすための工夫がされたことにより、1960年代から毎時30本の運行を実現している。それでも輸送人員が他路線と比較しても非常に多かったことから、2006年度までは混雑率が200%以上で推移していた。その後は輸送人員が減少傾向であることから徐々に混雑は緩和されているが、2019年度まで混雑率は180%を上回っていた。
並走する緩行線の混雑率は100%を下回っており、混雑が快速線に集中している状況である。
近年の統計データ上では、首都圏の各鉄道路線の中で最も高い輸送力・輸送人員を持つ運転系統路線となっている。
| 年度               | 最混雑区間（中野 → 新宿間）輸送実績 | 最混雑区間（中野 → 新宿間）輸送実績 | 最混雑区間（中野 → 新宿間）輸送実績 | 最混雑区間（中野 → 新宿間）輸送実績 | 特記事項                                               |
| 年度               | 運転本数：本                        | 輸送力：人                          | 輸送量：人                          | 混雑率：%                           | 特記事項                                               |
| ------------------ | ----------------------------------- | ----------------------------------- | ----------------------------------- | ----------------------------------- | ------------------------------------------------------ |
| 1955年（昭和30年） | 29                                  | 33,950                              | 95,030                              | 280                                 | 最混雑区間は新宿→四ツ谷間                              |
| 1960年（昭和35年） | 29                                  | 40,040                              | 114,900                             | 287                                 |                                                        |
| 1961年（昭和36年） | 30                                  | 42,000                              | 120,150                             | 286                                 | 1962年1月23日、営団地下鉄荻窪線南阿佐ケ谷 - 荻窪間開業 |
| 1962年（昭和37年） | 30                                  | 42,000                              | 119,310                             | 284                                 |                                                        |
| 1963年（昭和38年） | 30                                  | 42,000                              | 118,250                             | 282                                 |                                                        |
| 1964年（昭和39年） | 30                                  | 42,000                              | 117,440                             | 280                                 |                                                        |
| 1965年（昭和40年） | 30                                  | 42,000                              | 121,350                             | 289                                 | 1966年3月16日、営団地下鉄東西線中野 - 高田馬場間開業   |
| 1966年（昭和41年） | 30                                  | 42,000                              | 114,990                             | 274                                 | 1966年4月28日、中野 - 荻窪間複々線化                   |
| 1967年（昭和42年） | 30                                  | 42,000                              | 100,500                             | 239                                 |                                                        |
| 1968年（昭和43年） | 30                                  | 42,000                              | 104,510                             | 249                                 |                                                        |
| 1969年（昭和44年） | 29                                  | 40,600                              | 96,600                              | 238                                 | 1969年4月8日、荻窪 - 三鷹間複々線化                    |
| 1970年（昭和45年） | 28                                  | 39,200                              | 100,450                             | 256                                 |                                                        |
| 1971年（昭和46年） | 28                                  | 39,200                              | 99,600                              | 254                                 |                                                        |
| 1972年（昭和47年） | 28                                  | 39,200                              | 99,800                              | 255                                 |                                                        |
| 1973年（昭和48年） | 28                                  | 39,200                              | 101,000                             | 258                                 |                                                        |
| 1974年（昭和49年） | 28                                  | 39,200                              | 101,600                             | 259                                 |                                                        |
| 1975年（昭和50年） | 28                                  | 39,200                              | 102,100                             | 260                                 |                                                        |
| 1976年（昭和51年） | 28                                  | 39,200                              | 102,900                             | 263                                 |                                                        |
| 1977年（昭和52年） | 28                                  | 39,200                              | 103,000                             | 263                                 |                                                        |
| 1978年（昭和53年） | 28                                  | 39,200                              | 102,510                             | 262                                 |                                                        |
| 1979年（昭和54年） | 28                                  | 39,200                              | 101,700                             | 259                                 | 1980年3月16日、都営地下鉄新宿線新宿 - 岩本町間開業     |
| 1980年（昭和55年） | 28                                  | 39,200                              | 101,500                             | 259                                 |                                                        |
| 1981年（昭和56年） | 28                                  | 39,200                              | 101,100                             | 258                                 |                                                        |
| 1982年（昭和57年） | 28                                  | 39,200                              | 101,000                             | 258                                 |                                                        |
| 1983年（昭和58年） | 28                                  | 39,200                              | 101,050                             | 258                                 |                                                        |
| 1984年（昭和59年） | 28                                  | 39,200                              | 101,160                             | 258                                 |                                                        |
| 1985年（昭和60年） | 28                                  | 39,200                              | 101,560                             | 259                                 |                                                        |
| 1986年（昭和61年） | 28                                  | 39,200                              | 101,770                             | 260                                 |                                                        |
| 1987年（昭和62年） | 28                                  | 39,200                              | 100,500                             | 256                                 |                                                        |
| 1988年（昭和63年） | 28                                  | 39,200                              | 102,300                             | 261                                 |                                                        |
| 1989年（平成元年） | 28                                  | 39,200                              | 103,080                             | 263                                 |                                                        |
| 1990年（平成02年） | 28                                  | 39,200                              | 99,960                              | 255                                 |                                                        |
| 1991年（平成03年） | 28                                  | 39,200                              | 99,960                              | 255                                 | 最混雑区間を中野→新宿間に変更                          |
| 1992年（平成04年） | 28                                  | 39,200                              | 100,150                             | 255                                 |                                                        |
| 1993年（平成05年） | 30                                  | 42,000                              | 98,910                              | 236                                 | 1993年4月10日、通勤特快運行開始                        |
| 1994年（平成06年） | 30                                  | 42,000                              | 97,150                              | 231                                 |                                                        |
| 1995年（平成07年） | 30                                  | 42,000                              | 95,600                              | 228                                 |                                                        |
| 1996年（平成08年） | 30                                  | 42,000                              | 95,580                              | 228                                 |                                                        |
| 1997年（平成09年） | 30                                  | 42,000                              | 94,620                              | 225                                 | 1997年12月19日、都営地下鉄大江戸線練馬 - 新宿間開業    |
| 1998年（平成10年） | 30                                  | 42,000                              | 93,650                              | 223                                 |                                                        |
| 1999年（平成11年） | 30                                  | 42,000                              | 92,760                              | 221                                 |                                                        |
| 2000年（平成12年） | 30                                  | 42,000                              | 91,460                              | 218                                 |                                                        |
| 2001年（平成13年） | 30                                  | 42,000                              |                                     | 218                                 |                                                        |
| 2002年（平成14年） | 30                                  | 42,000                              | 91,700                              | 218                                 |                                                        |
| 2003年（平成15年） | 30                                  | 42,000                              | 91,560                              | 218                                 |                                                        |
| 2004年（平成16年） | 30                                  | 42,000                              |                                     | 214                                 |                                                        |
| 2005年（平成17年） | 30                                  | 42,000                              |                                     | 211                                 |                                                        |
| 2006年（平成18年） | 30                                  | 42,000                              | 87,260                              | 208                                 |                                                        |
| 2007年（平成19年） | 30                                  |                                     | 87,300                              | 198                                 |                                                        |
| 2008年（平成20年） | 30                                  | 44,400                              | 86,720                              | 195                                 |                                                        |
| 2009年（平成21年） | 30                                  | 44,400                              | 85,960                              | 194                                 |                                                        |
| 2010年（平成22年） | 30                                  | 44,400                              | 86,020                              | 194                                 |                                                        |
| 2011年（平成23年） | 30                                  | 44,400                              | 85,570                              | 193                                 |                                                        |
| 2012年（平成24年） | 30                                  | 44,400                              | 85,990                              | 194                                 |                                                        |
| 2013年（平成25年） | 30                                  | 44,400                              | 86,310                              | 194                                 |                                                        |
| 2014年（平成26年） | 30                                  | 44,400                              | 84,930                              | 191                                 |                                                        |
| 2015年（平成27年） | 30                                  | 44,400                              | 83,260                              | 188                                 |                                                        |
| 2016年（平成28年） | 30                                  | 44,400                              | 83,220                              | 187                                 |                                                        |
| 2017年（平成29年） | 30                                  | 44,400                              | 81,560                              | 184                                 |                                                        |
| 2018年（平成30年） | 30                                  | 44,400                              | 81,000                              | 182                                 |                                                        |
| 2019年（令和元年） | 30                                  | 44,400                              | 81,550                              | 184                                 |                                                        |
| 2020年（令和02年） | 30                                  | 44,400                              | 51,380                              | 116                                 | 新型コロナウイルス感染症の世界的流行                   |
| 2021年（令和03年） | 30                                  | 44,400                              | 53,090                              | 120                                 |                                                        |
| 2022年（令和04年） | 29                                  | 42,920                              | 59,610                              | 139                                 |                                                        |
| 2023年（令和05年） | 28                                  | 41,440                              | 65,510                              | 158                                 |                                                        |

## 使用車両
ここでは、快速電車（かつての急行電車）としてこれまで運用されてきた車両について述べる。特急、急行、ホームライナー、武蔵野線直通列車、中距離電車で運用される車両は「あずさ (列車)」「かいじ (列車)」「はちおうじ・おうめ」「富士回遊」「むさしの号」「中央本線」を参照のこと。

### 現在の使用車両
全ての電車が片側4扉でグリーン車連結の通勤型電車12両編成で運用される。以前中央線快速では、10両貫通編成と、6両編成と4両編成を連結した編成が運用されていたが、2024年10月13日より、グリーン車を連結した12両貫通編成と、8両編成と4両編成を連結した編成、グリーン車を連結していない10両貫通編成、6両編成と4両編成を連結した編成が存在するようになった（以降、10両貫通または12両貫通ではない編成を「分割編成」、編成を分割する運用を「分割運用」と記す）。
- E233系0番台（2006年12月 - ）：60編成（中央線運用編成のみ）
  - 中央線快速では初のステンレス車両であり、車体にオレンジバーミリオン（■）の帯が巻かれた車両が使用される。201系と比較して車体幅が広くなっている。
  - 2006年12月26日より[2]東京駅 - 大月駅・青梅駅間で10両編成による営業運転を開始した。翌2007年3月18日のダイヤ改正より分割運用も始まり、青梅線青梅以西・五日市線・八高線・富士急行線直通列車でも運用を開始した。分割編成は、後述の201系が東京側4両・大月側6両の構成であったところを本系列は東京側6両・大月側4両の編成に変更された。201系では快速運転を実施する場合でも行先のみを表示していたが、E233系では行先表示器に「快速」を併記している[注 10]。
  - 中央線用編成としては10両貫通編成のT1 - 42編成と6両+4両分割編成のH43 - 57編成の57本が製造されたが、2008年3月ダイヤ改正で運用本数の変更があり、青梅線・五日市線専用編成2本（青458・658）を中央線編成に転用しH58編成とした。2015年5月にも2008年と同様に、青梅線・五日市線専用編成2本（青659・459）を転用しH59編成とした。これは、同年3月のダイヤ改正による、青梅・五日市線のみでの運用変更と、中央線内での予備車の確保のために行われたものである。また2020年6月11日には、新たにT71編成が投入された。
  - 前述の通り、2024年10月13日よりグリーン車を連結した編成の運用が開始された。グリーン車を連結したことで編成は12両となり、分割編成は東京側8両、大月・青梅側4両となった。

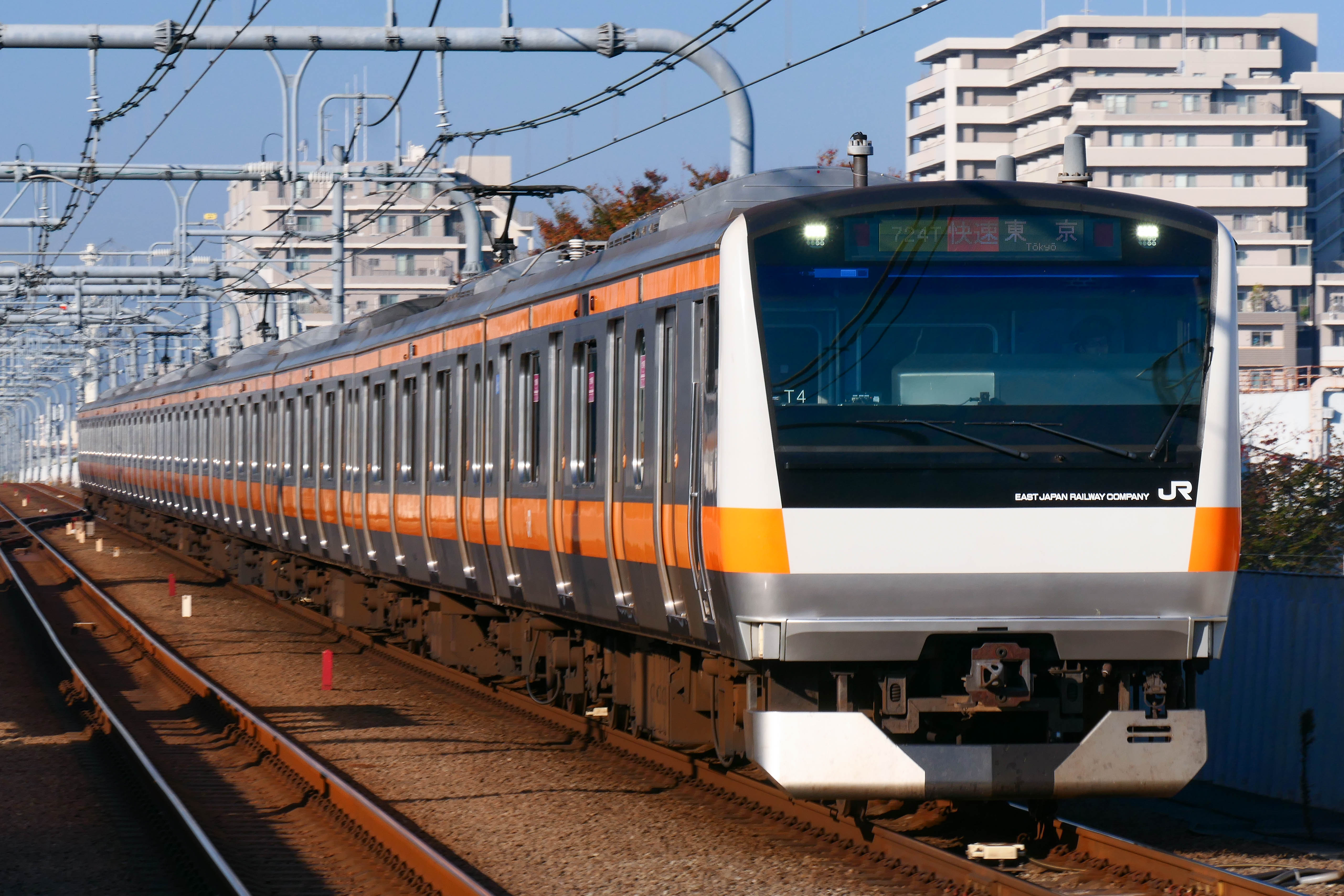
E233系0番台T編成 （2022年11月11日 武蔵境駅）
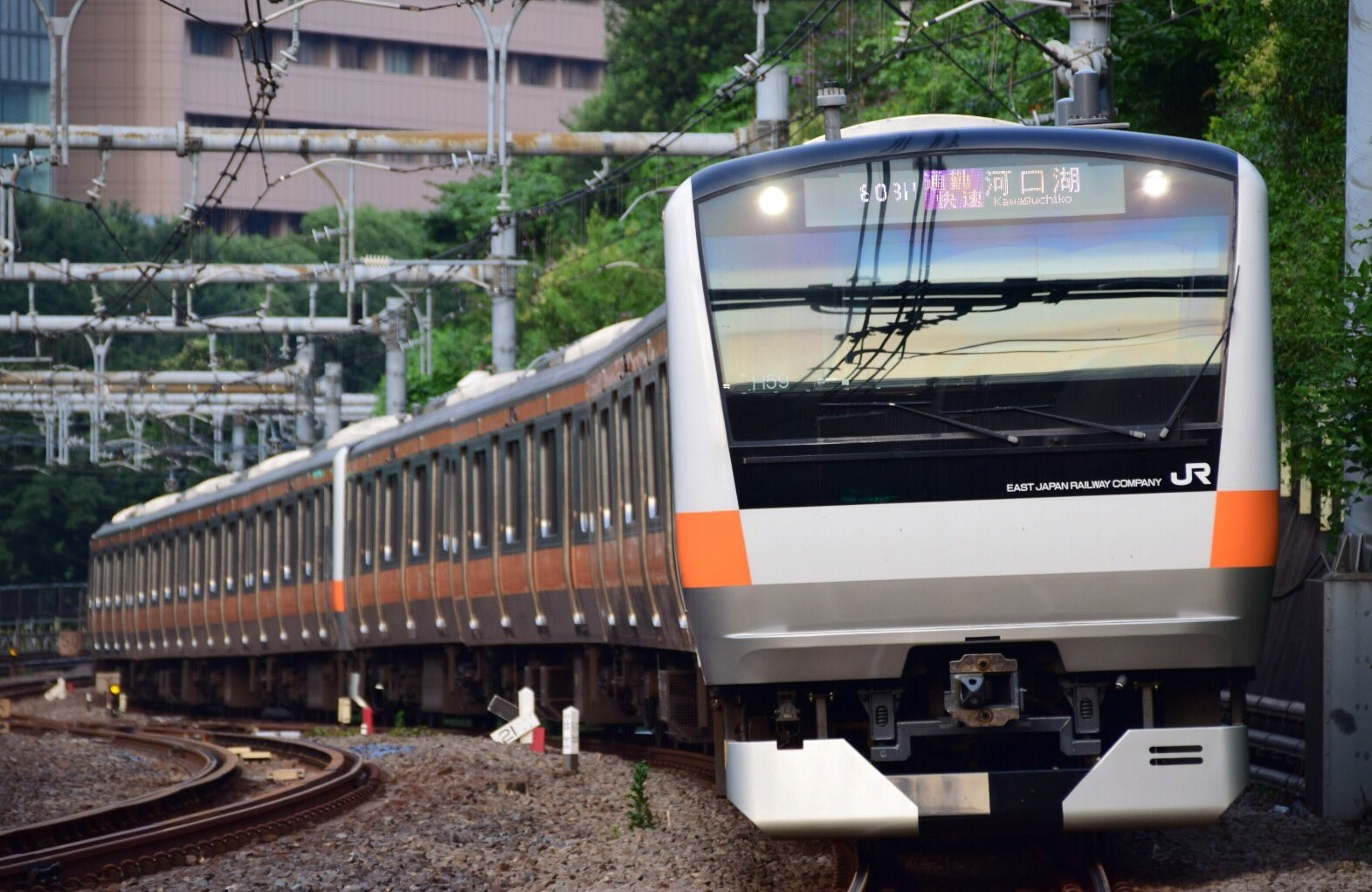
E233系0番台H編成 （2020年7月7日 御茶ノ水駅 - 四ツ谷駅間）

### 過去の使用車両
- 72系
- 101系（1957年12月 - 1985年3月）
  - 当区間での使用を前提に開発され、急行（=登場時）運転による高速での運行をある程度考慮したものの当初の設計よりM車比を落としたため性能が限界に近く、冷房装置を載せると重量増により加速力の低下や主電動機が過熱する問題が発生したため、一部の限定運用車以外は冷房装置の搭載ができなかった。最後は武蔵小金井区の本線最終運用が1985年3月13日であり、同4月29日にお別れ運転として新宿駅 - 高尾駅間で1往復の臨時電車が運行された[41]。
- 103系（1973年4月 - 1983年3月）
  - もともと、駅間の短い線区用であったが、当線にも投入された（国鉄103系電車#中央快速線を参照）。103系は総武緩行線や南武線の冷房化率を向上させるため、101系よりも早い時期に全車両が他線に転出した。
- 201系（1979年8月 - 2010年10月）
  - オレンジバーミリオンの車両が使用された。4両編成と6両編成を連結した編成と、10両貫通編成の2種類があった。列車番号・編成番号では前者がH、後者がTとされ、運用も区別されていた。末期は全編成が豊田車両センターに所属していたが、この区分はHが旧武蔵小金井電車区、Tが旧豊田電車区受け持ちを示していた頃の名残りである。過去には旧三鷹電車区の受け持ち運用もあり、A運用となっていた。A編成は10両貫通であり、A運用は三鷹区が緩行線専門になった以降もしばらくの間武蔵小金井区の10両貫通運用に存在したが、JR化後の平成初期にH運用となり、その後豊田への統合でTへと変化していた。高尾駅以西に乗り入れる場合、いずれも高尾駅以西の列車番号の末尾はMになった。
  - 2006年からE233系の導入に伴い廃車が始まった。2008年3月末までにE233系への置き換えを完了し貫通編成は全て運用を終えた後も、三鷹駅 - 国分寺駅間の高架工事完成まで予備車としてH4編成・H7編成の2編成が残留し、この2編成はE233系に合わせた分割構成（東京側6両・大月・青梅側4両）に変更された。2008年3月以降はホリデー快速おくたま・あきがわの運用と富士急行線への直通運用、「青梅・武蔵五日市行き」や八高線への直通などの分割・併合運用からは撤退し、E233系の貫通編成が使用される運用に不定期で入り続けた。2010年3月のダイヤ改正で2編成とも定期運用を外れ、豊田車両センターに留置された。H4編成は定期運用に復帰することなく、2010年6月20日の長野総合車両センターへの廃車回送を兼ねたさよなら運転をもって運用を終了した[報道 15]。H7編成はしばらく運用がなかったが、E233系のうち1編成が事故により運用を離脱したことで、運用車両不足を補うため4月後半に再び定期運用に復帰し、毎日運用され続けた。その後同年10月14日が最後の定期運用となり、10月17日の廃車回送を兼ねたさよなら運転をもって運用を終了した[報道 16]。
- 209系1000番台[42][43]（2019年3月 - 2024年9月）2編成（20両）
  - 前述のE233系0番台が、グリーン車の導入による工事で車両不足となることから、常磐緩行線から全2編成（マト81・82編成）が2018年12月以降に転属し、2019年3月16日のダイヤ改正より営業運行を開始した。東京23区内を走行するJRの在来線では珍しく平成末期になって初めて3色LED表示の普通車両の編成が導入された。通常時は東京駅 - 高尾駅間での運用に限定されたが、人身事故などで運用変更があった場合は青梅線の運用にも入った。2024年9月6日を以って運用を終了した[44]。

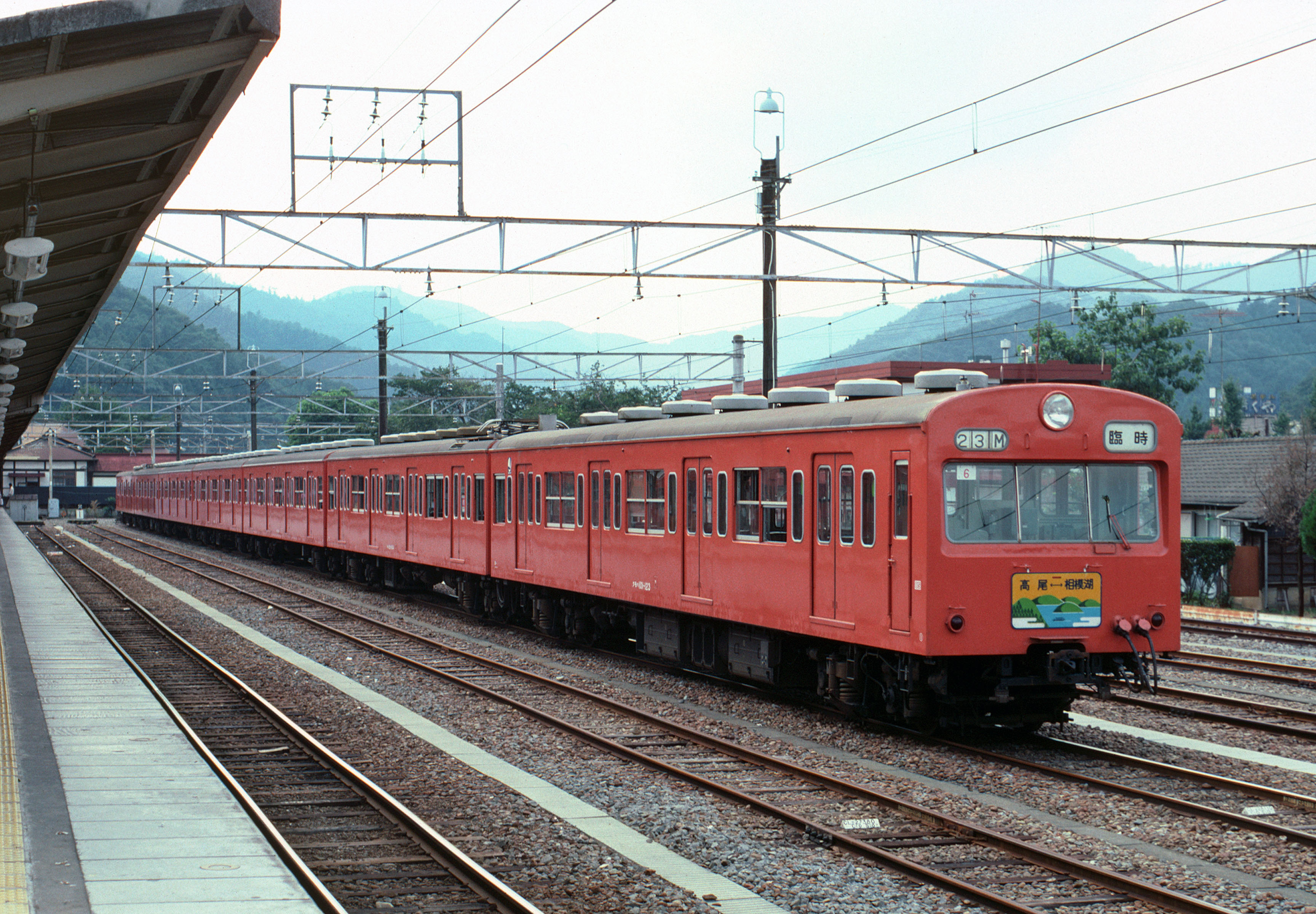
101系 （1983年9月23日 高尾駅）
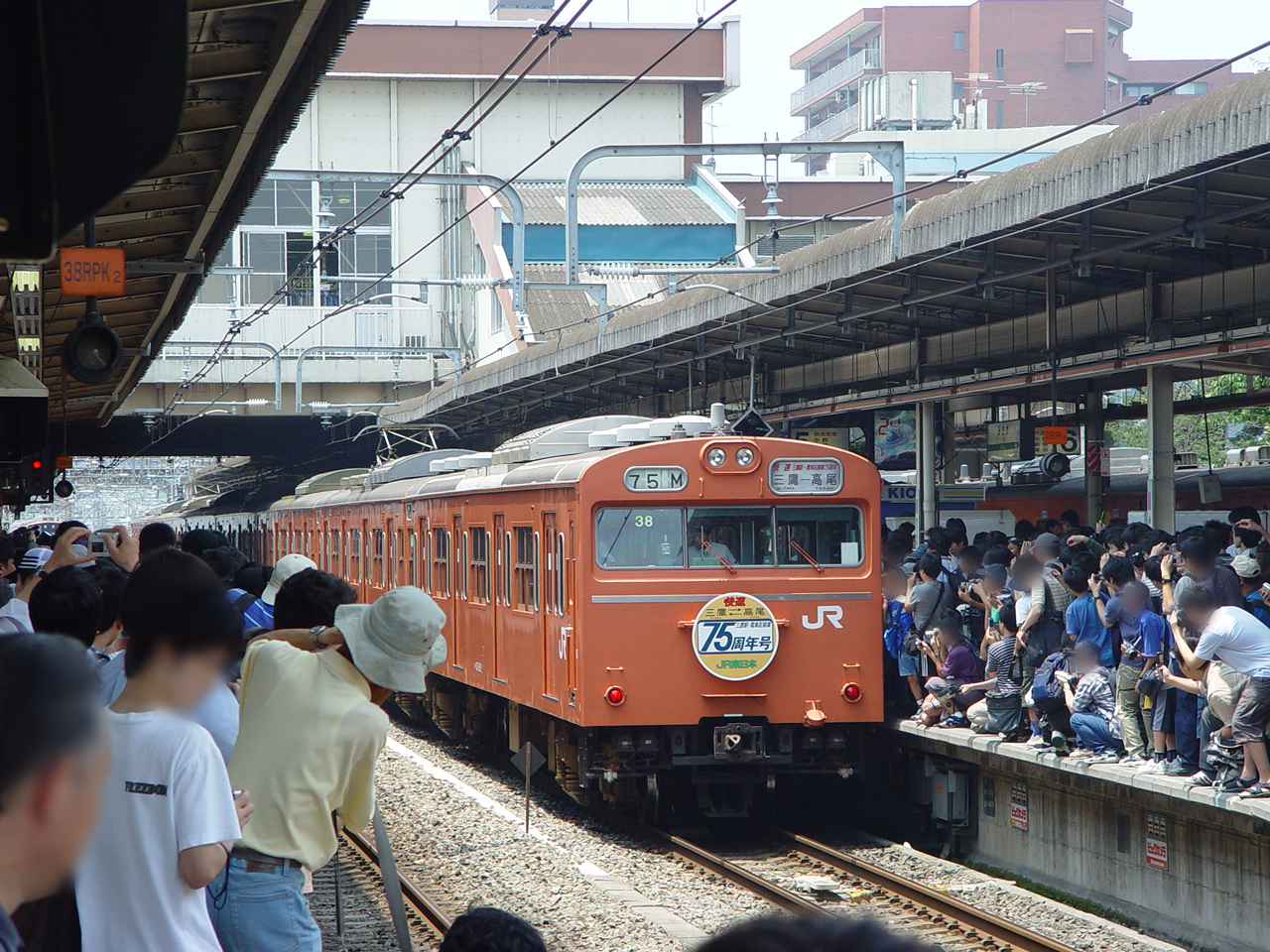
103系 （2005年6月25日 三鷹駅） （画像はイベント時のもの）
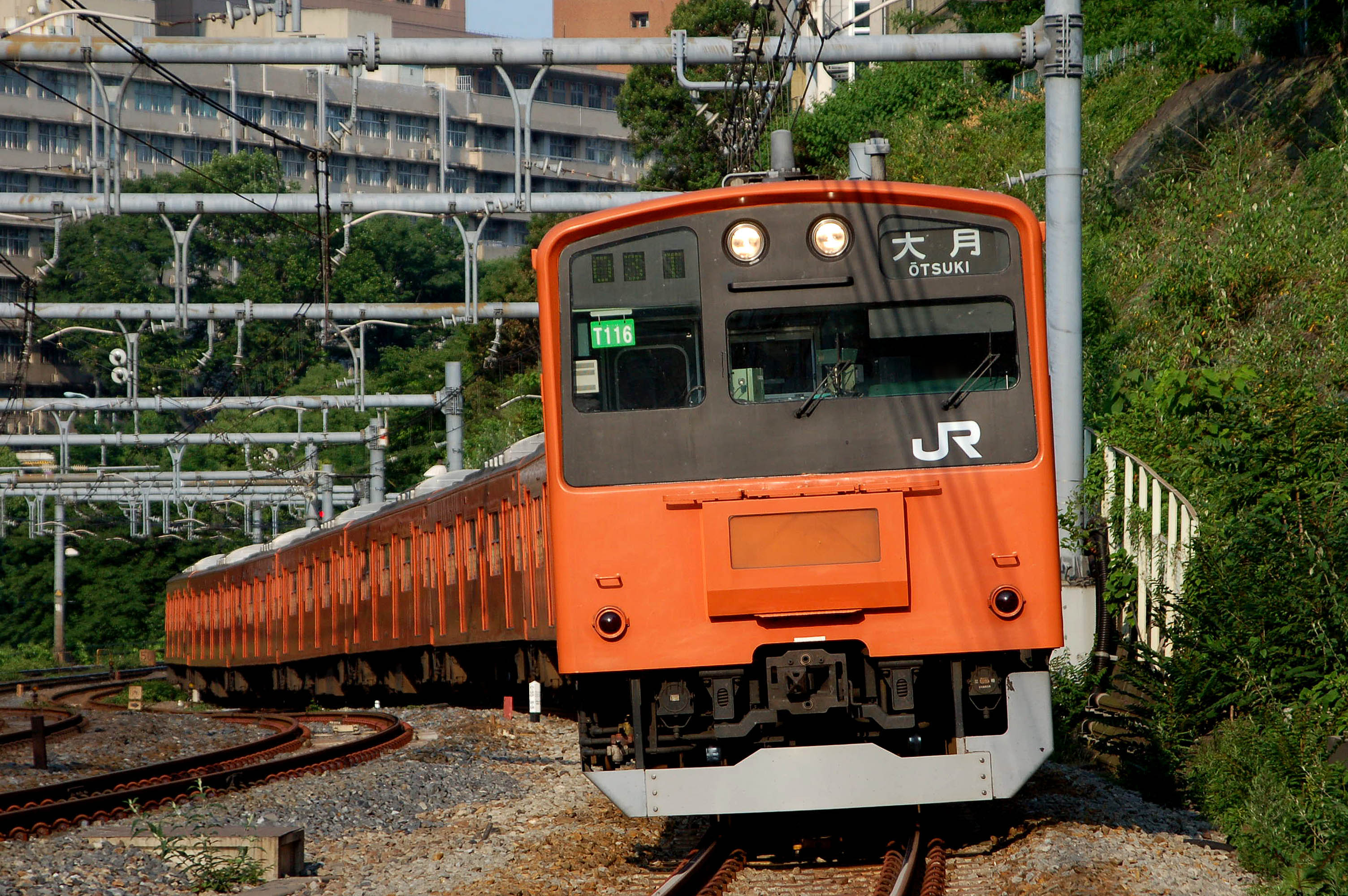
201系 （2006年6月8日 御茶ノ水駅 - 四ツ谷駅間）
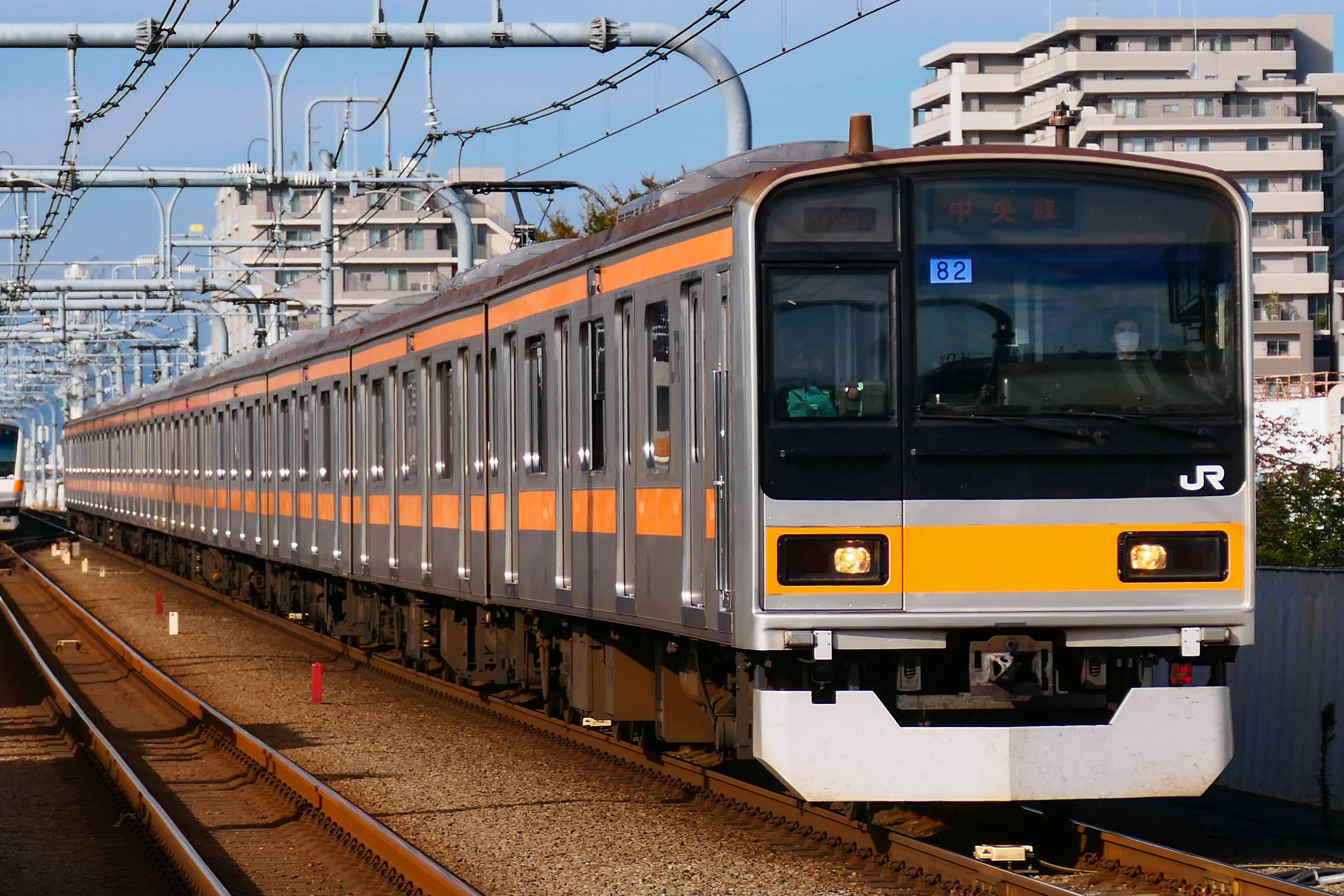
209系1000番台 （2022年11月4日 武蔵境駅）

## 女性専用車
中央線では1912年（明治45年）1月31日に昌平橋駅（同年4月1日万世橋駅開設に伴い廃止） - 中野駅間の登下校時間帯の電車に婦人専用車を連結したのが始まりで、戦後は1947年5月5日 - 1973年8月31日にも婦人子供専用車を設置していた。1957年に二等車を廃止した代わりに老人幼児優先車を翌年まで連結していた。
1973年（昭和48年）9月15日にシルバーシートを導入するとともに専用車両の扱いを取りやめたが、警視庁による首都圏鉄道路線の痴漢件数調査で、中央線は埼京線に次いで多かった。2005年9月5日より痴漢防止対策として平日朝ラッシュ時間帯の7時30分 - 9時30分に新宿駅を発着する上り快速・通勤特快で、東京寄りの一番前の車両にあたる1号車に女性専用車が設定されている。専用車両の設定はJR東日本で埼京線に続き2路線目だが、2006年の調査結果は痴漢件数が第1位であった。
最初に設定された時点では、分割対応編成は奥多摩駅・高麗川駅・河口湖駅への乗り入れ運用をこなす4両編成が東京寄りに連結される編成を組んでいたため、この4両編成が乗り入れる区間から女性専用車が設定されていた。しかし、2007年3月18日のダイヤ改正以降はE233系による編成分割運用が登場し、201系の分割対応編成も運用共通化のため編成の組み換えを実施した。分割対応編成は東京寄りに6両編成が連結される組成になり、女性専用車が4両編成側から6両編成側に移動したため、翌3月19日の電車からは設定区間が変更されている。
2005年9月5日 - 2007年3月16日
- 中央線：大月駅 → 東京駅間
- 青梅線：奥多摩駅 → 東京駅間
- 八高線：高麗川駅 → 東京駅間
- 富士急行線：河口湖駅 → 東京駅間

2007年3月19日 -
- 中央線：大月駅 → 東京駅間
- 青梅線：青梅駅 → 東京駅間
- 八高線・富士急行線：設定廃止

2007年3月19日 - 2022年3月11日
- 五日市線：武蔵五日市駅 → 東京駅間

201系の一部編成では女性専用車であることを分かりやすくするため、1号車に女性向け商品の車体広告がラッピングされていた。2006年12月から運転を開始したE233系では、1号車のみすべての吊り手や網棚の位置を優先席と同様に低くする工夫がされている。
中央線と青梅線（立川駅 - 青梅駅間）では2025年3月15日のダイヤ改正でグリーン車が導入がされ、関東の鉄道路線及びJRの路線ではグリーン車と女性専用車の両方がある初の路線となった。
また五日市線武蔵五日市発東京行きにも設定されていたが、2022年3月12日のダイヤ改正にてホリデー快速以外の五日市線の中央線直通列車が廃止されたため、五日市線での設定がなくなっている。

## 発車メロディ

### ご当地メロディ
中央線の駅の発車メロディは、ご当地メロディが使用されている駅も多い。ご当地メロディーが使用されている駅は以下の通り。
- 阿佐ケ谷駅 : たなばたさま
- 三鷹駅 : めだかの学校
- 武蔵小金井駅 : さくらさくら - 1・2番線ホームのみ採用されている。過去には3・4番線でも使用されていた。
- 国分寺駅 : 電車ごっこ
- 西国分寺駅 : 一番星見つけた
- 豊田駅 : たきび
- 八王子駅 : 夕焼け小焼け

### 上記以外の駅の発車メロディ
新宿駅と中野駅と高尾駅の一部番線を除き『JRE-IKST-016-○○』が使われ、基本的に下りが『JRE-IKST-016-02』に、上りが『JRE-IKST-016-01』に統一されている。

## 駅一覧
ここでは東京駅 - 高尾駅の快速の設置駅と停車種別・接続路線・所在地を一覧表形式で記述する。
- 特定都区市内制度適用範囲の駅 ： 山＝東京山手線内、区＝東京都区内
- 停車駅
  - 特急以外の各種別：●印の駅は停車、｜↓↑印の駅は通過（↓↑印はその方向のみ運行）
    - 各駅停車：「中央・総武緩行線」を参照
    - 快速：▲印の駅は平日のみ停車、土休日は終日通過
    - 高尾駅以西の区間は特急列車以外はいずれの種別も全駅に停車する。

  - 特急「あずさ」「かいじ」特別快速「ホリデー快速おくたま」、臨時列車：列車記事参照
- 接続路線 ： 東京駅 - 新宿駅間の東日本旅客鉄道の路線名は運転系統上の名称（正式路線名とは異なる）。駅名が異なる場合は⇒印で駅名を示す。
- 各駅停車との重複区間の御茶ノ水駅 - 三鷹駅間は線路別複々線となっている（御茶ノ水駅構内を除く）。
- 全駅東京都内に所在。
- 東京駅 - 神田駅間で中央区を、西国分寺駅 - 国立駅間で府中市をわずかに通るが、駅は設置されていない。

| 正式路線名 | 駅番号          | 駅名                             | 営業キロ | 営業キロ | 快速 | 通勤快速 | 中央特快   | 青梅特快 | 通勤特快 | むさしの号   | 普通 | 接続路線 | 所在地 |
| 正式路線名 | 駅番号          | 駅名                             | 駅間     | 累計     | 快速 | 通勤快速 | 中央特快   | 青梅特快 | 通勤特快 | むさしの号   | 普通 | 接続路線 | 所在地 |
| ---------- | --------------- | -------------------------------- | -------- | -------- | ---- | -------- | ---------- | -------- | -------- | ------------ | --- | --- | --- |
| 東北本線   | JC 01           | 東京駅 山区                      | -        | 0.0      | ●    | ●        | ●          | ●        | ●        | 武蔵野線直通 | | 東日本旅客鉄道： 東北新幹線・山形新幹線・秋田新幹線・北海道新幹線・上越新幹線・北陸新幹線・ 山手線 (JY 01)・ 京浜東北線 (JK 26)・ 東海道線 (JT 01)・上野東京ライン（ 宇都宮線・高崎線・ 常磐線（快速））(JU 01)・ 横須賀・総武線（快速）(JO 19)・ 京葉線 (JE 01) 東海旅客鉄道： 東海道新幹線 東京地下鉄： 丸ノ内線 (M-17)・ 東西線 ⇒大手町駅 (T-09) | 千代田区 |
| 東北本線   | JC 02           | 神田駅 山区 （アース製薬本社前） | 1.3      | 1.3      | ●    | ●        | ●          | ●        | ●        | 武蔵野線直通 | | 東日本旅客鉄道： 山手線 (JY 02)・ 京浜東北線 (JK 27) 東京地下鉄： 銀座線 (G-13) | 千代田区 |
| 中央本線   | JC 02           | 神田駅 山区 （アース製薬本社前） | 1.3      | 1.3      | ●    | ●        | ●          | ●        | ●        | 武蔵野線直通 | | 東日本旅客鉄道： 山手線 (JY 02)・ 京浜東北線 (JK 27) 東京地下鉄： 銀座線 (G-13) | 千代田区 |
| JC 03      | 御茶ノ水駅 山区 | 1.3                              | 2.6      | ●        | ●    | ●        | ●          | ●        |          | 武蔵野線直通 | 東日本旅客鉄道： 中央・総武線（各駅停車）(JB 18) 東京地下鉄： 丸ノ内線 (M-20) 東京地下鉄： 千代田線 ⇒新御茶ノ水駅 (C-12)                                 | | 千代田区 |
| JC 04      | 四ツ谷駅 山区   | 4.0                              | 6.6      | ●        | ●    | ●        | ●          | ●        |          | 武蔵野線直通 | 東日本旅客鉄道： 中央・総武線（各駅停車）(JB 14) 東京地下鉄： 丸ノ内線 (M-12)・ 南北線 (N-08)                                                            | 新宿区 | |
| 山手線     | JC 05           | 新宿駅 山区                      | 3.7      | 10.3     | ●    | ●        | ●          | ●        | ●        | 武蔵野線直通 | | 新宿区 | 東日本旅客鉄道： 中央・総武線（各駅停車）(JB 10)・ 埼京線 (JA 11)・ 湘南新宿ライン (JS 20)・ 山手線 (JY 17) 京王電鉄： 京王線・京王新線 (KO01) 小田急電鉄： 小田原線 (OH01) 東京地下鉄： 丸ノ内線 (M-08) 都営地下鉄： 新宿線 (S-01) 都営地下鉄： 大江戸線 ⇒新宿駅 (E-27)・新宿西口駅 (E-01) 西武鉄道： 新宿線 ⇒西武新宿駅 (SS01) |
| 中央本線   | JC 05           | 新宿駅 山区                      | 3.7      | 10.3     | ●    | ●        | ●          | ●        | ●        | 武蔵野線直通 | | 新宿区 | 東日本旅客鉄道： 中央・総武線（各駅停車）(JB 10)・ 埼京線 (JA 11)・ 湘南新宿ライン (JS 20)・ 山手線 (JY 17) 京王電鉄： 京王線・京王新線 (KO01) 小田急電鉄： 小田原線 (OH01) 東京地下鉄： 丸ノ内線 (M-08) 都営地下鉄： 新宿線 (S-01) 都営地下鉄： 大江戸線 ⇒新宿駅 (E-27)・新宿西口駅 (E-01) 西武鉄道： 新宿線 ⇒西武新宿駅 (SS01) |
| JC 06      | 中野駅 区       | 4.4                              | 14.7     | ●        | ●    | ●        | ●          | ↑        |          | 武蔵野線直通 | 東日本旅客鉄道： 中央・総武線（各駅停車）(JB 07) 東京地下鉄： 東西線 (T-01)                                                                              | 中野区 | |
| JC 07      | 高円寺駅 区     | 1.4                              | 16.1     | ▲        | ↓    | ｜       | ｜         | ↑        |          | 武蔵野線直通 | 東日本旅客鉄道： 中央・総武線（各駅停車）(JB 06) | 杉並区 | |
| JC 08      | 阿佐ケ谷駅 区   | 1.2                              | 17.3     | ▲        | ↓    | ｜       | ｜         | ↑        |          | 武蔵野線直通 | 東日本旅客鉄道： 中央・総武線（各駅停車）(JB 05) | 杉並区 | |
| JC 09      | 荻窪駅 区       | 1.4                              | 18.7     | ●        | ●    | ｜       | ｜         | ↑        |          | 武蔵野線直通 | 東日本旅客鉄道： 中央・総武線（各駅停車）(JB 04) 東京地下鉄： 丸ノ内線 (M-01)                                                                            | 杉並区 | |
| JC 10      | 西荻窪駅 区     | 1.9                              | 20.6     | ▲        | ↓    | ｜       | ｜         | ↑        |          | 武蔵野線直通 | 東日本旅客鉄道： 中央・総武線（各駅停車）(JB 03) | 杉並区 | |
| JC 11      | 吉祥寺駅        | 1.9                              | 22.5     | ●        | ●    | ｜       | ｜         | ↑        |          | 武蔵野線直通 | 東日本旅客鉄道： 中央・総武線（各駅停車）(JB 02) 京王電鉄： 井の頭線 (IN17)                                                                              | 武蔵野市 | |
| JC 12      | 三鷹駅          | 1.6                              | 24.1     | ●        | ●    | ●        | ●          | ↑        |          | 武蔵野線直通 | 東日本旅客鉄道： 中央・総武線（各駅停車）(JB 01) | 三鷹市 | |
| JC 13      | 武蔵境駅        | 1.6                              | 25.7     | ●        | ↓    | ｜       | ｜         | ↑        |          | 武蔵野線直通 | 西武鉄道： 多摩川線 (SW01) | 武蔵野市 | |
| JC 14      | 東小金井駅      | 1.7                              | 27.4     | ●        | ↓    | ｜       | ｜         | ↑        |          | 武蔵野線直通 | | 小金井市 | |
| JC 15      | 武蔵小金井駅    | 1.7                              | 29.1     | ●        | ↓    | ｜       | ｜         | ↑        |          | 武蔵野線直通 | | 小金井市 | |
| JC 16      | 国分寺駅        | 2.3                              | 31.4     | ●        | ●    | ●        | ●          | ●        |          | 武蔵野線直通 | 西武鉄道： 国分寺線 (SK01)・ 多摩湖線 (ST01) | 国分寺市 | |
| JC 17      | 西国分寺駅      | 1.4                              | 32.8     | ●        | ↓    | ｜       | ｜         | ↑        |          | 武蔵野線直通 | 東日本旅客鉄道： 武蔵野線 (JM 33) | 国分寺市 | |
| JC 18      | 国立駅          | 1.7                              | 34.5     | ●        | ↓    | ｜       | ｜         | ↑        | ●        |              | 東日本旅客鉄道：武蔵野線貨物支線〈新小平方面〉 | 国立市 | |
| JC 19      | 立川駅          | 3.0                              | 37.5     | ●        | ●    | ●        | ●          | ●        | ●        | ●            | 東日本旅客鉄道： 青梅線（一部が東京方面と青梅方面直通運転）・ 南武線 (JN 26) 多摩都市モノレール： 多摩都市モノレール線 ⇒立川北駅 (TT12)・立川南駅 (TT11) | 立川市 | |
| JC 20      | 日野駅          | 3.3                              | 40.8     | ●        | ●    | ●        | 青梅線直通 | ↑        | ●        | ●            | | 日野市 | |
| JC 21      | 豊田駅          | 2.3                              | 43.1     | ●        | ●    | ●        | 青梅線直通 | ↑        | ●        | ●            | | 日野市 | |
| JC 22      | 八王子駅        | 4.3                              | 47.4     | ●        | ●    | ●        | 青梅線直通 | ●        | ●        | ●            | 東日本旅客鉄道： 横浜線 (JH 32)・■八高線 京王電鉄： 京王線 ⇒京王八王子駅 (KO34)                                                                          | 八王子市 | |
| JC 23      | 西八王子駅      | 2.4                              | 49.8     | ●        | ●    | ●        | 青梅線直通 | ↑        |          | ●            | | 八王子市 | |
| JC 24      | 高尾駅          | 3.3                              | 53.1     | ●        | ●    | ●        | 青梅線直通 | ●        |          | ●            | 東日本旅客鉄道： 中央本線（大月方面、一部直通運転） 京王電鉄： 高尾線 (KO52)                                                                             | 八王子市 | |

1. ↑  神田駅 - 代々木駅間
2. ↑  代々木駅 - 新宿駅間

2022年度の時点で、上記全駅がJR東日本自社による乗車人員集計の対象となっている。
日野市には豊田駅 - 八王子駅間に西豊田駅（仮称）を設置する動きがあったが、2019年11月22日に市が計画を断念したと発表した。

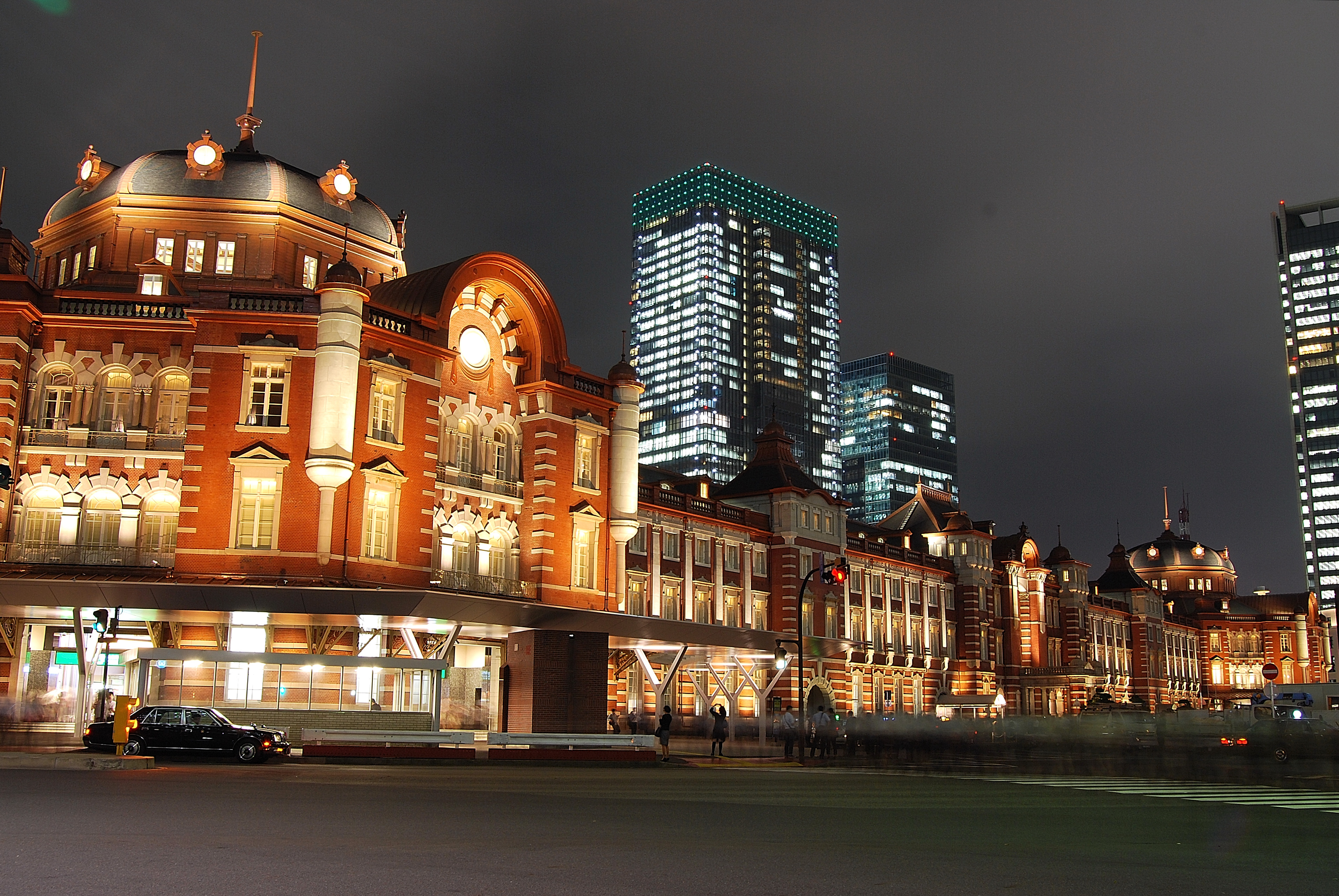
東京駅　丸の内口
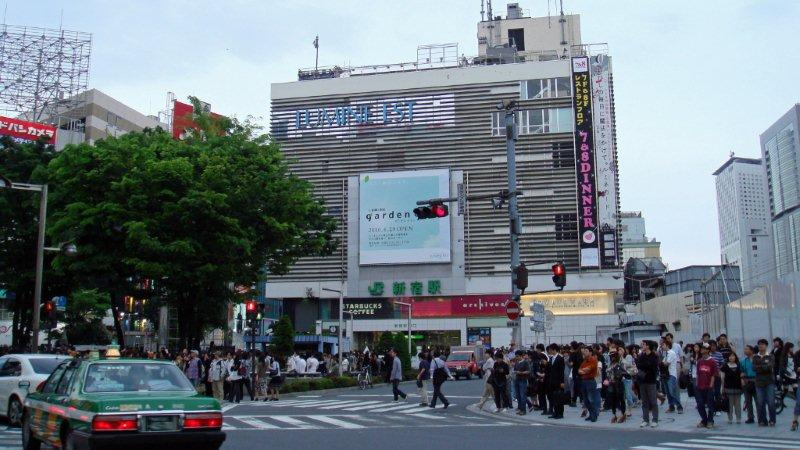
新宿駅
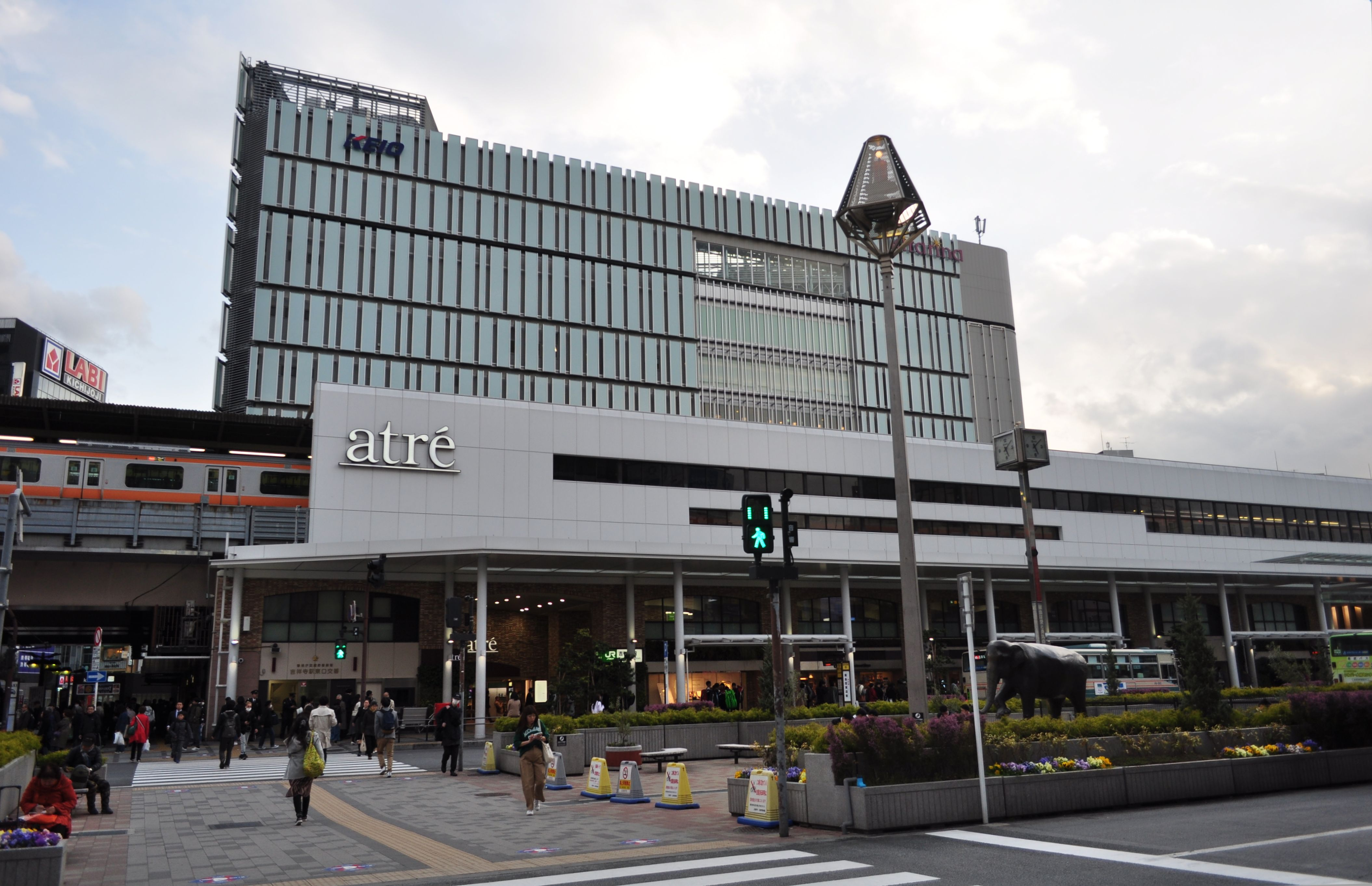
吉祥寺駅　北口
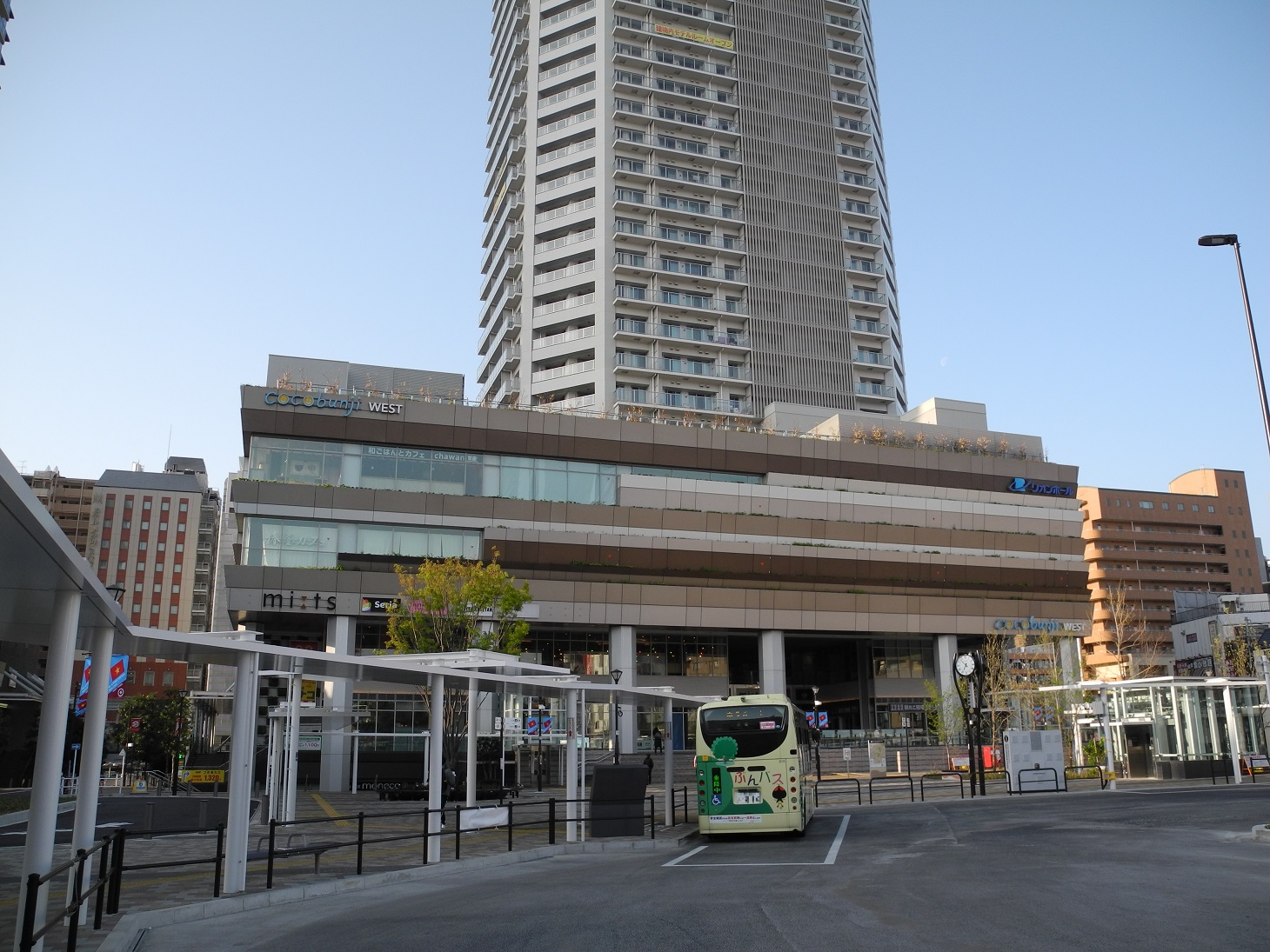
国分寺駅　北口
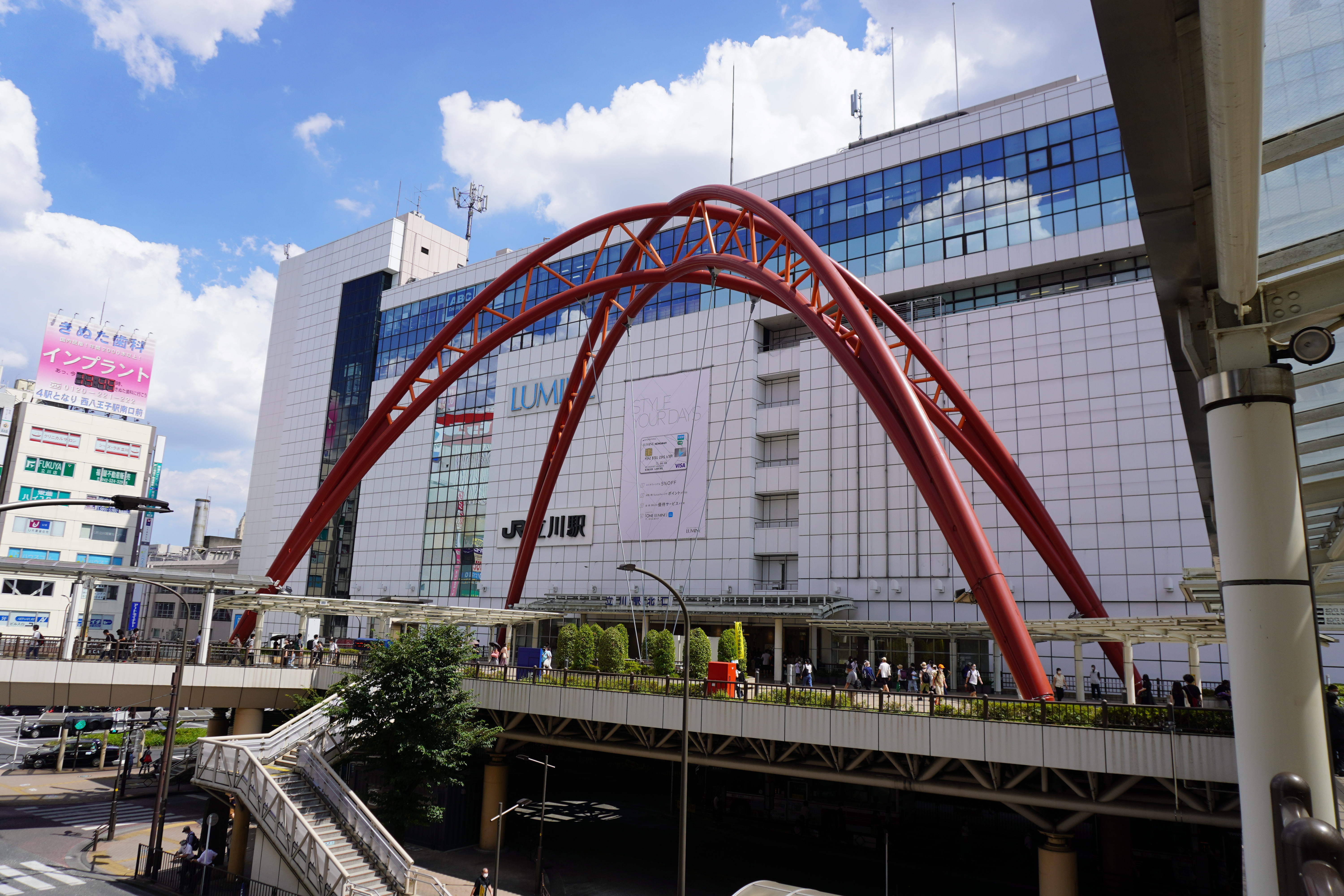
立川駅　北口
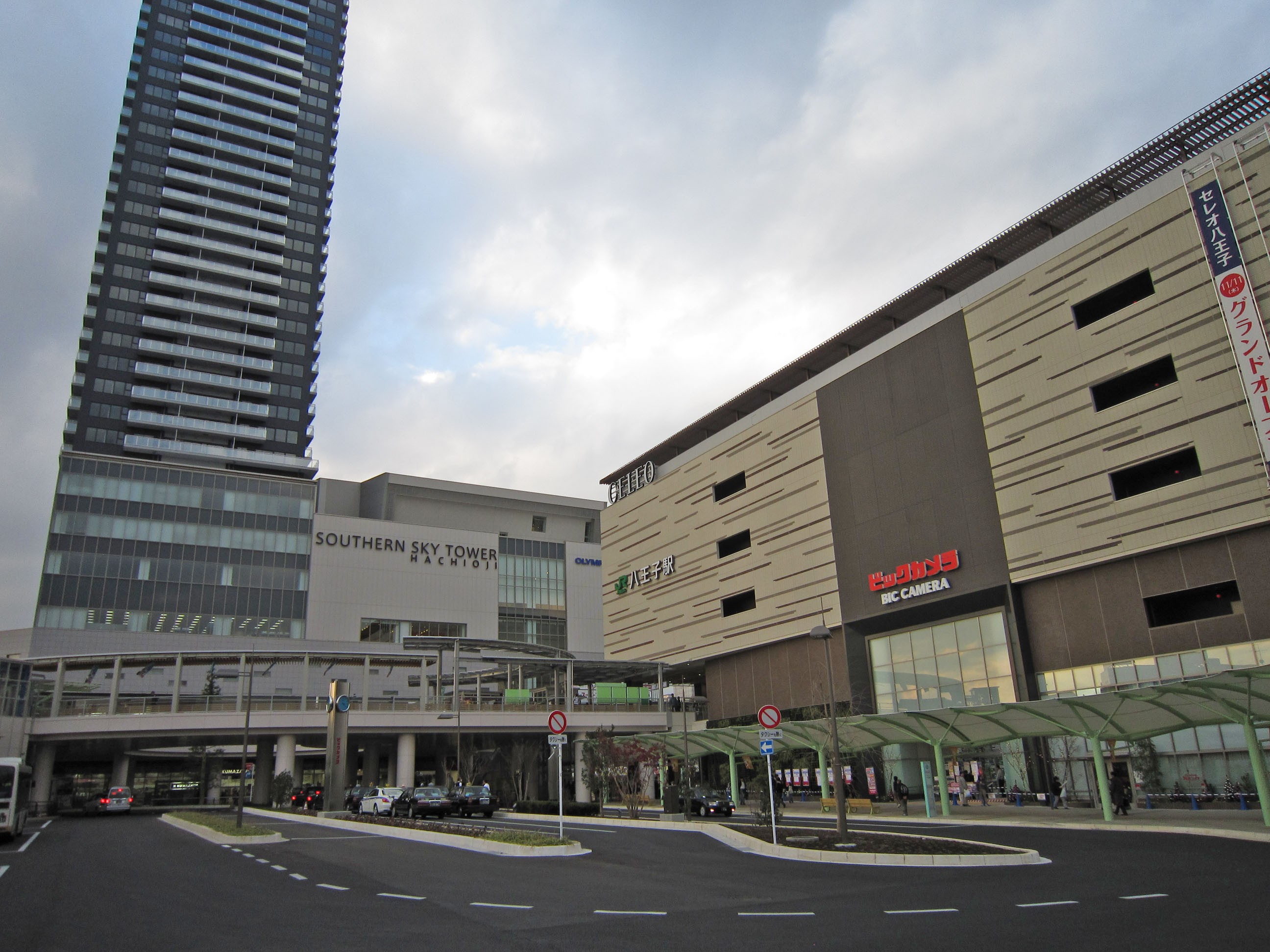
八王子駅　南口
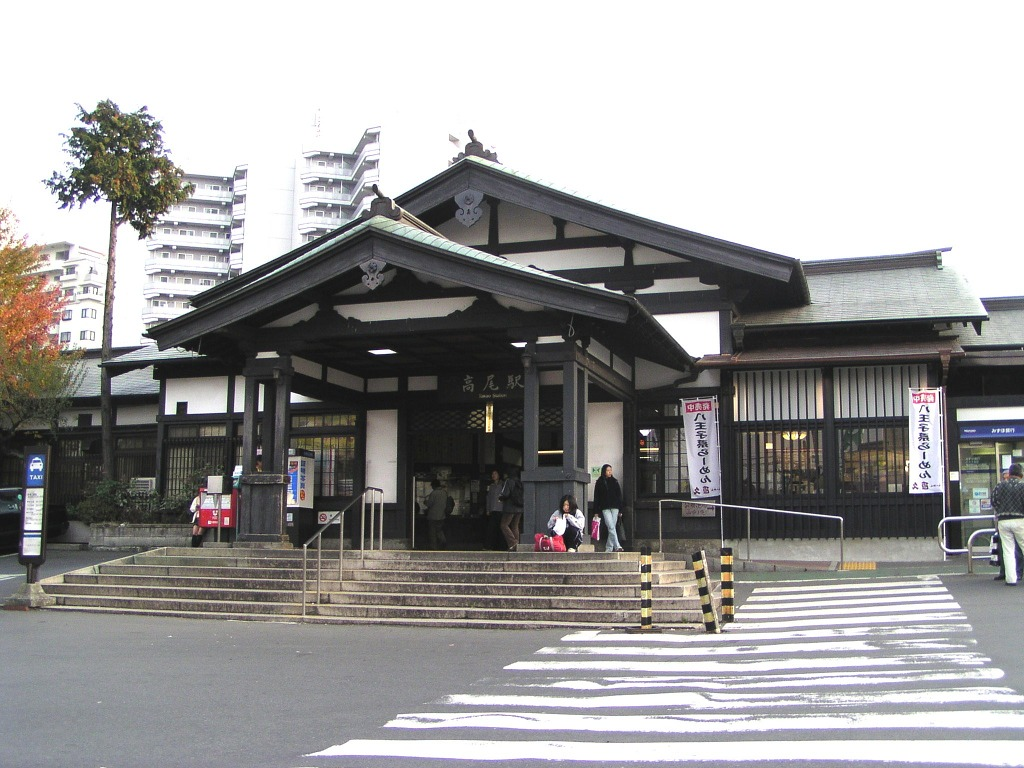
高尾駅

### 過去の接続路線
- 三鷹駅：武蔵野競技場線 - 1959年11月1日廃止
- 国分寺駅：下河原線- 1973年4月1日廃止

## 諸問題

### 快速停車駅について

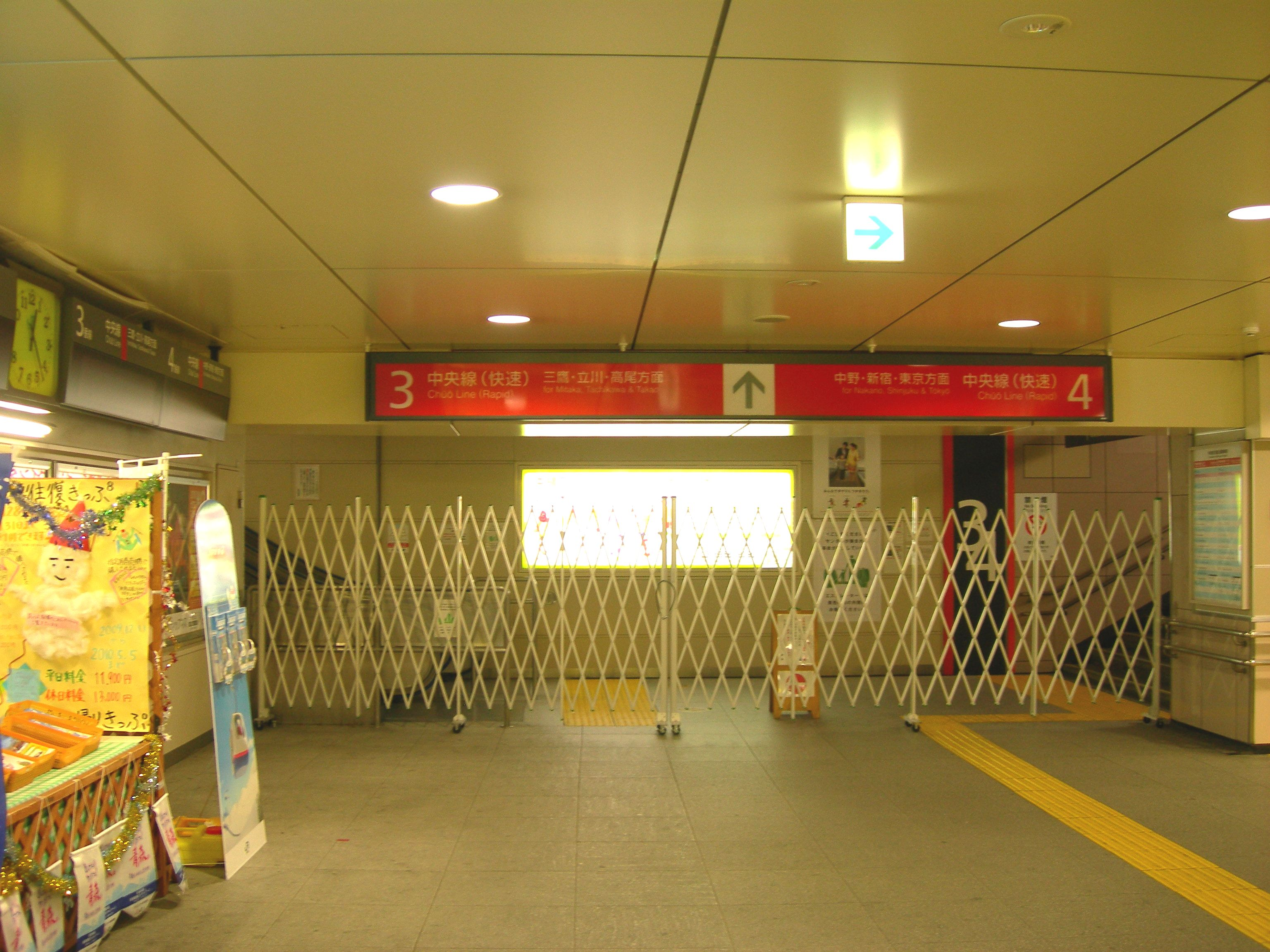
土休日ダイヤは、高円寺駅・阿佐ケ谷駅・西荻窪駅では快速電車がすべて通過するため、ホームが封鎖され立入禁止になる。（高円寺駅）

1960年代の中央線複々線化工事の際には杉並区にある高円寺駅・阿佐ケ谷駅・西荻窪駅の3駅に快速（急行線）ホームを建設しない予定であったが、地元商店街などの意向によりホームを設け土曜日を含む平日に限り停車することになった。そして1968年（昭和43年）12月、当時の国鉄と杉並区の間で以下の覚書が締結された。
1994年（平成6年）12月3日のダイヤ改正により、土曜ダイヤが休日ダイヤ化されることとなった際、杉並区はこの覚書に反するとJR東日本側に抗議し、計画の撤回を求めたが、JR東日本は「週休2日制の普及により社会情勢が変化したこと」などを理由に3駅の土曜通過を実施した。なおこの時にJR東日本は「平日の快速停車駅を変更する考えは現状ない」旨を杉並区側に回答している。これらの経緯により、2021年7月現在も平日に限り3駅に停車し、土休日ダイヤでは通過する。
緩行線が別線路で並行しているうえ、平日の快速区間の西限が中野駅で東京23区内であり、複々線区間の急行線の性格を持つ他路線（東海道線・総武快速線・宇都宮線・常磐快速線など）と比較して各駅停車区間がかなり長いこと、この区間の特別快速等の上位種別がかなりの低速で運転しており運行の妨げになっていること、中野駅・荻窪駅・吉祥寺駅などと比較すると利用客数はかなり少ないことなどからこれら3駅には快速を停車させる必要がないのではという意見がある（いわゆる「杉並三駅問題」）。一方、この区間が線路別複々線であり乗り換えが大変なため、もし方向別複々線であったならば、通過しても問題は生じなかっただろうという見解もある。

### 定時性
日本の鉄道の中では定時性はあまり良くない路線として知られており、ラッシュ時には5分程度の遅れが頻繁に発生する。これは利用客の多さにより、10両でラッシュ時最短2分間隔運転と、すでに複線での輸送力のほぼ限界一杯に達しており、混雑の緩和が困難であることが大きな原因である。ほかにも、人身事故の多さや、30分に1本走る特急や特別快速、通勤ライナーなど多種多様な列車種別があること、青梅線などの支線が多く運行形態が複雑で遅れの回復が困難などといった理由もある。

### 人身事故とその対策

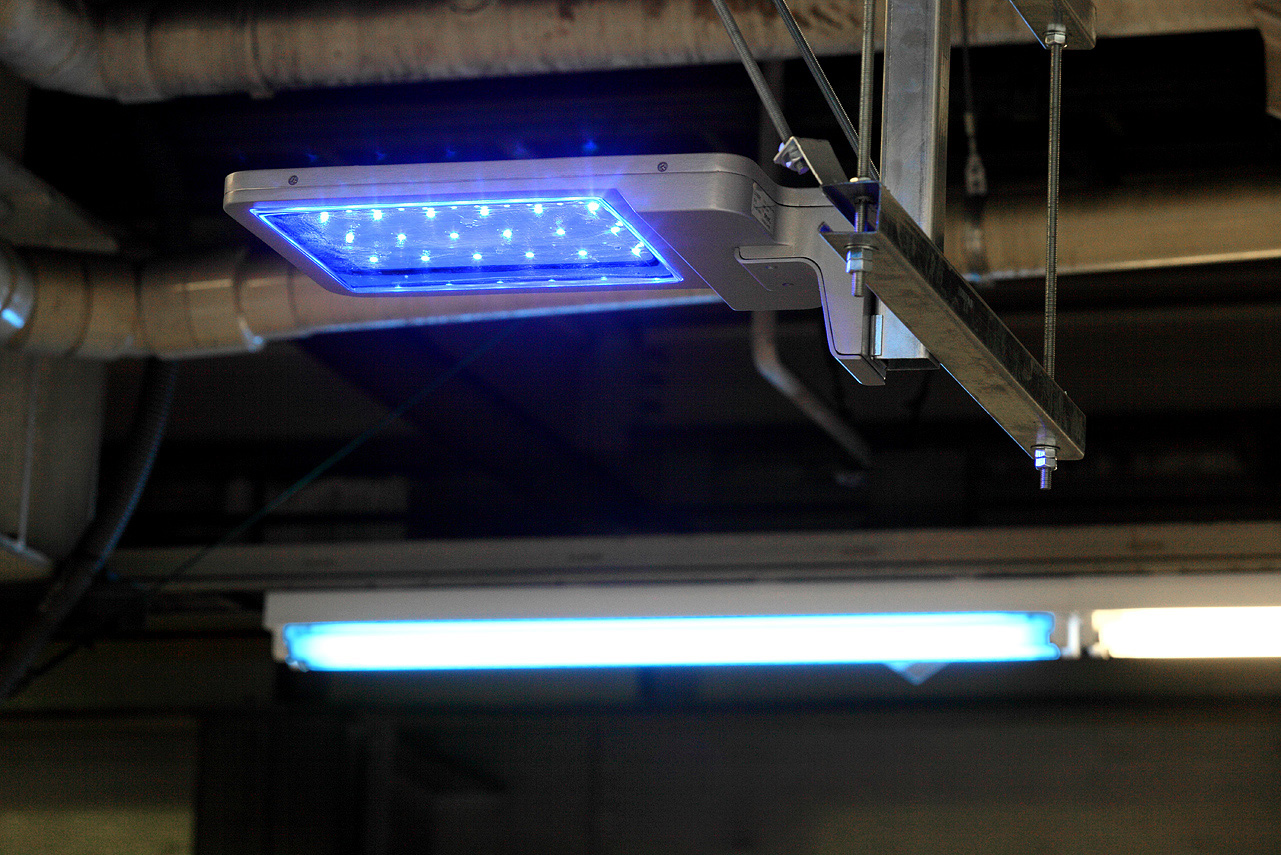
プラットホームに設置された青色光を放つ2種類の自殺防止灯（荻窪駅）

ほかの路線と比較して自殺、事故を含めた人身事故が多いとされているが、正確な統計が公開されていないため真偽は不明である。ただし、1997年から1998年にかけて、事故や気象によるトラブルが重なった上に人身事故による列車遅延が頻発したことによってマスメディアに盛んに取り上げられるようになった。
自殺が多いとされることの原因については諸説あるが、自殺の名所というイメージが定着することによる負の連鎖反応によるものなどがあげられている。JRでは一部の駅でホームの両端に柵を設ける、照明を増やす、死角となる壁や柱を作らない、ホームの表面を明るい色にするなどの対策を行っており、荻窪駅では自殺を思い留まらせる目的でホームの向かい側に鏡を設置している。
荻窪駅と西荻窪駅では2009年9月15日より、自殺防止を目的として、ホームの端の蛍光灯を青色のものに変え、10月以降、東京駅 - 高尾駅間の24駅と、立川駅 - 八王子駅間の18の踏切に、青色LEDの照明を順次導入した。

### 山梨県における中央線の課題
山梨県においてJR中央線は、「本県と首都圏を結ぶ唯一の幹線鉄道であり、本県の活性化、観光振興、企業立地等を図る上で、高速化や利便性向上の推進は不可欠なもの」であり、中央線の機能不足によって「特に県中西部地域においては、東京圏への通勤・通学が困難な状況にあることから、人口流出に伴う定住人口の減少が県の活性化への負の要因となっていることが危惧されている。」としている。
また、山梨県では中央線に以下の諸問題に対処するため中央東線高速化促進広域期成同盟会をつくり、JR東日本に対して30年以上継続して要望活動を行っている。

- 常磐線の特急ひたちの表定速度（水戸〜上野間　最速）が時速103.8kmなど、在来線において高速化が進展する中、JR中央線の甲府〜新宿間の表定速度（最速）は時速90.6kmであり、H12の運輸政策審議会答申第19号で目指す時速100kmに及ばず、大きく改善を図る必要がある。
- 早朝深夜に利用できる特急列車の設定がなく、東京圏への通勤・通学の利用が限定的となっている。
- 人口の確保の点から、東京圏への通勤通学ができるようになる通勤通学用快速列車（いわゆるE電）の甲府までの延伸、割引特急料金制度の導入等の利便性向上策が必要である。
- 大月駅以西に快速列車の設定がないことや、甲府・新宿（東京）間を直接繋ぐ普通列車の設定がないことから、東京圏への速達性が低く、また、乗り継ぎが必要で不便である。
- 甲府・東京駅間の始発終着の特急列車が少ないため、各地から列車が多く発着する東京駅への接続が悪く（乗り継ぎ回数が多い）、利便性が低い。
- 塩山・高尾駅間において、携帯電話が不通となるトンネルがあり、不便となっている。
- チャージ式で、利用の都度切符購入する必要がないなど利便性の高いSuicaが、利用できない駅がある。
- みどりの窓口の営業終了時間が早いことから、学生等が便利に定期券購入、チケット等を購入できない。

—山梨県,JR中央線の課題

## 連続立体交差事業
開かずの踏切による街の分断と交通渋滞を解消するために、1996（平成8）年度から、東京都やJR東日本などが事業主体となって、自動車税やガソリン税を財源として、東京駅 - 日野駅間40.8 kmの連続立体交差化が決定され、三鷹駅 - 国分寺駅間7.3 kmと国立駅 - 立川駅間3.0 kmで連続立体交差事業が実施された。
本工事は1999年（平成11年）から始まり、2006年（平成18年）10月までに5回の仮線への切り替え工事が行われた。下り線は三鷹駅 - 国分寺駅間が2007年（平成19年）7月1日に、西国分寺駅 - 立川駅間が2009年（平成21年）1月11日に、上り線は三鷹駅 - 国分寺駅間が同年12月6日に、西国分寺駅 - 立川駅間が2010年（平成22年）11月7日に高架に切り替えられ、合計で18か所の踏切を解消した。これにより東京駅 - 日野駅間の立体交差化が実現し、同区間における開かずの踏切は解消された。その後上り線の新線路が、武蔵小金井駅で2012年（平成24年）5月20日に、国立駅で同年12月16日に増設された。そして2013年（平成25年）2月24日に武蔵小金井駅の車庫付近のポイント切り替え工事が行われたのを最後に、高架切り替え工事は終了した。同年までに仮線路や駅施設および武蔵小金井駅前にあった横断歩道橋の撤去や側道の整備などを行い、2014年（平成26年）3月に事業は完了した。

### 第1回切り替え工事の問題
最初の大規模な工事は2003年（平成15年）9月27日の夕方から翌28日朝までの予定で行われ、三鷹駅 - 国分寺駅間の上り線を仮線に切り替えた。27日は予定通りに進んだが、翌28日朝になってから、武蔵小金井駅で配線ミスでポイントが作動しないことにより運行が再開できない状態が続き、予定の終了時刻から8時間近く過ぎた13時52分に国分寺発の列車から運行を再開した  。JR東日本は運行再開までバス代行の運行時間を延長するよう各バス会社に要請したが、人員不足などを理由に1時間の延長で代行バスは終了し 、同区間から立川・新宿方面への確実な移動手段がなくなったため大混乱となった。
この輸送障害の原因は配線図そのものの誤りであり、それによりつなぎ間違いやつなぎ忘れが起こっていた。この前代未聞の事象に各種メディアは、「同社が関連会社に工事を丸投げして監督責任を怠っていたこと」「東海旅客鉄道（JR東海）が東海道新幹線品川駅工事の時に事前に工事リハーサルを行ったなどの例に比して、これだけの大規模な工事をぶっつけ本番で一挙に行う半ば無謀な計画であったこと」などと批判し、9月28日にJR東日本は記者会見を行ったが、その中で「もっとバスを借りられるように手配すべきであったが、ここまでの事態は予想できなかった。しかし、すべての乗客をそもそもバスに振り替えるのは無理。バス輸送は補完的なもので、隣接する私鉄に回って、と前からお願いしていた」と発言した。
この仮線への切り替えにより踏切の横断距離が延び、開時間に渡りきれないケースや、踏切の遮断時分が増えたため、国土交通省の指示によりJR東日本は歩行者・自転車用に架道橋を設置するなどした 。一時的に工事前より不便になったものの、翌2004年（平成16年）の7月と11月に行われた仮線への切替工事により、仮線切替前の横断距離に戻ったほか、2007年（平成19年）7月1日と2009年（平成21年）1月11日の下り線の高架化完成により、遮断時分と横断距離は工事前より短縮されている。
これを教訓として再発防止措置が取られ、次いで実施された三鷹駅 - 国分寺駅間下り線の仮線化工事に際しては、切替工事に対するリスク管理のため、切替区間を分割して実施された。以降実施された切替工事に関してもリスク管理の徹底が図られ、すべて予定時間内に完了している。

### 複々線化
この高架化事業とは別に、三鷹駅 - 立川駅では複々線化が計画中である。複々線のうち急行線は高規格な地下路線となる予定で、実現した場合には覚書にも再検討が明記されていることから、中野駅 - 立川駅間を運行している快速の停車駅も変更を迫られると見られる。建設費は国土交通省の試算で約3,600億円と見積もられている。
三鷹駅 - 立川駅間の複々線化は1970年代にはすでに計画されており、そのさなかに開業した西国分寺駅のホーム構造を見れば明らかなように用地は確保されていた。しかし、複々線化工事の着工に手間取っているうちに法改正がなされ、高架化する際には脇に側道を整備することが義務付けられたため、複々線の用地を環境側道に転用することになった。このため、仮に複々線化が実現したとしても「緩行線は高架・快速線は地下」という構造になる見込みである。ただし、国分寺駅西側から国立駅東側までは掘割であり、既存線に並行して複々線を設置する用地もある。
この複々線を利用する特急列車などの優等列車が三鷹駅から大深度地下を利用した高速地下鉄道によって新宿駅を経由し東京駅で京葉線につなげるという構想もある。ただし、そのための設備投資費用は約4,500億円とJR東日本だけが負うにはあまりにも巨額のため、国や自治体の道路建設や整備新幹線並みの援助が必要だろうといわれている。
政治・行政面では、中央線三鷹駅 - 立川駅間複々線化の都市計画が決定している。東京都は整備効果が高いが、収支採算性など事業スキームに課題があるとしており、関係機関との調整状況を踏まえて新しい整備の仕組みづくりを検討するとしている。また国に対しては「国の予算編成に対する東京都の提案要求」において、これまで他の路線で活用されていた特定都市鉄道整備事業が活用できず、現状では事業者であるJR東日本の自主事業で整備する以外の事業手法がないため、新しい法律や制度、費用負担の考え方など整備に向けた仕組みづくりを検討するなど、必要な措置をとることを要求している。
上記の動きを受けた2024年6月、国土交通省の「今後の都市鉄道整備の促進策のあり方に関する検討会」において、「鉄道整備の加算運賃範囲拡大」など利用者負担制度を見直す方針が表明された。これにより、これまで対象外となっていたJR東日本でも「加算運賃制度」の実施が可能となり、中央線三鷹駅 - 立川駅間複々線化実現の可能性が高まるとされる。
多摩地域の市町村の大半は「三鷹・立川間立体化複々線促進協議会」に加入、関係省庁に対して要望を行っている。この協議会には、中央線や乗り入れ先の青梅線・五日市線・八高線沿線だけでなく、並行する京王線、西武新宿線・拝島線等の沿線自治体も加入している。また山梨県や長野県も「中央東線高速化促進広域期成同盟会」を結成し、同様の要望を行っている。
政治家では萩生田光一が複々線化実現を自身の政策の一つとして掲げ、それを受けた東京都が令和5年度予算で、5,000万円の調査費を計上するなどしている。また井上信治、小田原潔、土屋正忠などが「中央線複々線事業促進のための国会議員の会」を、自民党東京都連が国会議員・都議会議員をメンバーとする「JR中央線複々線化プロジェクトチーム（PT）」を結成している。メンバーの松本洋平や伊藤祥広らは利便性のみならず、災害時の首都機能バックアップ拠点である立川広域防災基地へのアクセスを担う防災対策としても、複々線化による中央線の抗堪性確保が必要としている。
複々線化事業は2025年度に完了する予定であったものの、利用客の需要動向・財源確保方策が確定していないことから、工事の着手には至っていない。東京都は、2021年3月付で2028年度に完了予定、2024年3月付で2033年度に完了予定とする計画変更届の内容を発表した。工期自体の変更は無く、工事の着手から約7年で複々線化事業が完了する予定となっている。
複々線化が完成した場合の停車駅や運行について、三鷹・立川間立体化複々線促進協議会は以下の3ケースに、それぞれ路線別と方向別の計6ケースを想定した調査報告書を2009年3月に公表している。

- （ケース1） 快速線は国分寺駅のみに停車する新地下線を走行し、立川駅からは八王子方面へ向かう。緩行線は現行線を走行し、立川駅まで運行する。
- （ケース2） 快速線は現行線を走行し、立川駅からは八王子方面へ向かう。緩行線は国分寺駅のみに停車する新地下線を走行し、立川駅からは青梅線に直通運転を行う。
- （ケース3） 快速線は国分寺駅のみに停車する新地下線を走行し、立川駅からは八王子方面へ向かう。緩行線は現行線を走行し、立川駅からは青梅線に直通運転を行う。

報告書によると、ケース1とケース3では現行の快速が停車しなくなる駅の所要時間が増加するものの、どのケースでも費用便益比は2.3～2.7程度で、さらに速達性向上、最大で10分弱の時間短縮、混雑緩和、ケース2とケース3では青梅線との直通運転改善に効果があり、その効果は三鷹駅以東にも及ぶため、社会的に効率的な事業と結論づけている。ただ報告書では特急の運行についてまでは言及されておらず、特にケース2の場合は特急が現行線と新地下線のどちらを走行するのかも不明である。

## グリーン車の導入
2025年3月15日に、東京駅 - 大月駅間と青梅線立川駅 - 青梅駅間でグリーン車が導入された。当初の予定では2020年度であったが、ホームの延伸を伴う駅改築工事などに想定以上の時間がかかることが判明したため延期となった。JR東日本の冨田社長（当時）は「5年も遅れることはない」と発言し、実施時期は未定としていたが、2018年4月に2023年度末のサービス開始を目指すと発表された。あわせて、同時期にE233系へのトイレの設置についても告知された。しかし2022年4月27日、半導体不足を理由にグリーン車両の新造に遅れが見込まれることから、2023年度末よりさらに少なくとも1年は延期されると発表された。車両工事を行う関係上、予備編成が不足することから、2018年12月に松戸車両センターの209系1000番台が豊田車両センターに転属し、一時的に運用に入っていたが、2024年に運用を離脱し、豊田車両センターに留置されている。
2024年10月13日から2階建てグリーン車2両を組み込んだ編成の運行が開始された。2025年3月14日までは「グリーン車お試し期間」とし、グリーン料金不要で乗車できた。
グリーン料金に関して、中央線快速および青梅線内完結の利用で、後戻りすることなく同一方向にグリーン車に乗車する場合のみ1枚のグリーン券でグリーン車同士の乗り継ぎが可能であること、東京駅と新宿駅で他路線（横須賀線、総武快速線、東海道線、上野東京ライン、湘南新宿ライン）のグリーン車への乗り継ぎ、あるいはその逆は不可であることが発表されている。

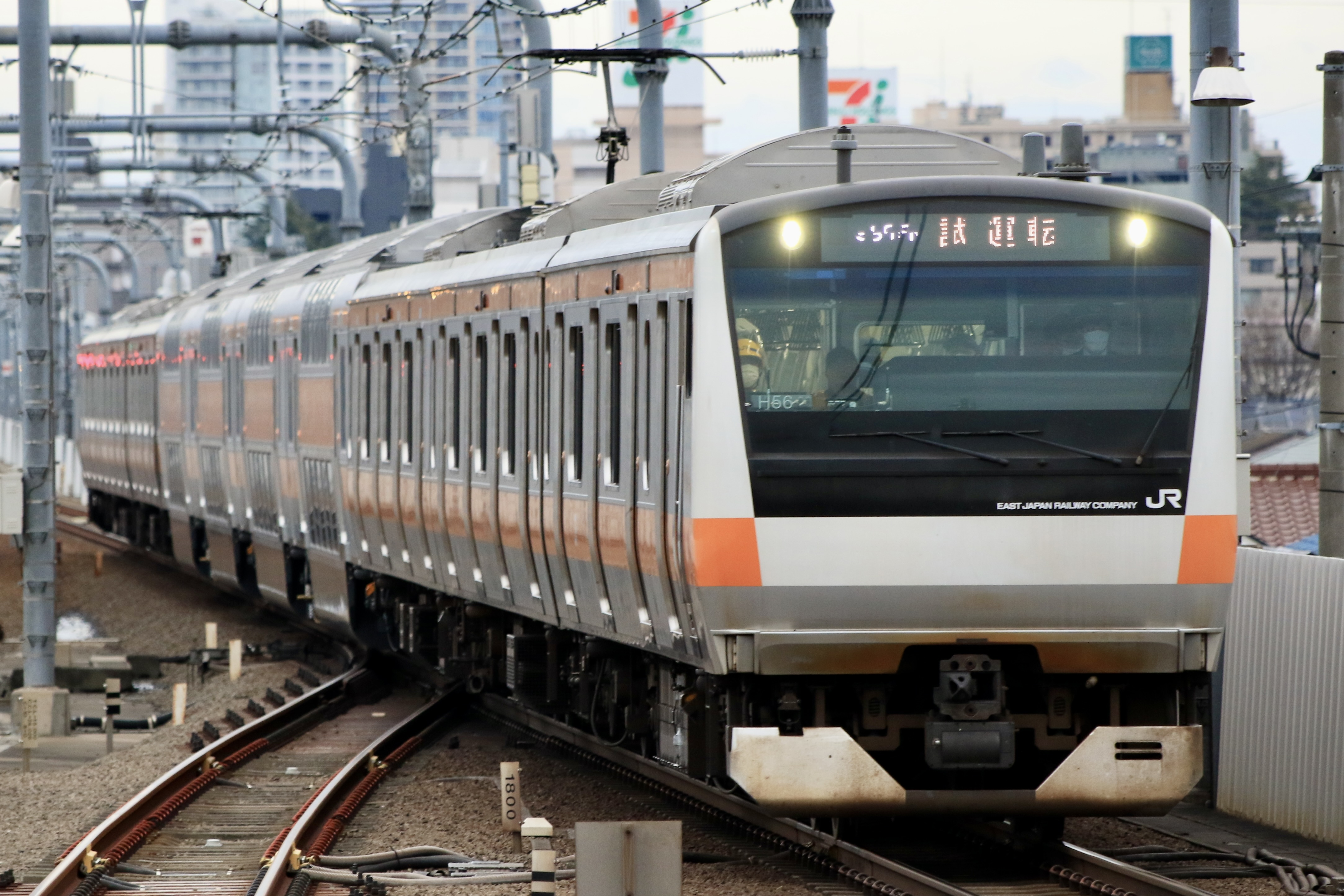
東小金井駅にて中央線快速グリーン車組み込みの試運転の様子。
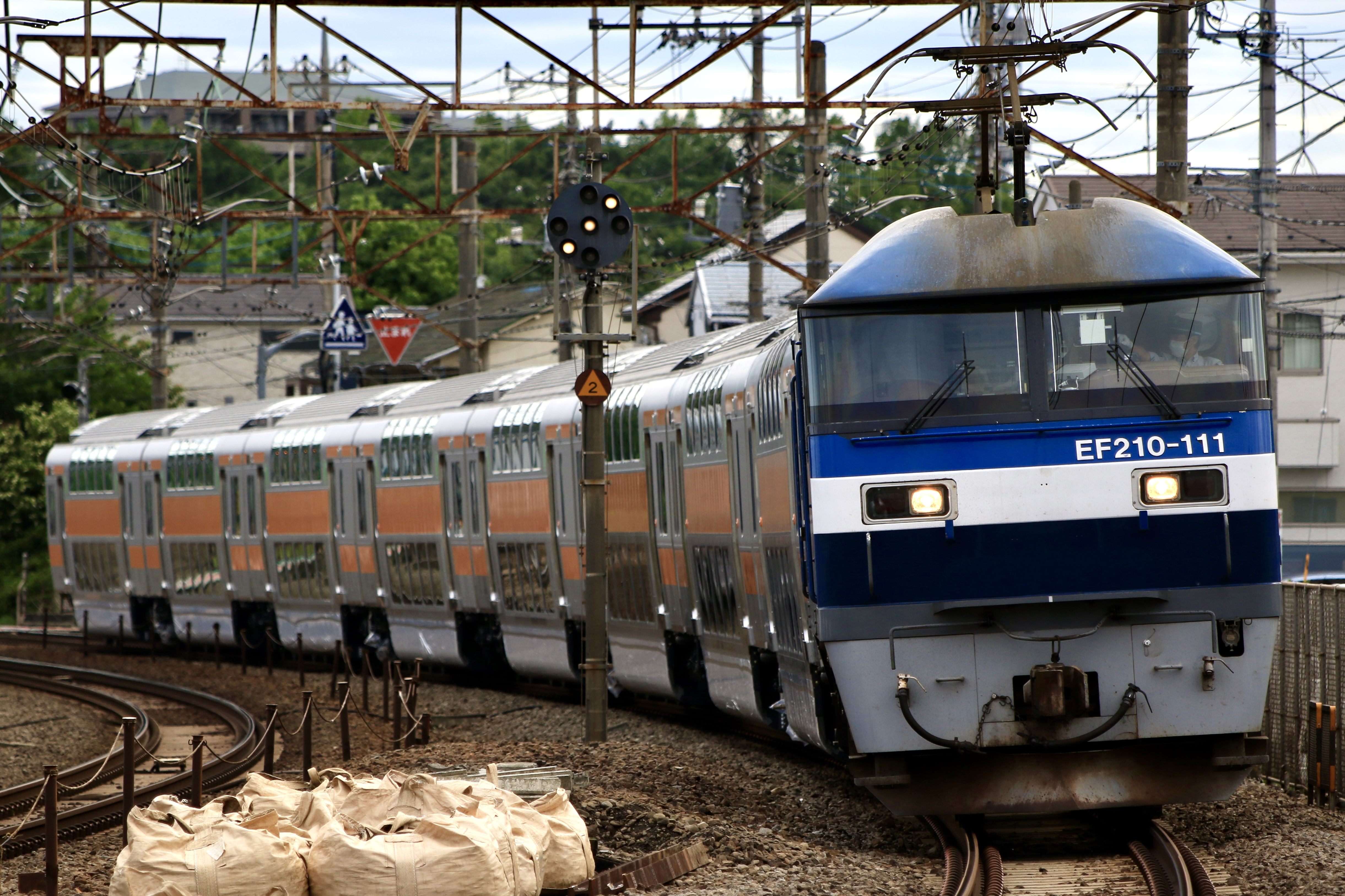
中央線の新造グリーン車を豊田車両センターへ送り込んでいる様子。
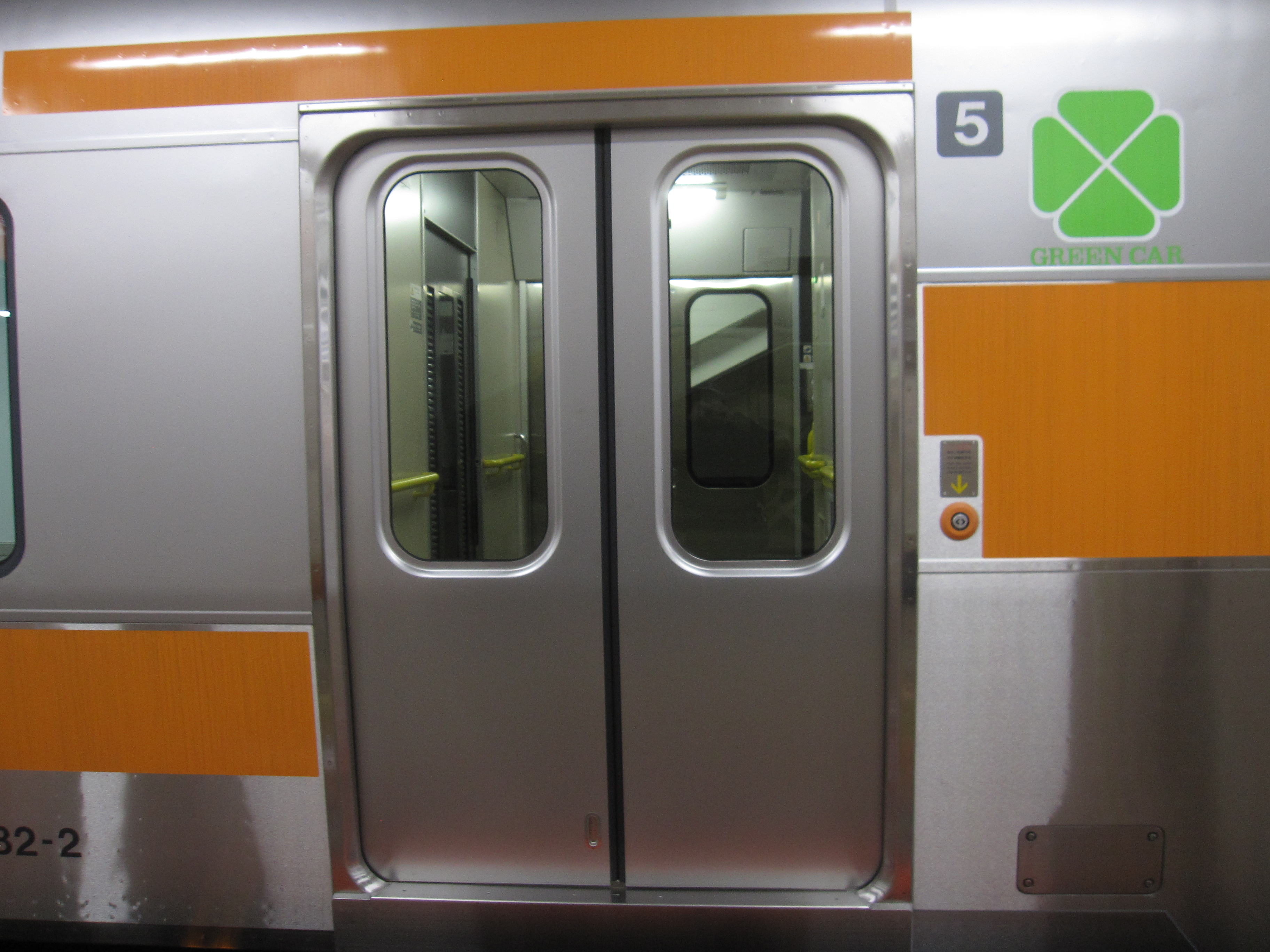
グリーン車の乗降扉は他線で見られる従来の片開きではなく両開きになっている。
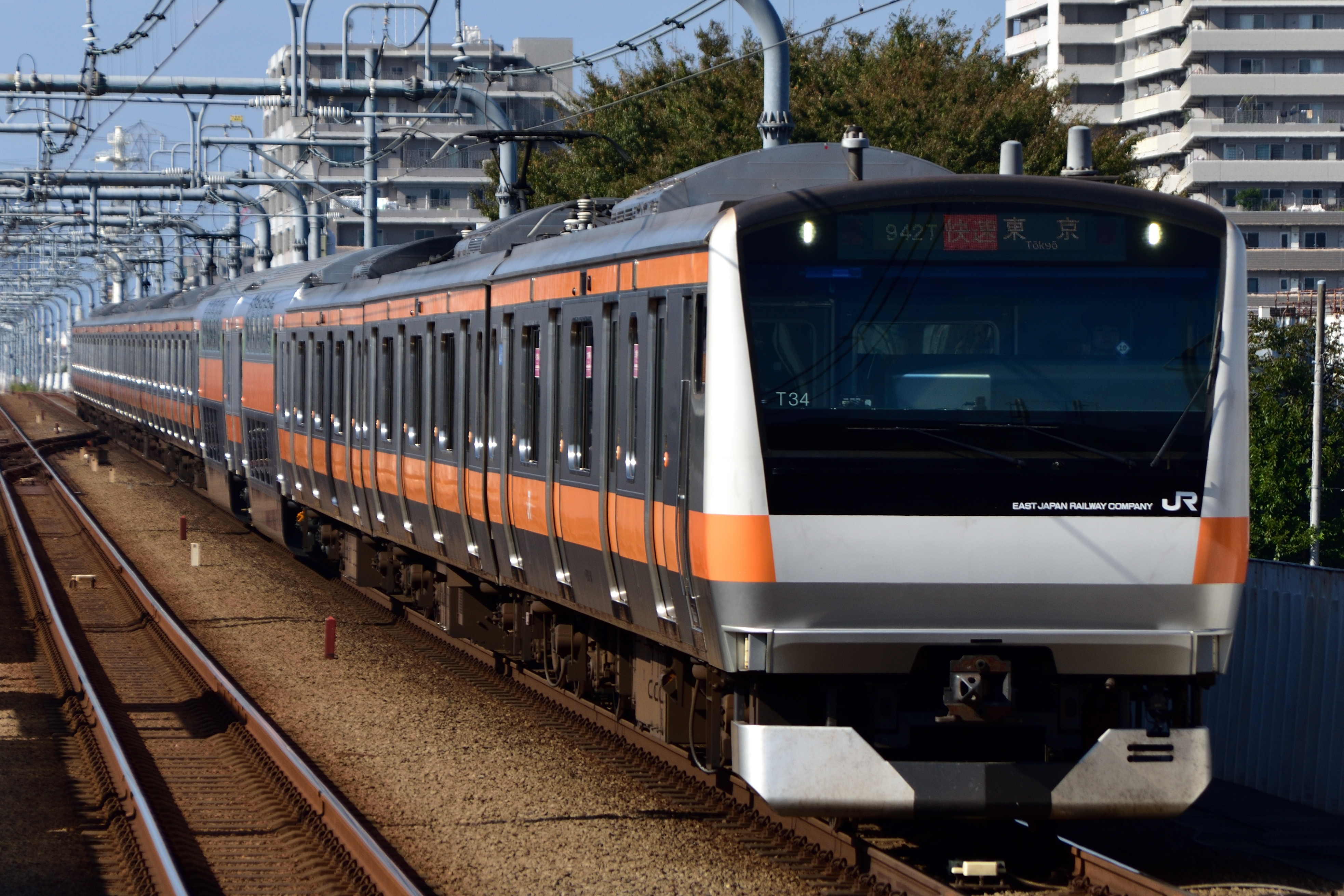
「グリーン車お試し期間」にグリーン車を組み込んで営業運転に就くE233系